# فندق بلازا
فندق بلازا (المعروف أيضًا باسم ذا بلازا) هو فندق فاخر ومبنى شقق تمليك يقع في وسط مانهاتن في مدينة نيويورك. يقع على الجانب الغربي من جراند آرمي بلازا، والذي سُمي على اسمه، غرب الجادة الخامسة، وبين شارع 58 وسنترال بارك ساوث (المعروف أيضًا باسم شارع 59)، في الزاوية الجنوبية الشرقية من سنترال بارك. عنوانه الرئيسي هو 768 الجادة الخامسة، بينما المدخل السكني هو واحد سنترال بارك ساوث. منذ عام 2018، أصبح الفندق مملوكًا لشركة كتارا للضيافة القطرية.
المبنى المكون من 18 طابقًا والمستوحى من عمارة النهضة الفرنسية ونمط الشاتو صممه هنري جانيواي هاردنبيرغ. الواجهة مصنوعة من الرخام في القاعدة، مع طوب أبيض يغطي الطوابق العليا، ويعلوها سقف سندي. يحتوي الطابق الأرضي على الردهتين الرئيسيتين، بالإضافة إلى ممر يربط بين مساحات المطاعم الكبيرة في الطابق الأرضي، بما في ذلك غرفة البلوط، وبار البلوط، وغرفة إدوارديان، وساحة النخيل، وغرفة التراس. تحتوي الطوابق العليا على قاعة الاحتفالات ومجموعة متنوعة من الشقق السكنية شقق التمليك، ووحدات الفندق السكنية، ووحدات الفندق قصيرة الأجل. في ذروته، كان فندق بلازا يحتوي على أكثر من 800 غرفة. بعد التجديد في عام 2008، أصبح المبنى يحتوي على 282 غرفة فندقية و181 شقة تمليك.
تم بناء فندق بنفس الاسم من عام 1883 إلى عام 1890. تم استبدال الفندق الأصلي بالمبنى الحالي من عام 1905 إلى عام 1907؛ صمم وارن وويتمور توسعة لفندق بلازا تمت إضافتها من عام 1919 إلى عام 1921، وأجريت عدة تجديدات رئيسية خلال بقية القرن العشرين. كانت شركة تشغيل بلازا، التي أقامت المبنى الحالي، تدير الفندق حتى عام 1943. بعد ذلك، تم بيعه لعدة مالكين خلال بقية القرن العشرين، بما في ذلك كونراد هيلتون، وإيه.إم. سونابيند، ويستين للفنادق والمنتجعات، دونالد ترامب، وشراكة بين سيتي ديفلوبمنتس ليميتد والوليد بن طلال. تم تجديد فندق بلازا مرة أخرى بعد شراء إيل آد بروبرتيز له في عام 2005، وتم بيعه لاحقًا لـصحارى إنديا باريوار في عام 2012 ثم لكتارا للضيافة في عام 2018. تمت إدارة الفندق من قبل فيرمونت للفنادق والمنتجعات منذ عام 2005.
منذ إنشائه، أصبح فندق بلازا أيقونة لمدينة نيويورك، حيث استضاف العديد من الضيوف الأثرياء والمشاهير. استضافت مساحات المطاعم وقاعات الاحتفالات أحداثًا مثل الحفلات الراقصة، والفعاليات الخيرية، وحفلات الزفاف، والمؤتمرات الصحفية. تم الإشادة بتصميم الفندق، وكذلك موقعه بالقرب من سنترال بارك. بالإضافة إلى ذلك، ظهر فندق بلازا في العديد من الكتب والأفلام. قامت لجنة الحفاظ على معالم مدينة نيويورك بتعيين الواجهة الخارجية وبعض المساحات الداخلية للفندق كمعالم مدينة، كما أن المبنى هو أيضًا معلم تاريخي وطني. الفندك هو أيضًا عضو في فنادق أمريكا التاريخية.

## الموقع

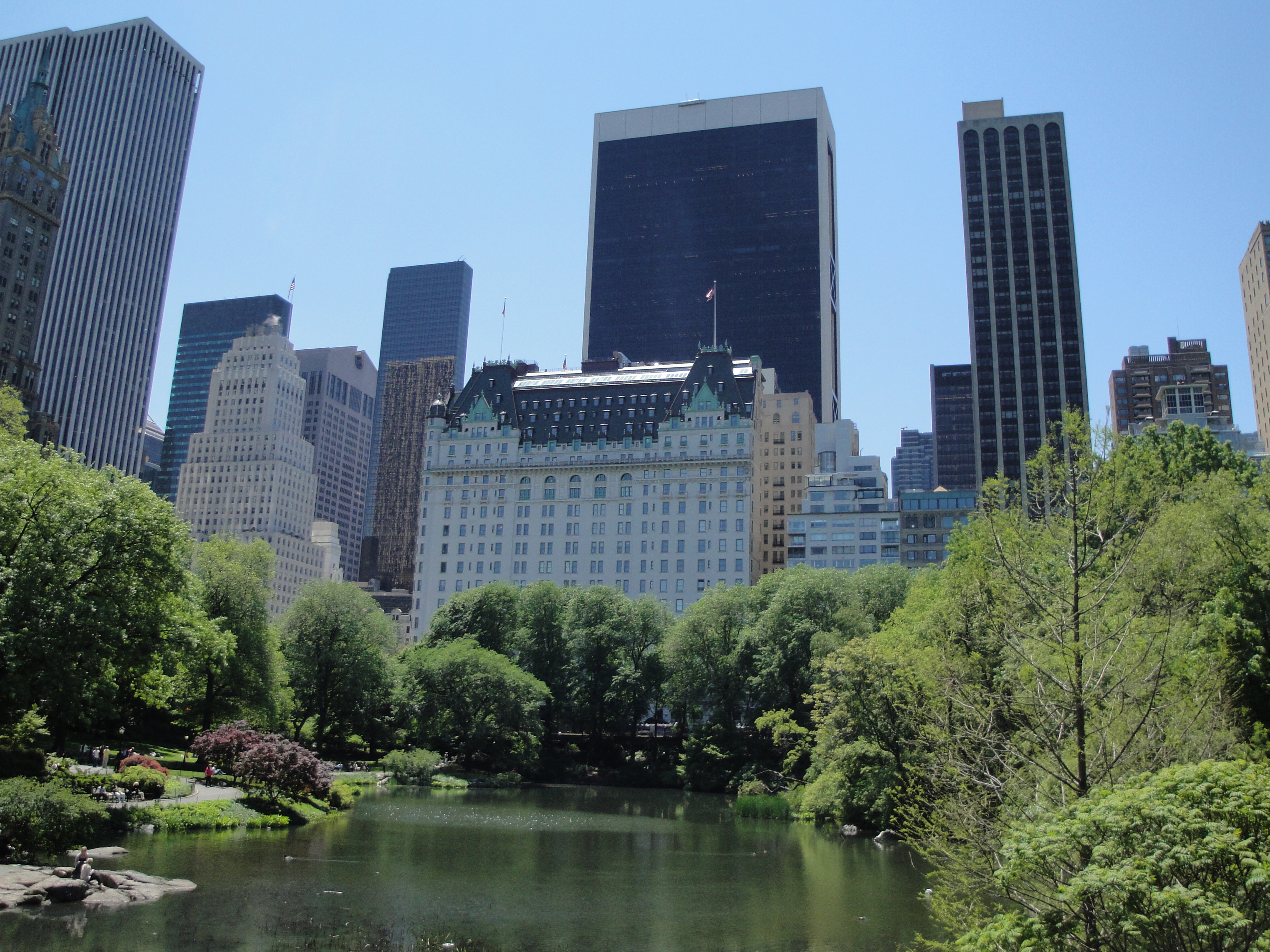
فندق بلازا والمباني المحيطة (بما في ذلك مبنى سولو في الخلفية الوسطى) كما يُرى من سنترال بارك في مايو 2010

يقع فندق بلازا في 768 الجادة الخامسة وواحد سنترال بارك ساوث في حي وسط مانهاتن في مدينة نيويورك. يواجه سنترال بارك ساوث (شارع 59) والبركة ومحمية هاليت الطبيعية في سنترال بارك من الشمال؛ جراند آرمي بلازا من الشرق؛ وشارع 58 من الجنوب. تقع الجادة الخامسة نفسها عبر جراند آرمي بلازا من الفندق. يغطي موقع الفندق 53,772 قدم مربع (4,995.6 م2). يبلغ طوله 285 قدم (87 م) على طول شارع 58 و275 قدم (84 م) على طول سنترال بارك ساوث، بعمق 200.83 قدم (61.21 م) بين الشارعين. عند اكتماله في عام 1907، كان طوله 145 قدم (44 م) على طول شارع 58 و250 قدم (76 م) على طول سنترال بارك ساوث، مع شكل "L" يمتد على طول العمق الكامل للقطعة البالغ 200 قدم على طول جراند آرمي بلازا.
يقع الفندق بالقرب من مبنى جنرال موتورز من الشرق؛ فندق بارك لين من الغرب؛ ومبنى سولو، مسرح باريس، ومبنى بيرغدورف جودمان من الجنوب. المدخل الرئيسي للفندق يواجه نافورة بوليتزر في الجزء الجنوبي من جراند آرمي بلازا. يوجد مدخل إلى محطة الجادة الخامسة–شارع 59 في مترو أنفاق مدينة نيويورك قالب:مترو نيويورك Broadway 60th  عند Fifth Avenue–59th Street في قاعدة الفندق في سنترال بارك ساوث.
كانت الجادة الخامسة بين شارع 42 وسنترال بارك ساوث غير مطورة نسبيًا خلال أواخر القرن التاسع عشر، عندما تم بناء منازل حجرية على الجادة. بحلول أوائل القرن العشرين، أصبح ذلك الجزء من الجادة الخامسة يتجه نحو التجارة. شهد العقد الأول من القرن العشرين بناء فنادق ومتاجر ونوادي مثل فندق سانت ريجيس نيويورك، نادي جامعة نيويورك، وفندق غوثام. تم تطوير زاوية الجادة الخامسة، وسنترال بارك ساوث، وشارع 59 بفنادق بلازا، وسافوي، ونيو نذرلاند خلال تسعينيات القرن التاسع عشر؛ تم استبدال فندق سافوي في عام 1927 بفندق سافوي بلازا، والذي تم هدمه لاحقًا في عام 1964. ساهمت الفنادق الثلاثة في أهمية الجادة الخامسة كمنطقة راقية.

## العمارة
فندق بلازا، وهو مبنى مستوحى من عمارة النهضة الفرنسية ونمط الشاتو، يبلغ ارتفاعه 251.92 قدم (76.79 م)، ويتكون من 18 طابقًا. يتم ترقيم طوابق الفندق وفقًا للاستخدام الأوروبي، حيث الطابق 1، الذي يتوافق مع الطابق الثاني، يقع مباشرة فوق الطابق الأرضي. تم تصميم المبنى من قبل هنري جانيواي هاردنبيرغ في عام 1907، مع إضافة لاحقة، من قبل وارن وويتمور، تم بناؤها من عام 1919 إلى عام 1922. تم تصميم المساحات الداخلية الرئيسية بشكل أساسي من قبل هاردنبيرغ، ووارن وويتمور، وشولتز وويفر. تم تصميم المساحات الداخلية الأخرى من قبل أنابيل سيلدورف وتعود في الغالب إلى تجديد في عام 2008. شارك العديد من المقاولين في بناء الفندق، بما في ذلك شركة أتلانتيك تيرا كوتا ومقاول الطوب بفوتينهاور ونسبيت.

### الواجهة

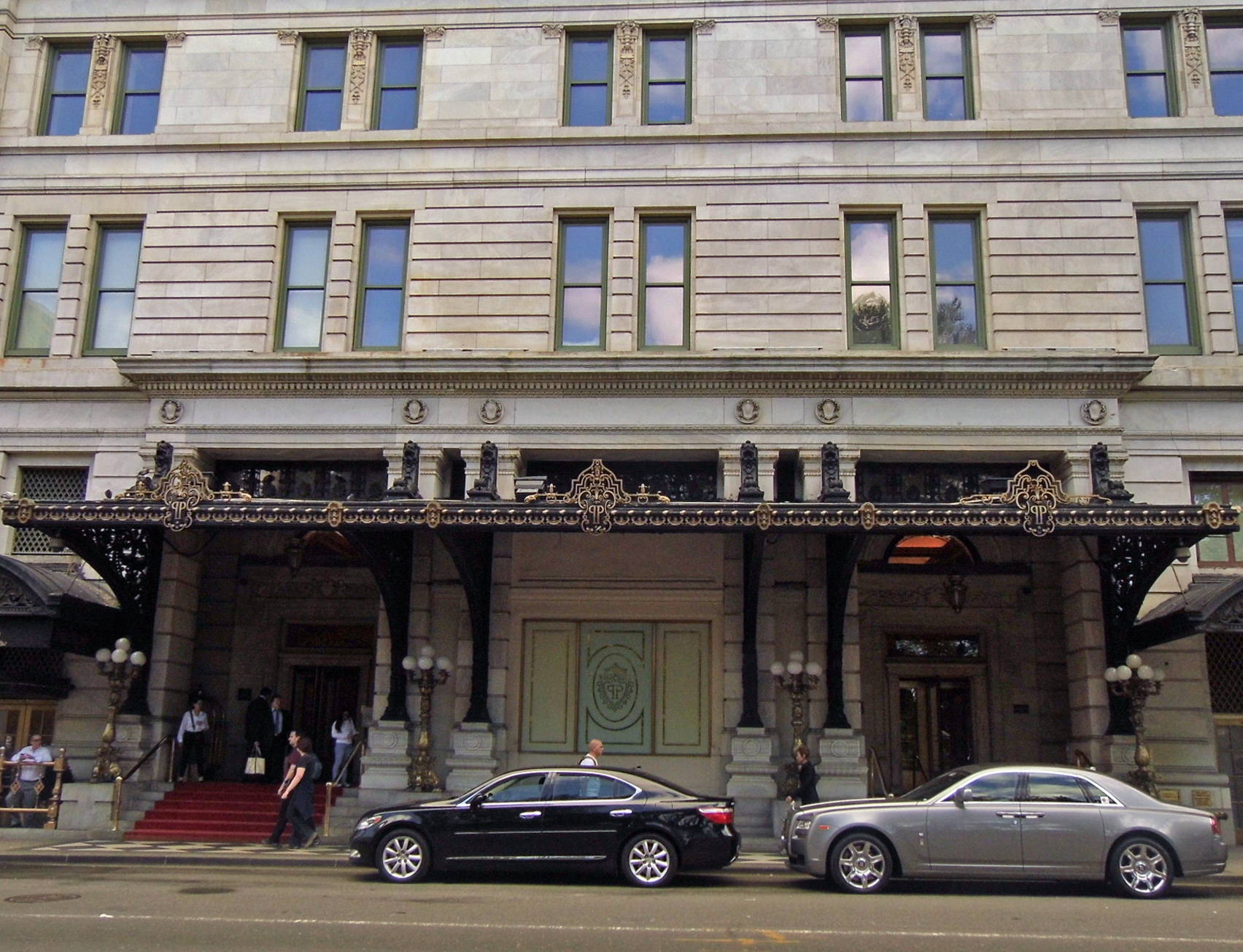
المدخل على سنترال بارك ساوث

تتركز تفاصيل الواجهة على جانبيها الرئيسيين، اللذين يواجهان الشمال نحو سنترال بارك والشرق نحو الجادة الخامسة. تتكون الواجهة من ثلاثة أقسام أفقية تشبه مكونات العمود، وهي القاعدة، والجذع، والتاج. يتم تقسيم الواجهات الشمالية والشرقية أيضًا عموديًا إلى ثلاثة أجزاء، مع كون الجزء الأوسط غائرًا. تحتوي الزوايا الشمالية الشرقية والجنوبية الشرقية للفندق على زوايا مستديرة تشبه الأبراج. هناك العديد من الشرفات، الدرابزينات، الأعمدة، الأعمدة الزائفة، الشرفات، والأقواس المتكررة عبر أجزاء مختلفة من الواجهة. يحتوي الملحق الذي تم بناؤه في عام 1921 على تصميم يشبه إلى حد كبير تصميم هاردنبيرغ لعام 1907.

#### القاعدة
الطابق الأول والثاني من الواجهة، اللذان يتوافقان مع الطابق الأرضي والطابق الأول من الداخل، مغطاة بكتل رخامية خشنة. يحتوي الطابق الثالث، الذي يتوافق مع الطابق الثاني من الداخل، على سطح رخامي أملس. كان للفندق مدخلان للضيوف في تصميم عام 1907: المدخل الرئيسي على سنترال بارك ساوث ومدخل خاص للمقيمين طويل الأجل على شارع 58. يحتوي المدخل الرئيسي، في وسط واجهة سنترال بارك ساوث، على شرفة فوق الأجزاء المركزية الثلاثة، وبوابات كبيرة. منذ تجديد الفندق في عام 2008، أصبح مدخل سنترال بارك ساوث المدخل إلى شقق التمليك في المبنى.
كان جانب جراند آرمي بلازا يحتوي في الأصل على شرفة تسمى شرفة الشمبانيا. كان هناك ثلاثة مداخل صغيرة، بما في ذلك واحد إلى الشرفة. تم استبدال شرفة الشمبانيا بمدخل مركزي كبير في عام 1921. يتكون المدخل هناك من ستة أعمدة توسكانية، تدعم شرفة في الطابق الثاني، مباشرة فوق مستوى الأرض. يحتوي الطابقان الثاني والثالث في وسط واجهة جراند آرمي بلازا على أعمدة زائفة كورنثية مزدوجة تدعم إفريزًا.

#### الطوابق العليا
الطوابق من الرابع إلى الخامس عشر، والتي تتوافق مع الطوابق الداخلية من 3 إلى 14، مغطاة بالطوب الأبيض وتحتوي عادةً على نوافذ مستطيلة. تحتوي هذه الطوابق على قشرة من الطين المحروق تتناغم مع الواجهة الرخامية أسفلها والسقف المنحدر أعلاه. في وسط واجهة سنترال بارك ساوث، تحتوي الأجزاء المركزية الخمسة في الطوابق الثاني عشر والثالث عشر (الطوابق 11 و12) على رواق يتكون من أقواس مع أعمدة زائفة مزدوجة. على جانب جراند آرمي بلازا، هناك شرائط أفقية فوق الطابق الثالث عشر. واجهة شارع 58 هي نسخة مصغرة من الواجهتين الرئيسيتين على سنترال بارك ساوث وجراند آرمي بلازا. يمتد شرفة رخامية فوق الطابق الثالث عشر على جميع الجوانب.
الطوابق الثلاثة العليا تقع ضمن سقف مانسارد مغطى بالبلاط الأخضر مع إطارات نحاسية. يحتوي جانب جراند آرمي بلازا على جملون، بينما يحتوي جانب شارع 58 وسنترال بارك ساوث على ثلاثة طوابق من نوافذ النوافذ العلوية. تعلو الأبراج في الزوايا الشمالية الشرقية والجنوبية الشرقية أسقف مقببة، وهي مطلية باللون الأخضر لتتناسب مع لون الأشجار في سنترال بارك. يحتوي البنتهاوس على الطوابق الثلاثة العليا، والتي يتم ترقيمها كطوابق 19–21.

### الميزات الميكانيكية

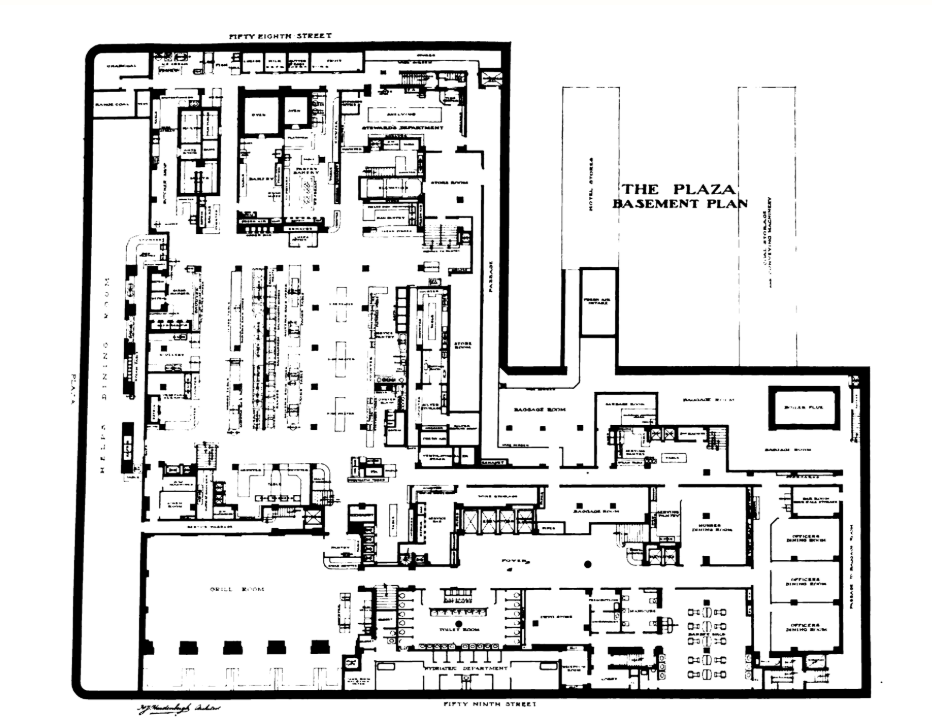
الخطة الأصلية للطابق السفلي؛ الجزء العلوي من هذا الرسم يواجه الجنوب

كان الفندق يحتوي في الأصل على ثلاث مجموعات من أنظمة الأنابيب الهوائية للبريد: واحدة لمراسلات الضيوف، وأخرى للضيوف لطلب الطعام من المطبخ، وثالثة للأقسام التشغيلية المختلفة في الفندق. كان الفندق يحتوي أيضًا في الأصل على 10 مصاعد للركاب، و13 مصعدًا صغيرًا، وثلاثة مصاعد على الرصيف. تضمنت هذه المصاعد أربعة في ردهة سنترال بارك ساوث، وثلاثة في ردهة شارع 58، واثنين بالقرب من سنترال بارك ساوث، للمقيمين طويل الأجل. كانت خزانات تخزين المياه في الفندق بسعة 75,000 US gallon (280,000 L)، وكان الفندق قادرًا على تصفية 1,500,000 US gallon (5,700,000 L) من المياه من نظام إمداد المياه في مدينة نيويورك كل يوم. كانت المياه تمر عبر عشرة فلاتر قبل ضخها إلى الغرف، وكانت المياه المخصصة للمطابخ ونوافير الشرب تمر عبر فلاتر إضافية.
احتوى المصنع الميكانيكي في الطابق السفلي في الأصل على تسعة مراجل بقوة 3,500 حصان (2,600 كـو)؛ مصنع فحم بسعة 750 طن صغير (670 طن كبير؛ 680 t)؛ أربعة عشر مروحة تهوية؛ ومحطة توليد كهرباء بسعة 1,100 كيلوواط (1,500 حصان). كما كان هناك أيضًا مصنع تبريد يمكنه إنتاج 15 طن صغير (13 طن كبير؛ 14 t) من الثلج كل 24 ساعة، بالإضافة إلى لوحة تحكم مصنوعة من رخام تينيسي، والتي كانت تتحكم في الطاقة والإضاءة في الفندق.

### الداخلية
يحتوي الفندق على هيكل فولاذي فائق مع أرضيات من البلاط المجوف، بالإضافة إلى زجاج شبكي يحيط بجميع السلالم والمصاعد. في الأصل، كانت هناك خمسة سلالم رخامية تؤدي من الطابق الأرضي إلى جميع الطوابق الأخرى. عند البناء، كانت الطوابق فوق الطابق الأرضي تحيط بفناء كبير، والذي تم تغطيته بمساحات مكتبية خلال تجديد في الأربعينيات. اعتقد هاردنبيرغ، عند تصميمه لردهة سنترال بارك ساوث، أن الردهة هي أهم مساحة في الفندق، كما اعتقد وارن وويتمور عند تصميمهم لردهة الجادة الخامسة. بالإضافة إلى ذلك، اعتقد وارن وويتمور أن المطاعم هي ثاني أهم مساحة في الفندق، عند تصميمهم لغرفة التراس.
كانت هناك في الأصل غرف غسيل في الطابق السفلي وفي الطابق 18. عند افتتاح الفندق في عام 1907، كان الطابق السفلي يحتوي أيضًا على غرفة شواء، ومطبخ، وغرف تبريد مختلفة، ومرافق مثل حمام تركي على الطراز الفيكتوري ومحل حلاقة. كانت غرف مدبرات المنزل ومساكن الخادمات مخفية في الأصل داخل السقف المنحدر؛ وكان الطابق الثامن عشر يحتوي على أقسام النجارة والكي والخياطة. أصبحت المساحات في الطابق 18 مكاتب بحلول أواخر القرن العشرين.

#### الممرات والردهات

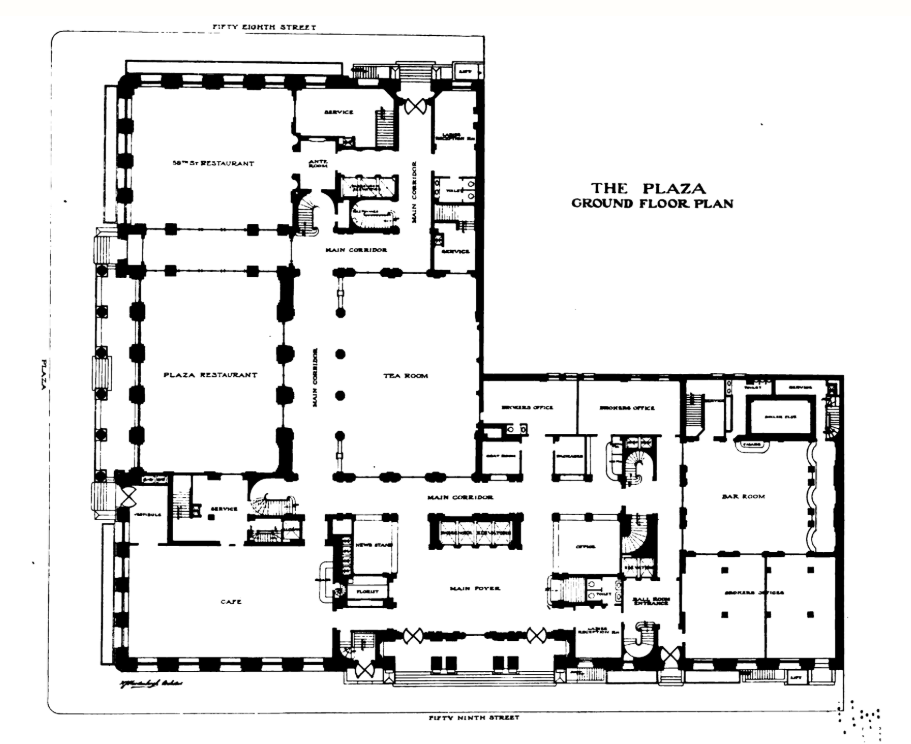
الخطة الأصلية للطابق الأرضي. الجزء العلوي من هذا الرسم يواجه الجنوب. غرفة التراس، غير الموضحة، سيتم بناؤها في المساحة في الجزء العلوي الأيمن من هذا الرسم.

في التصميم الأصلي لهاردنبيرغ، يربط ممر رئيسي بين المساحات الرئيسية في الطابق الأرضي. الممر، الذي لا يزال موجودًا، يربط بين الردهات في شارع 58، وجراند آرمي بلازا، وسنترال بارك ساوث. يعود تخطيط ممرات الطابق الأرضي في الغالب إلى التوسعة التي أجراها وارن وويتمور في عام 1921. يلتف الممر حول الجوانب الجنوبية والشرقية والشمالية لساحة النخيل، التي تقع في وسط الطابق الأرضي. تؤدي عدة ممرات أصغر من الممر الرئيسي. جميع الممرات تحتوي على أرضيات مزينة بالفسيفساء، وأسقف مقببة مصنوعة من الجص، وأعمدة رخامية وأعمدة زائفة مع تيجان برونزية.

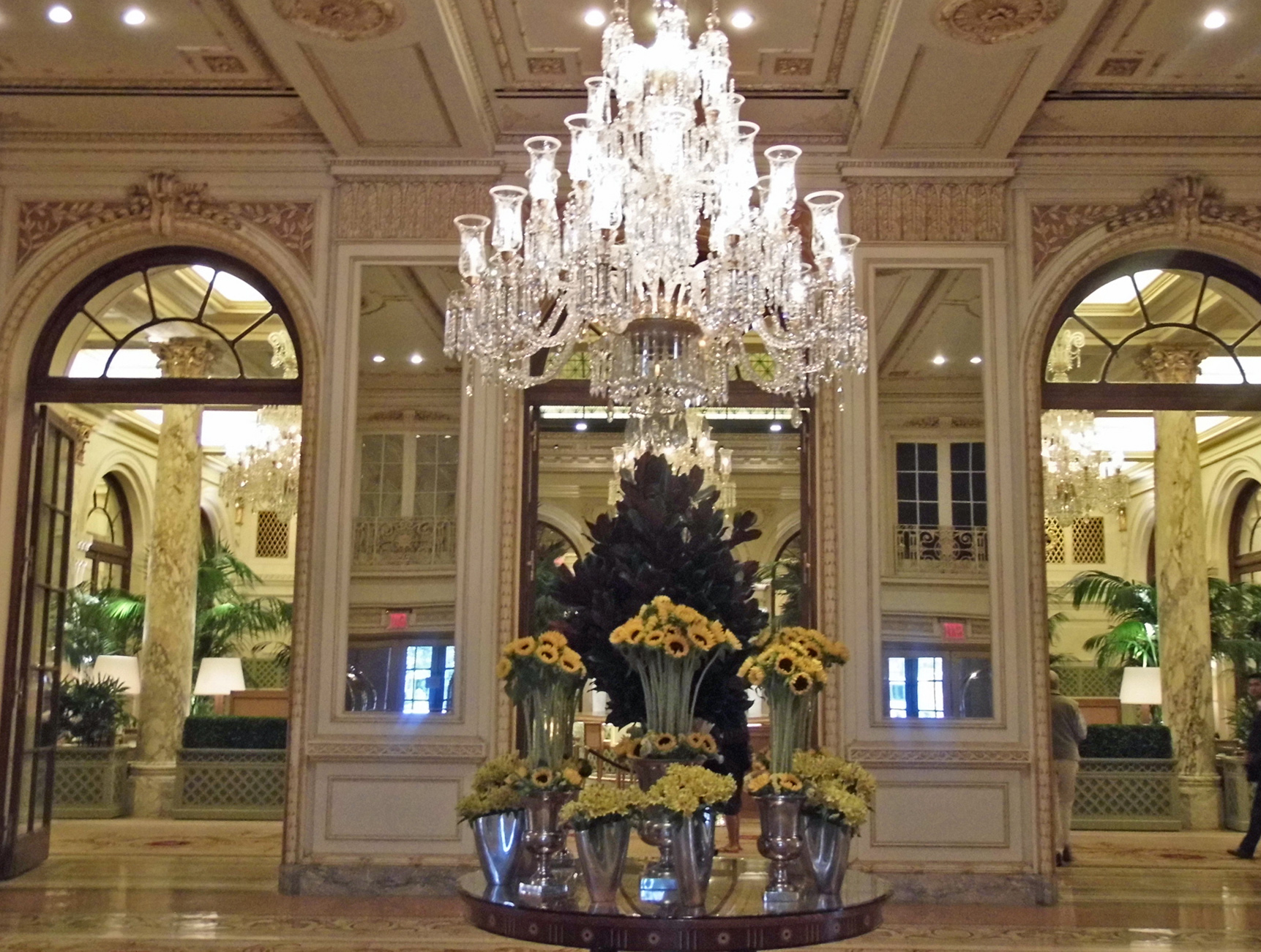
ردهة الجادة الخامسة

كانت ردهة مدخل سنترال بارك ساوث بمثابة الردهة الرئيسية الأصلية، وهي على شكل حرف "U"، مع شرفة متدلية. تحتوي على جدران من الرخام الفرنسي، وتيجان أعمدة مطلية بالبرونز المذهب، وتشطيبات من الرخام الإيطالي المخطط، وزخارف ذهبية اللون، وأرضية فسيفساء، وسقف مقبب من الجص، وأعمدة مشابهة لتلك الموجودة في الممر الرئيسي. هناك مجموعة من أربعة مصاعد، بأبواب برونزية زخرفية، مباشرة أمام المدخل. تتدلى ثريا بلورية من السقف. تحتوي مداخل الأبواب على إطارات برونزية مع أقواس نصف دائرية. في الأصل، كانت المكاتب الفرعية لشركات الوساطة الكبرى مجاورة للردهة، بما في ذلك مكتب واحد في بار البلوط الحالي. في المجمل، كانت هناك ست شركات وساطة منتشرة في الطابق الأرضي.
خلال توسعة وارن وويتمور، تم إنشاء ردهة جراند آرمي بلازا، والتي تسمى أيضًا ردهة الجادة الخامسة، كالردهة الرئيسية الجديدة للفندق، والتي احتلت مساحة مطعم بلازا السابق. تحتوي الردهة على شرفة على شكل حرف "U" تمتد فوق الجدران الشمالية والشرقية والجنوبية، مع ثلاث غرف استقبال تحت الجزء الشرقي من الشرفة. تم تزيين ردهة الجادة الخامسة بنقوش بارزة؛ وحافظت على بعض الزخارف الأصلية من مطعم بلازا، بما في ذلك الأعمدة الزائفة المغطاة بالألواح والسقف المزين بالعوارض. تمت إضافة ميزات أخرى، بما في ذلك أرضية الفسيفساء وثريا بلورية، من قبل وارن وويتمور.
يحتوي مدخل شارع 58 على ثلاثة مصاعد ويجاور ما كان في السابق غرفة استقبال للسيدات. غرب هذه الردهة يوجد سلم يؤدي إلى ممر في مستوى الشرفة، والذي يحتوي على أرضيات رخامية وجدران من الحجر المقطوع ويجاور شرفة غرفة التراس من الشمال وردهة من الجنوب. تحتوي ردهة مستوى الشرفة على أرضيات رخامية، وسقف مقبب مرسوم يدعمه عمودان مربعان، ومجموعة من مصعدين يؤديان إلى قاعة الاحتفالات في الطابق 1. يوجد سلم رخامي، مع درابزين من الرخام والخشب، يؤدي من ردهة الشرفة إلى مستوى قاعة الاحتفالات.
يعتمد تخطيط الطوابق العليا على تخطيط ممرات الطابق الأرضي لأن جميع السلالم والمصاعد كانت موضوعة في نفس الموضع في الطوابق العليا. في الطابق 2 وجميع الطوابق اللاحقة، يوجد ممر على شكل حرف "C" في وسط المبنى يمتد حول الجوانب الشمالية والشرقية والجنوبية للبناء ويربط بين كل الغرف.

#### مطاعم الطابق الأرضي

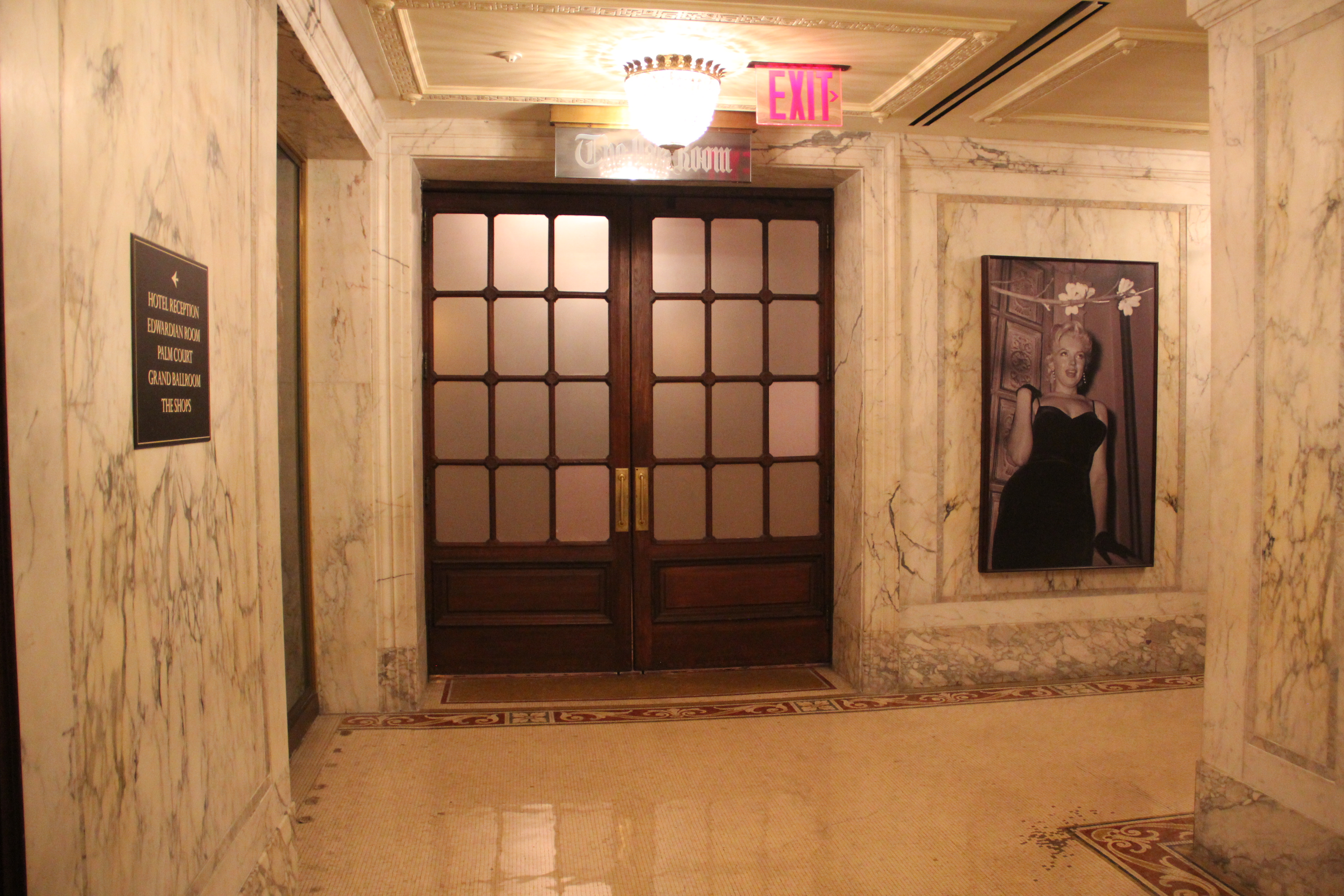
الباب المؤدي إلى غرفة البلوط

تقع غرفة البلوط في الجزء الغربي من الطابق الأرضي، وتم بناؤها في عام 1907 كغرفة البار. تقع غرب ردهة سنترال بارك ساوث، وتفصلها عن الردهة ممر. مقارنة بالمساحات الأخرى في الفندق، تحتفظ هذه الغرفة بمزيد من التفاصيل من التصميم الأصلي. تم تصميم غرفة البلوط على طراز عصر النهضة الألماني، في الأصل من قبل شركة L. Alavoine and Company. تتميز بجدران وأرضيات من البلوط، وسقف مقوس، ولوحات جدارية لقلاع بافارية، وبراميل نبيذ مزيفة منحوتة في الخشب، وثريا نحاسية مليئة بعناقيد العنب. يحتوي الجدار الشرقي على باب زجاجي مزدوج مؤطر بشبكة يؤدي إلى الممر الرئيسي، بينما يحتوي الجدار الشمالي على فتحتين تؤديان إلى بار البلوط.
يقع بار البلوط شمال غرفة البلوط مباشرة، في الزاوية الشمالية الغربية من الطابق الأرضي. تم تصميمه على طراز تيودور مع سقف جصي، وزخارف شبكية، وزخارف نباتية وأوراق الشجر. تحتوي غرفة البار على خشب الجوز مع أثاث فرنسي. كما تحتوي على ثلاث لوحات جدارية من قبل إيفريت شين، والتي تمت إضافتها خلال تجديد في عام 1945 وتظهر الحي كما كان سيظهر في عام 1907. قبل التجديد، كان بار البلوط بمثابة مكتب وساطة.
تقع غرفة إدوارديان، المعروفة سابقًا باسم غرفة الشواء للرجال أو مقهى الجادة الخامسة، في الزاوية الشمالية الشرقية من الطابق الأرضي وتبلغ مساحتها 50 by 65 قدم (15 م × 20 م). تم تصميمها في الأصل من قبل شركة William Baumgarten & Company و McNulty Brothers، ولكن تم إعادة تزيينها عدة مرات. تحتوي على ألواح من خشب البلوط الفلمنكي الداكن، بارتفاع 12 قدم (3.7 م)، مع تشطيبات وإطارات أبواب مصنوعة من حجر كاين. كانت الجدران تحتوي في الأصل على ألواح خشب البلوط وإفريز من نسيج أوبوسون. الأرضية مرصعة ببلاط الفسيفساء، والسقف المزين بالعوارض يحتوي على مرايا، مما يعطي انطباعًا بالعوارض المزخرفة للغاية. يتم إضاءة الغرفة من خلال نوافذ كبيرة وثماني ثريات برونزية كبيرة. كانت الألوان الأصلية للغرفة عبارة عن لوحة ألوان هادئة نسبيًا من الأخضر والبني الداكن والرمادي. عند بنائها لأول مرة، كانت هناك شرفة للموسيقيين تطل على الغرفة. كانت الغرفة تحتوي أيضًا على مدخل في جراند آرمي بلازا، والذي تم إغلاقه مع إنشاء ردهة الجادة الخامسة. كانت المساحة تحتوي على مطعمي Green Tulip و Plaza Suite في أواخر القرن العشرين؛ بحلول العقد الأول من القرن الحادي والعشرين، كانت تعرف باسم One CPS.

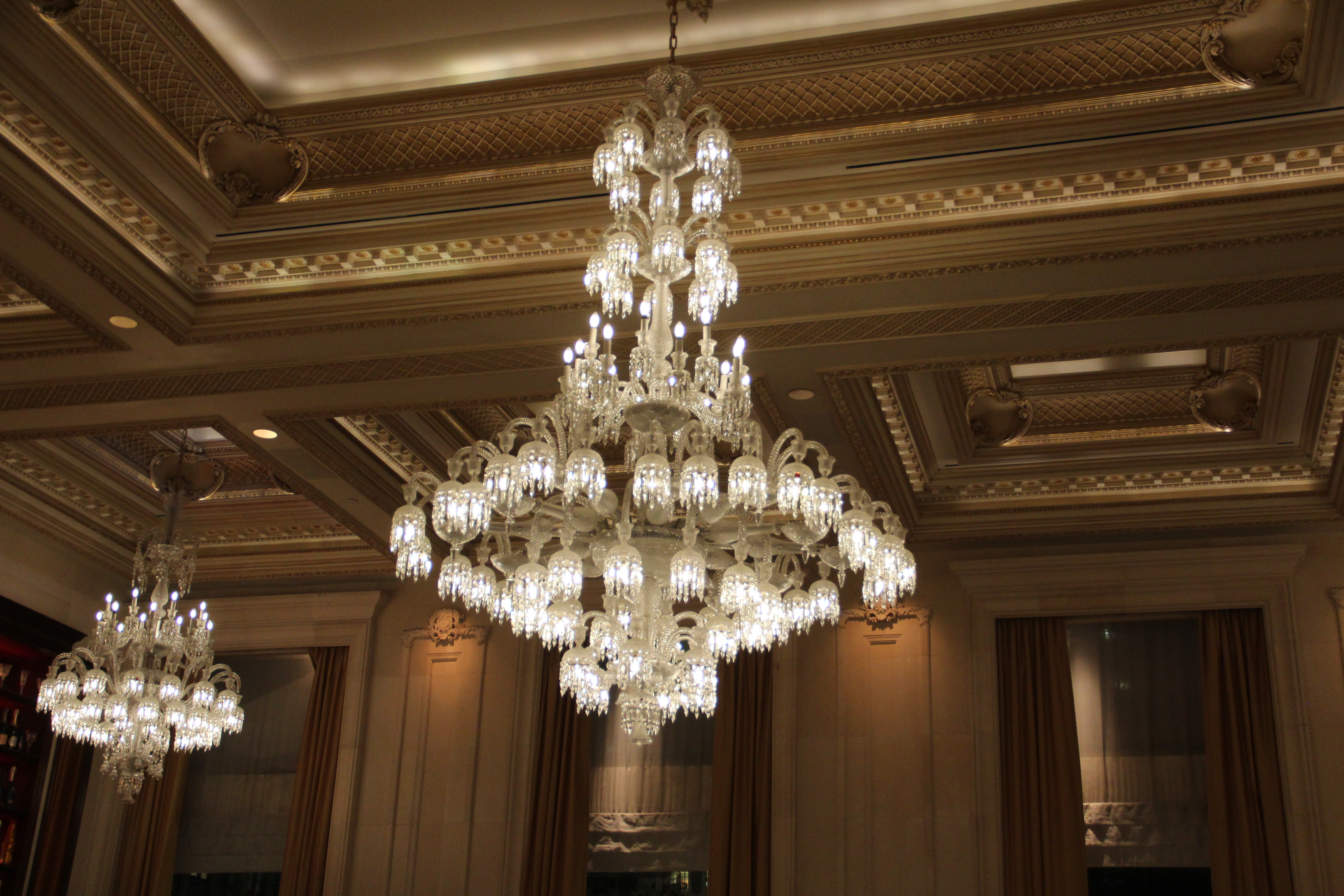
ثريا في أحد مطاعم فندق بلازا

تقع ساحة النخيل، المعروفة سابقًا باسم غرفة الشاي، في وسط الطابق الأرضي. تم تصميمها مستوحاة من ساحة النخيل في فندق كارلتون في لندن. تحتوي المساحة على جدران من حجر كاين وحجر بريش فيوليت، وأرضيات فسيفساء، وأعمدة رخامية وأعمدة زائفة مع تيجان برونزية. كانت النباتات الاستوائية وأشجار المطاط والنخيل تعطي الغرفة أجواءً شبيهة بالحديقة. كانت ساحة النخيل تحتوي في الأصل على سقف من الزجاج الملون، والذي تمت إزالته خلال تجديد في الأربعينيات؛ تمت استعادتها في منتصف العقد الأول من القرن الحادي والعشرين. كانت هناك أيضًا مرايا على الجدار الغربي، والتي توجد أمامها أربعة تماثيل كارياتيد منحوتة من قبل Pottier & Stymus، والتي تحيط بمرايا الجدار وتمثل الفصول. تم تجديد ساحة النخيل في عام 2014؛ يتضمن تصميمها الحديث أربعة أشجار نخيل بالإضافة إلى بار مركزي من الرخام والنحاس. شرق ساحة النخيل، وتفصلها عن الممر الرئيسي، كانت توجد مطعم بلازا وشرفة الشمبانيا. كانت ساحة النخيل ومطعم بلازا، اللذان يشتركان في تصميم متطابق تقريبًا، يشكلان في الأصل "قاعة طعام واسعة". كانت ألواح زجاجية قابلة للإزالة على طول الممر الرئيسي مجاورة لكلا المساحتين.
تقع غرفة التراس، غرب ساحة النخيل، وهي جزء من تصميم وارن وويتمور لعام 1921 وتسمى بهذا الاسم لأنها تحتوي على ثلاث شرفات. تزداد الشرفة ارتفاعًا من الشرق إلى الغرب وتقسم الغرفة إلى ثلاثة أقسام، والتي تفصلها درابزينات وتتصل بسلالم صغيرة. تحتوي المساحة على زخارف على طراز عصر النهضة على الأعمدة الزائفة والأسقف وأقواس الجدران، بالإضافة إلى ثلاث ثريات وجدران من الرخام الخشن. تم تكليف جون ب. سمرالدي برسم زخرفة غرفة التراس. تحيط بالغرفة شرفة، مع سقف مقبب مرسوم ربما تم تكليف سمرالدي به، بالإضافة إلى أعمدة زائفة رخامية وأرضيات. تمتد شرفة فوق الجدار الجنوبي للغرفة. جنوب الشرفة مباشرة يوجد ممر غرفة التراس وردهتها.
كانت الزاوية الجنوبية الشرقية من الطابق الأرضي تحتوي في الأصل على مطعم شارع 58، والذي كان مخصصًا حصريًا للمقيمين طويل الأجل في الفندق. في عام 1934، تم استبداله بنادي ليلي يسمى الغرفة الفارسية، والذي كان يحتوي على أقمشة حمراء وزرقاء فارسية من تصميم جوزيف أوربان، وخمس لوحات جدارية من قبل ليليان جيرتنر بالميدو، وبار بطول 27 قدم (8.2 م). كانت الغرفة تعمل حتى عام 1978.

#### قاعة الاحتفالات

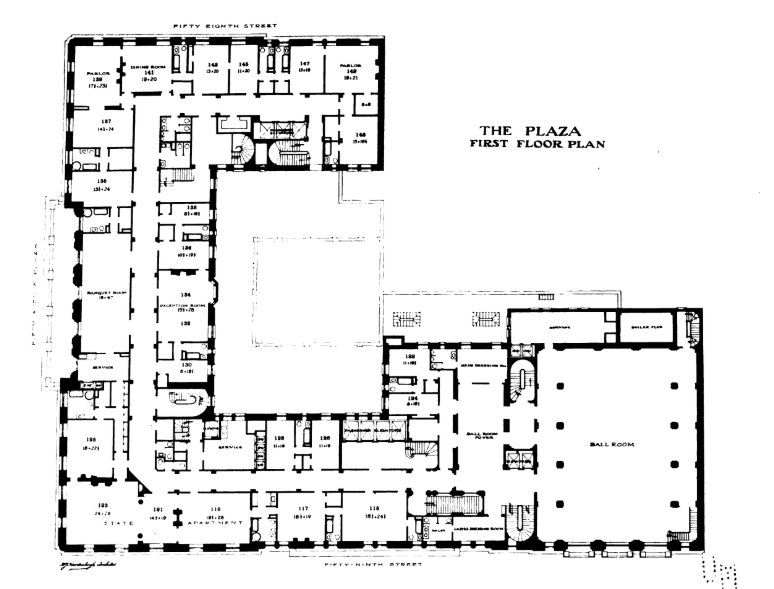
الخطة الأصلية للطابق 1 (الذي هو في الواقع الطابق الثاني)، وهو طابق واحد فوق مستوى الأرض. الجزء العلوي من هذا الرسم يواجه الجنوب. قاعة الاحتفالات الحالية، غير الموضحة، سيتم بناؤها في المساحة في الجزء العلوي الأيمن من هذا الرسم.

كانت قاعة الاحتفالات الأصلية ذات الارتفاع المزدوج من خطة هاردنبيرغ تقع في الجانب الشمالي من الطابق الثاني، أو الطابق 1 وفقًا لنظام ترقيم الطوابق في فندق بلازا. كانت قاعة الاحتفالات القديمة، بسعة 500 إلى 600 شخص، تخدمها مصعدها الخاص وسلالمها، وكانت تحتوي على منصة متحركة. كانت قاعة الاحتفالات القديمة تطل عليها شرفات من ثلاث جهات، وكانت تحتوي على لوحة ألوان بيضاء وكريمية مشابهة لقاعة الاحتفالات الحالية. كانت تخدمها مدخلها الخاص على شارع 58. بحلول السبعينيات، تم استبدال قاعة الاحتفالات القديمة بمكاتب.
تقع قاعة الاحتفالات الحالية في الطابق 1 في وسط ذلك الطابق. تم تصميمها في الأصل من قبل وارن وويتمور، وكانت بسعة 800 شخص للعشاء و1000 شخص للرقص. كانت الغرفة تحتوي على سقف مقبب صممه سمرالدي، مع صلبان وسداسيات وثمانيات، بالإضافة إلى ست ثريات. كانت قاعة الاحتفالات تحتوي على منصة على الجدار الغربي، داخل فتحة مستطيلة. تمتد شرفة فوق الجدران الثلاثة الأخرى ويدعمها أعمدة زائفة مع تيجان برونزية.
في عام 1929، تم إعادة بناء قاعة الاحتفالات التي صممها وارن وويتمور وفقًا لتصميم كلاسيكي جديد من قبل شولتز وويفر. تتميز الغرفة بلون أبيض وكريمي مع زخارف ذهبية، مما يعكس تصميم قاعة الاحتفالات الأصلية. لا تزال المنصة موجودة على الجدار الغربي، ولكنها داخل فتحة مستديرة. أضاف التصميم الجديد صناديق جمهور، مع درابزينات معدنية زخرفية، على الجدران الشمالية والشرقية. تحتوي قاعة الاحتفالات على سقف مقبب مع دوائر وأقواس نصف دائرية ونقوش بارزة وثريتين. جنوب قاعة الاحتفالات الرئيسية يوجد ممر يمتد من الغرب إلى الشرق. يحتوي الممر على سقف مقبب مزين بألواح وكان يحتوي على شرفة تمت إزالتها خلال إعادة التصميم في عام 1929. في الجزء الجنوبي من الطابق 1 توجد ردهة قاعة الاحتفالات وقاعة السلالم، وهما غرفتان منفصلتان سابقًا تم دمجهما في عام 1965 لتشكيل مساحة كلاسيكية جديدة مغطاة بالرخام. تحتوي قاعة السلالم على السلالم المؤدية من ردهة الشرفة.

#### الشقق والجناحات

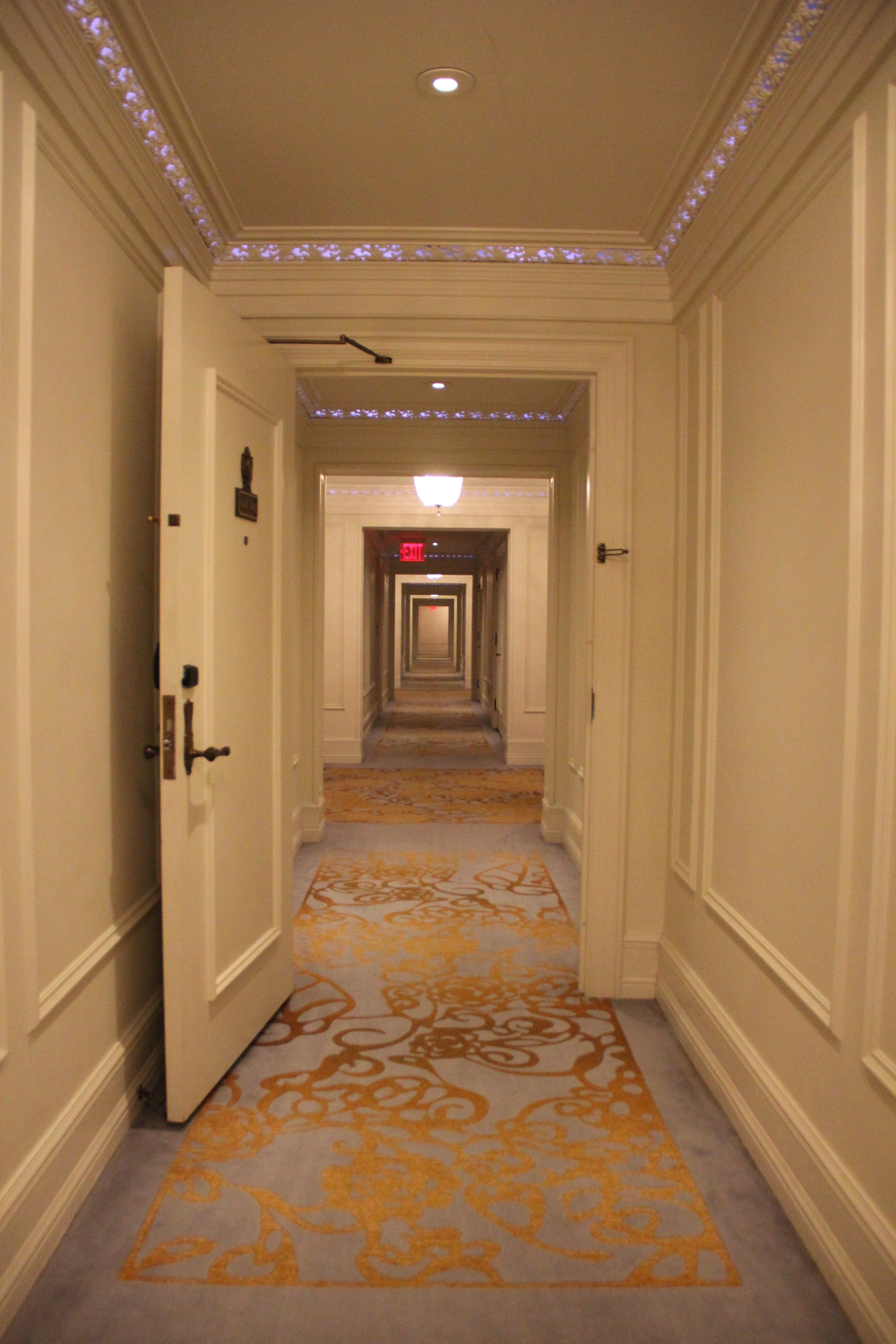
ممر الجناح

تبدأ شقق ووحدات فندق بلازا من الطابق الثالث، المسمى بالطابق 2. كما تم بناؤها في الأصل، كانت تحتوي على ثلاثة أنواع رئيسية من الجناحات: تلك التي تحتوي على غرفة نوم واحدة وحمام واحد؛ وتلك التي تحتوي على غرفتي نوم وحمامين؛ وتلك التي تحتوي على غرفة استقبال وأعداد مختلفة من غرف النوم والحمامات. كانت الجدران مطلية في الأصل بألوان الوردي والأصفر والكريمي والرمادي. لم يتم استخدام ورق الحائط في الغرف، والتي كانت بدلاً من ذلك مطلية بالجص العادي. لأغراض زخرفية، كانت الغرف تحتوي على ألواح خشبية وأثاث خشبي، بينما كانت الأسقف الجصية تدعم الثريات البلورية. يمكن للضيف أو المقيم طلب عدة جناحات، حيث كانت هناك ممرات خاصة أصغر مجاورة للممر الرئيسي في كل طابق. كانت هناك أيضًا غرف للطاقم في زوايا الممر الرئيسي في كل طابق. كانت هناك مصاعد صغيرة تؤدي من غرف الطاقم إلى المطبخ في الطابق السفلي، مما يسمح للضيوف بطلب الوجبات وتناولها داخل الجناح. في كل غرفة كانت هناك ثلاثة أزرار، يمكن للضيوف استخدامها للاتصال بطاقم الطابق، أو الخادمة، أو عامل الفندق.
بعد تجديده في عام 2008، يحتوي المبنى على 181 شقة مملوكة بشكل خاص، والتي يتم تسويقها باسم "بلازا ريزيدنسز" أو "واحد سنترال بارك ساوث". تقع الشقق في الجانبين الشمالي والشرقي من المبنى ولها مجموعة متنوعة من التصميمات، من الاستوديوهات إلى وحدات البنتهاوس المكونة من ثلاثة طوابق. تحتوي الشقق على أرضيات من الباركيه وطاولات حجرية، وتعكس إلى حد كبير التصميم الأصلي لهذه الغرف. هناك أيضًا 282 وحدة فندقية في الجانب الجنوبي من المبنى. من بين هذه الوحدات، تحتل 152 وحدة فندقية سكنية الطوابق من الحادي عشر إلى الحادي والعشرين، المسمى بالطوابق من 10 إلى 20. تعمل الوحدات الفندقية السكنية كمساكن للمستثمرين أو الطاقم لمدة تصل إلى أربعة أشهر في السنة، وتستخدم كوحدات فندقية قصيرة الأجل في الوقت المتبقي. بالإضافة إلى ذلك، هناك 130 غرفة مخصصة للإقامات القصيرة فقط في الطوابق من الرابع إلى العاشر، المسمى بالطوابق من 3 إلى 9. يحتفظ الجزء الفندقي من المبنى ببتلر في كل طابق، مما يعكس الفخامة الأصلية للفندق.
تضمن تصميم هاردنبيرغ شقة الولاية في الجانب الشمالي من الطابق 1. كانت هذه الشقة واحدة من أكثر الجناحات فخامة في الفندق بأكمله؛ كانت تحتوي على غرفة رسم، وغرف انتظار، وغرف طعام، وغرف نوم وحمامات، وتخزين طعام. كما كانت هناك في الطابق 1 غرف طعام خاصة، وغرف استقبال، وغرف لعب الورق. تم تحويل الشقة إلى منطقة طعام خاصة وتم ترميمها في عام 1974. كانت هناك أيضًا جناحات فاخرة مماثلة تقع على جانب سنترال بارك ساوث في أحد عشر من الطوابق العليا. تم إنشاء الطابق الحادي والعشرين (المسمى بالطابق 20) كجزء من تجديد عام 2008، وهو جزء من بنتهاوس مكون من أربع غرف نوم، وهي أكبر شقة في المبنى.
في أوائل ومنتصف القرن العشرين، تم توظيف عدة مصممين، مثل إلسي دي وولف وسيسيل بيتون، لتصميم جناحات خاصة للفندق، والذي قدم أيضًا جناحات أو تجارب مستوحاة من كتب أو أفلام شهيرة تدور أحداثها فيه. خلال عام 2013، تم تأثيث جناح بمساحة 900-قدم-مربع (84 م2) في الطابق الثامن عشر من الفندق بمجموعة متنوعة من الديكورات من فيلم الغاتسبي العظيم. كانت الغرفة المؤثثة مستوحاة من الرواية التي تحمل نفس الاسم لـف. سكوت فيتزجيرالد، والتي كانت تحتوي على عدة مشاهد في الفندق (انظر § في الإعلام). خلال عامي 2017 و2018، باع فندق بلازا حزم عطلات مع تذكارات، فرص لالتقاط الصور، آيس كريم سنداي في الجناح، وزيارات إلى معالم الجذب السياحي في مدينة نيويورك مستوحاة من فيلم هوم ألون 2: مفقود في نيويورك، الذي تدور أحداثه جزئيًا في الفندق. تمت إعادة تزيين غرفة أخرى في الفندق في عام 2022 للترويج لمسلسل السيدة مايزل الرائعة.

## التاريخ
تم تقسيم قطع الأراضي التي تشكل موقع فندق بلازا الحالي وبيعها لأول مرة من قبل حكومة مدينة نيويورك في عام 1853، وتم الحصول عليها من قبل جون أندرسون من عام 1870 إلى عام 1881. قبل تطوير فندق بلازا، كان الموقع يشغله إما نادي التزلج في نيويورك، أو كان فارغًا. عندما توفي جون أندرسون في عام 1881، نصت وصيته على أن أراضيه سوف تنتقل إلى ابنه، جون تشارلز أندرسون. تم اقتراح أول تطوير على الموقع في عام 1882، عندما تم تعيين إرنست فلاج لتصميم مبنى سكني مكون من 12 طابقًا لصالح مجموعة بقيادة والده، جاريد. ومع ذلك، لم يتم بناء التطوير السكني لفلاج، على الأرجح بسبب نقص التمويل.

### الفندق الأول
حصل جون دنكان فايف وجيمس كامبل على الموقع في عام 1883. أعلن فايف وكامبل عن خطط لبناء مبنى سكني مكون من تسعة طوابق في الموقع في أكتوبر من ذلك العام، لتصميمه من قبل كارل فايفر؛ وبدأ بناء المبنى السكني في نفس العام. اقترض البناؤون أكثر من 800,000 دولار من شركة تأمين نيويورك لايف، وحصلوا على رهن عقاري ثانٍ من جون تشارلز أندرسون ليصبح إجمالي الاستثمار 2 مليون دولار. بحلول عام 1887، بعد أخذ ثلاث قروض من نيويورك لايف، وجد فايف وكامبل أنهما لا يمتلكان ما يكفي من الأموال لإكمال المبنى السكني. مدى اكتمال المبنى السكني قبل إفلاس البنائين غير واضح.
في فبراير 1888، دخل الأخوان يوجين إم. وفرانك إيرل في عقد لاستئجار الفندق من فايف وكامبل وتأثيثه. وفي الوقت نفسه، قامت نيويورك لايف بحجز المبنى السكني واشترته في سبتمبر من ذلك العام في مزاد علني مقابل 925,000 دولار. بعد ذلك بوقت قصير، قررت نيويورك لايف إعادة تصميم الجزء الداخلي بالكامل، وتم تعيين المهندسين المعماريين ماكيم، ميد آند وايت لإكمال الفندق. قامت نيويورك لايف بتأجير الفندق لـفريدريك أ. هاموند في عام 1889، وأصبح الأخوان هاموند مشغلي الفندق للخمسة عشر عامًا التالية.
افتتح فندق بلازا الأول أخيرًا في 1 أكتوبر 1890، بتكلفة 3 ملايين دولار. كان الفندق الأصلي مكونًا من ثمانية طوابق ويحتوي على 400 غرفة. كانت التصميمات الداخلية تحتوي على أثاث من الماهوجني والخشب المنحوت؛ زخارف الأسد، التي تمثل شعار الفندق؛ وغرفة طعام بارتفاع 30-قدم-tall (9.1 م) مع نوافذ زجاجية ملونة وزخارف ذهبية وبيضاء. وصف موسى كينغ، في دليله لعام 1893 عن مدينة نيويورك، الفندق بأنه "واحد من أكثر الفنادق جاذبية في العالم". على الرغم من وصفه بأنه أنيق، إلا أنه لم يكن مربحًا. ذكرت نيويورك تايمز في عام 1891 أن الفندق حقق 72,000 دولار من إيرادات الإيجار، مقابل 1.8 مليون دولار أنفقتها نيويورك لايف لإكمال الفندق، بما في ذلك القروض لفايف وكامبل.

### الفندق المعاد تطويره في أوائل القرن العشرين
كان فندق بلازا الأول معزولًا نسبيًا عند اكتماله، ولكن بحلول العقد الأول من القرن العشرين أصبح جزءًا من منطقة تجارية سريعة النمو على الجادة الخامسة. علاوة على ذلك، كانت عدة فنادق فاخرة في مانهاتن تُعاد بناؤها خلال ذلك الوقت. في مايو 1902، اشترت مجموعة من المستثمرين فندق بلازا وثلاث قطع أرض مجاورة على سنترال بارك ساوث مقابل 3 ملايين دولار. كانت هذه الصفقة أكبر عملية شراء نقدية لعقار في مانهاتن في ذلك الوقت. كان المشترون بقيادة هاري إس. بلاك—الذي ترأس شركة George A. Fuller Company، أحد أعضاء المجموعة—بالإضافة إلى الممول الألماني برنهارد بينيك.
بعد الشراء بفترة قصيرة، شكل بلاك وبينيك شركة Plaza Realty Company لإعادة تطوير الفندق. في منتصف عام 1905، شكل بلاك أيضًا United States Realty and Construction Company، وهي شركة ائتمان تضم شركات فرعية مثل شركة Fuller وشركة Plaza Realty Company. تختلف المصادر حول ما إذا كان بلاك وبينيك قد اقتربا من رجل الأعمال جون وارن غيتس للحصول على التمويل، أو ما إذا كان غيتس قد سمع بلاك وبينيك يناقشان خطط إعادة التطوير في مطعم. في كلتا الحالتين، وافق غيتس على تمويل المشروع بشرط تعيين فريدريك ستيري مديرًا لإدارة بلازا. لإغراء ستيري للانضمام إلى طاقم الفندق، أراد بلاك وبينيك إنشاء فندق فاخر.

#### البناء

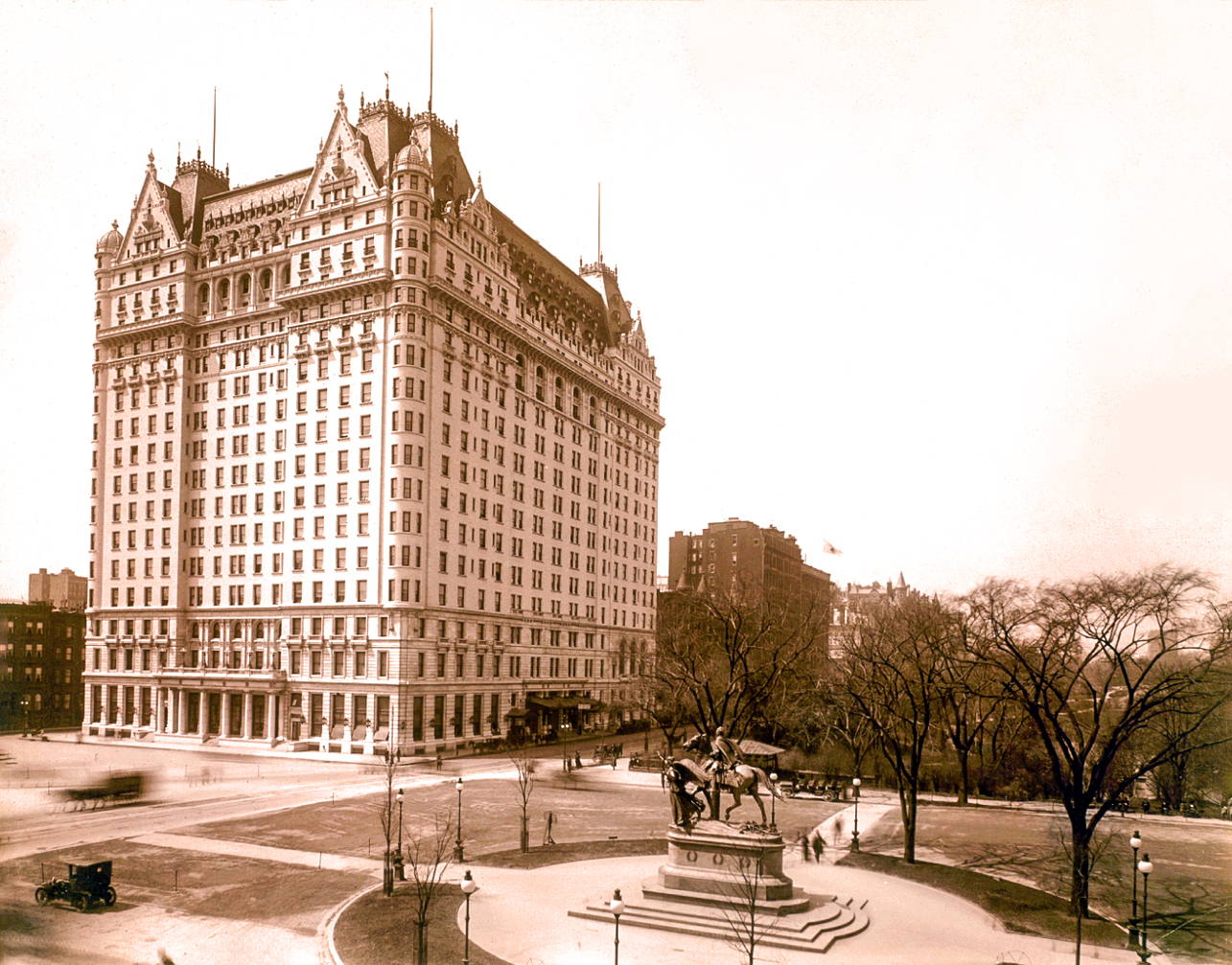
فندق بلازا المعاد بناؤه خلال أوائل القرن العشرين

تم تعيين هنري ج. هاردنبيرغ كمهندس معماري في عام 1905، حيث تم تكليفه في البداية بتوسيع الفندق الحالي بخمسة طوابق. كان هاردنبيرغ قد اكتسب بالفعل بعض الشهرة لتصميمه فنادق فاخرة أخرى، مثل فندق Waldorf Astoria Hotel، الذي يقع على بعد 25 مبنى جنوبًا، خلال تسعينيات القرن التاسع عشر. اكتشف بينيك وبلاك وغيتس لاحقًا أن أساس الفندق الحالي لا يمكنه تحمل الطوابق الإضافية، لذا قرروا إعادة بنائه بالكامل. تم التعاقد مع شركة George A. Fuller Company لبناء الفندق الجديد. صمم هاردنبيرغ مبنى الفندق الجديد بينما كان المالكون ينتظرون انتهاء عقد الإيجار الحالي. استغل تصميمه حقيقة أن الموقع يواجه جراند آرمي بلازا ويمكن رؤيته من عدة زوايا.
تم إغلاق فندق بلازا الأول في 11 يونيو 1905، وبدأ الهدم فور انتهاء عقد الإيجار هناك. تم بيع أثاث الفندق الحالي في مزاد. تم تنظيف الموقع في غضون شهرين من بدء الهدم. قدم هاردنبيرغ خطط الفندق إلى إدارة المباني في مدينة نيويورك في سبتمبر من ذلك العام. بحلول الشهر التالي، كان المقاولون يقومون بتنظيف أساس الفندق القديم. كان من المقرر أن يستخدم الفندق الجديد 10,000 طن صغير (8,900 طن كبير؛ 9,100 t) من الصلب، وقامت مجموعة من 100 عامل وسبعة رافعات ببناء طابقين من الهيكل الفولاذي كل ستة أيام. قررت شركة Fuller توظيف عمال حديد من النقابات وغير النقابات لبناء الفندق، وهو قرار أثار غضب عمال النقابات. تم تعيين حراس لحماية العمال غير النقابيين، وقُتل أحد الحراس خلال نزاع مع عمال النقابات. بحلول أكتوبر 1906، كان واجهة الفندق الجديد قيد الإنشاء.
أشرف هاردنبيرغ وستيري على عدة شركات لتأثيث المساحات الداخلية. تذكر ستيري أن جميع الميزات الداخلية تم تصميمها خصيصًا للفندق، مثل 1650 ثريا بلورية وأكبر طلبية لأدوات المائدة المذهبة. تم تصنيع الكثير من الأثاث من قبل شركة Pooley Company في فيلادلفيا؛ حيث لم تتمكن شركة Pooley من تصنيع الأثاث، قام مطورو بلازا بتأجير سفن لاستيراد المواد من أوروبا. تم إرسال ستيري نفسه إلى أوروبا لشراء هذه المواد. توقع المطورون في الأصل أن تكلفة بناء الفندق ستكون 8.5 مليون دولار، بما في ذلك الأثاث. بعد فترة قصيرة من بدء العمل، قرر المطورون أنهم بحاجة إلى جمع 4 ملايين دولار إضافية، ودفعت النفقات الإضافية التكلفة النهائية للبناء إلى 12.5 مليون دولار. لدفع تكاليف البناء، حصل المطورون على قرض بقيمة 5 ملايين دولار في منتصف عام 1906، تلاها قرض آخر بقيمة 4.5 مليون دولار في عام 1907.

#### الافتتاح والتوسع

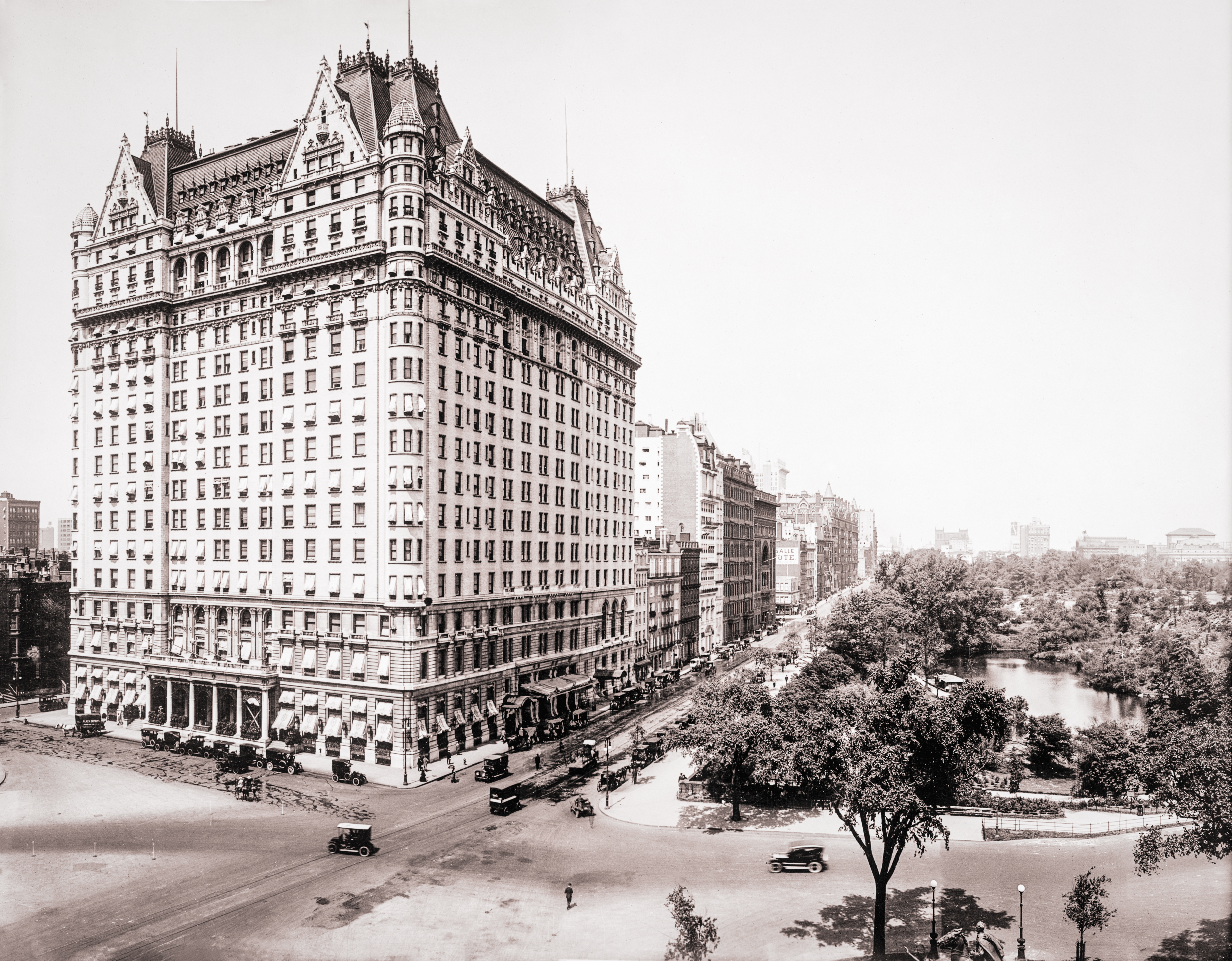
الفندق كما يُرى ق. 1910

تم افتتاح فندق بلازا الجديد المكون من 800 غرفة في 1 أكتوبر 1907، بعد 27 شهرًا من بدء العمل. حضر الافتتاح أشخاص مثل رجل الأعمال دايموند جيم برادي؛ الممثلات ليليان راسيل، بيلي بيرك (ممثلة)، ماكسين إليوت، وFritzi Scheff؛ المنتجين ديفيد بيلاسكو وأوسكار هامرشتاين آي [الإنجليزية]؛ الممثل John Drew Jr.؛ والكاتب مارك توين. على الرغم من أن الافتتاح تزامن مع ذعر 1907، إلا أن الفندق عانى من خسائر طفيفة. ضاعف الفندق الجديد سعة المبنى الأول، وكان المقصود أن يكون في الغالب فندقًا سكنيًا عند الافتتاح، على الرغم من أن مصطلحات "فندق" و"شقة" كانت متشابهة إلى حد كبير في ذلك الوقت. تشير التقديرات إلى أن تسعين بالمئة من الوحدات كانت مخصصة للمقيمين طويل الأجل. فرض المالكون على الضيوف قصيري الأجل 2.50 دولارًا في الليلة. بالإضافة إلى الشقق، كان هناك 500 حمام، وعشرة مصاعد، وعدد لا يحصى من السلالم الرخامية، وطابقين من الغرف العامة. كان غيتس، أحد المستثمرين الأصليين، من بين المقيمين في بلازا الجديد؛ وعندما توفي في عام 1911، أقيمت جنازته في الفندق.
لم يتم تسمية معظم الغرف العامة بشكل رسمي في الأصل. على الرغم من أن هاردنبيرغ كان قد توقع أن المساحات المنفصلة حسب الجنس كانت تخرج عن الموضة، إلا أنه كانت هناك غرفة استقبال للسيدات بالقرب من شارع 58؛ وكانت غرفة البار وغرفة الشواء للرجال (المعروفة الآن بغرفة البلوط وغرفة إدوارديان) تستخدم حصريًا من قبل الرجال. في الممارسة العملية، كانت غرفة الشواء للرجال بمثابة نادٍ اجتماعي حيث كان من غير المناسب مناقشة الأعمال، بينما كانت البار مكانًا لمناقشة الأعمال. في وقت ما بين عام 1912 وبدء حظر الكحول في الولايات المتحدة في عام 1920، تم تحويل مكتب الوساطة بالقرب من المدخل، الذي أصبح الآن بار البلوط، إلى امتداد لغرفة البار. كانت شرفة الشمبانيا على طول جراند آرمي بلازا هي المنطقة الأكثر حصرية في الفندق، حيث كانت تكلفة الوجبات تتراوح بين 50 و500 دولار. كانت غرفة الشواء في الطابق السفلي تستضيف التزلج على الجليد في الصيف، بالإضافة إلى "غرفة فحص الكلاب" حيث يمكن إطعام كلاب المقيمين بشكل فاخر. في عقدها الأول، وظف بلازا أكثر من 1500 موظف.
من البداية، كانت شركة تشغيل بلازا تستعد بالفعل لإمكانية التوسع، واشترت قطع الأراضي بين 5 و19 غرب شارع 58 في العقدين الأولين من القرن العشرين. بدأ هذا الاستحواذ على الأراضي قبل حتى افتتاح الفندق الثاني. بحلول عام 1915، كانت شركة تشغيل بلازا قد اشترت أربع قطع أرض على غرب شارع 58 وواحدة على سنترال بارك ساوث، وحصلت على إعفاء من قرار تقسيم المناطق لعام 1916، الذي حدد قيود الارتفاع للمباني الجديدة على جانب شارع 58 من قطع الأراضي. قدمت الشركة خططًا لملحق مكون من 19 طابقًا على طول شارع 58 في أغسطس 1919، لتصميمه من قبل وارن وويتمور. تم الحصول على القطع النهائية، في 15 و17 غرب شارع 58، في عام 1920 بعد تقديم الخطط. تم تعيين شركة George A. Fuller Company مرة أخرى كالمقاول. لتمويل بناء الملحق، أخذت شركة تشغيل بلازا قروض رهن عقاري بقيمة 2.275 مليون دولار.

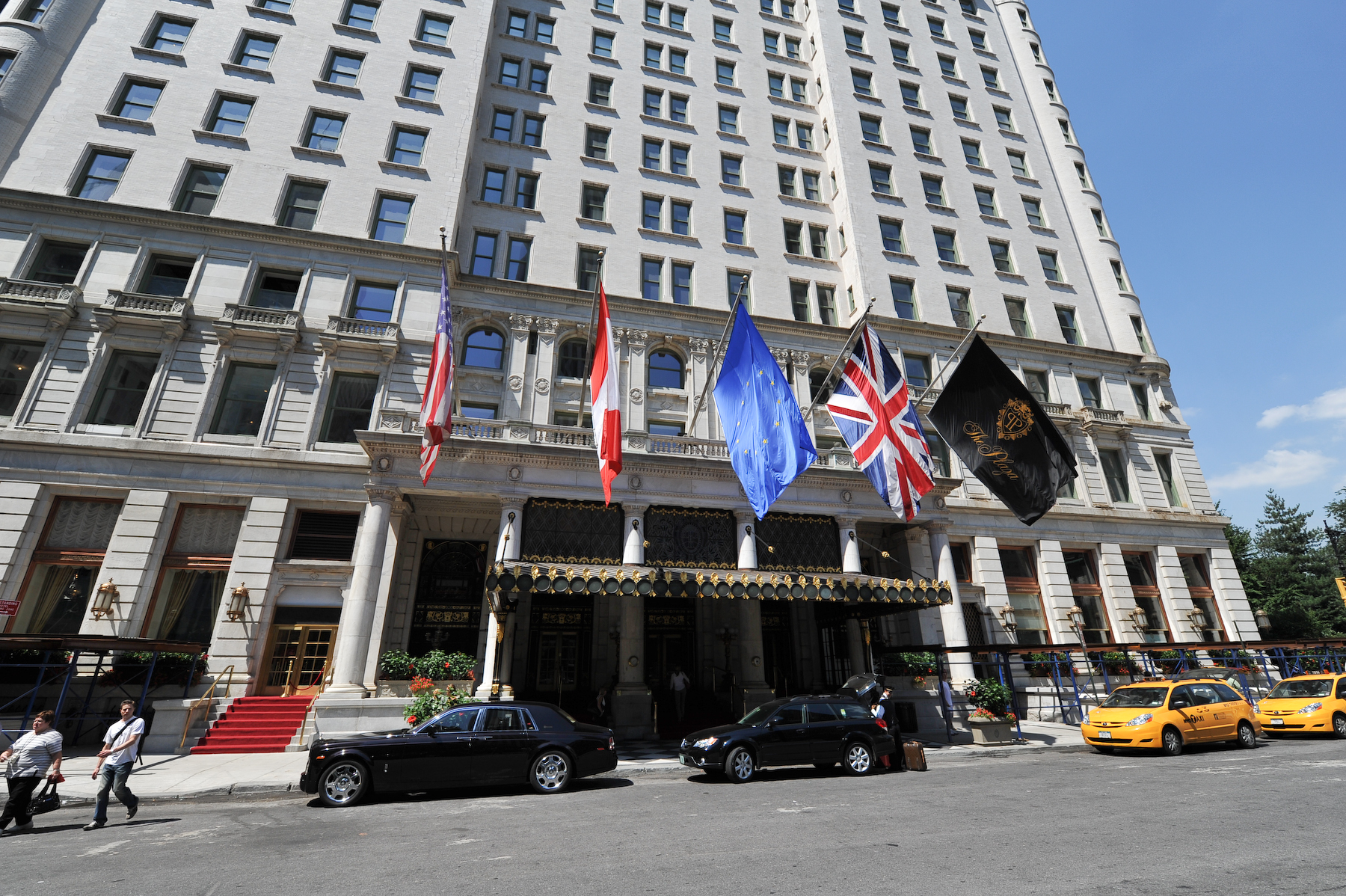
تم نقل المدخل الرئيسي إلى جراند آرمي بلازا (في الصورة) نتيجة للتوسعة التي أجراها وارن وويتمور في عام 1921.

كانت شرفة الشمبانيا تُستخدم فقط من قبل الأثرياء للغاية؛ وفي عام 1921، بعد بدء الحظر، قرر ستيري إزالة الغرفة تمامًا. تم استبدالها بمدخل أكبر. شمل العمل أيضًا بناء مطعم جديد يسمى غرفة التراس، بالإضافة إلى قاعة احتفالات و350 جناحًا إضافيًا. صمم وارن وويتمور التصميم الداخلي الموسع بتفاصيل أكثر دقة في الديكور، مقارنة بتصميم هاردنبيرغ. افتتح الملحق في 14 أكتوبر 1921، مع حدث في قاعة الاحتفالات، ولكن لم يتم الانتهاء منه رسميًا حتى أبريل 1922. مع بدء الحظر، تم إغلاق غرفة البار أيضًا، وتم تخفيف قاعدة الفصل بين الجنسين. أصبحت المساحة التي يشغلها بار البلوط الحالي مكاتب لشركة الوساطة EF Hutton. أصبح بلازا الفندق الأكثر قيمة في المدينة بحلول عام 1923، وساهم في جعل الشركة الأم U.S. Realty Company مربحة للغاية ودفع أرباحًا متزايدة خلال عشرينيات القرن العشرين.

#### الكساد الكبير
لأسباب غير معروفة، تم إعادة بناء قاعة الاحتفالات الخاصة بـ Warren and Wetmore من يونيو إلى سبتمبر 1929، بناءً على تصاميم كلاسيكية جديدة من قبل Schultze & Weaver. بعد ذلك بوقت قصير، انهار سعر أسهم U.S. Realty في انهيار وول ستريت في أكتوبر 1929، مما أدى إلى بداية الكساد الكبير في الولايات المتحدة. قام هاري بلاك، الشريك في ملكية فندق بلازا، بإنهاء حياته في العام التالي، وتوفي شريكه برنهارد بينيكي بعد ذلك بعامين. توفي أول مدير للفندق بعد إعادة بنائه، فريد ستيري، في عام 1933. كانت بداية الثلاثينيات أيضًا فترة صعبة ماليًا لفندق بلازا، حيث كانت نصف الغرف فقط مشغولة بحلول عام 1932. لتقليل تكاليف تشغيل مطاعم الفندق، تم تحويل غرفة الشواء في الطابق السفلي إلى خزانة، بينما أصبحت غرفة الورود معرضًا للسيارات. دخلت أثاثات الفندق في حالة سيئة؛ وخلال بعض الأشهر، لم تتمكن الإدارة من دفع رواتب الموظفين.
بحلول منتصف الثلاثينيات، أصبحت غرفة الشاي القديمة تُعرف رسميًا باسم Palm Court، بعد أن كانت تُشار إليها بشكل متكرر باسم "Palm Room" خلال العقد السابق. تم إعادة افتتاح الغرفة الخلفية كمطعم Oak Room في عام 1934، على الرغم من أن الزوار الدائمين كانوا لا يزالون يطلقون عليها اسم "الغرفة الخلفية"، وكان من بينهم المصرفيون والوسطاء. في نفس العام، تلقت بهو الجادة الخامسة نوافذ عرض وباب في الجدار الجنوبي؛ وتم تجديد الزاوية الجنوبية الشرقية من الطابق الأرضي لتصبح غرفة Persian Room.

### منتصف القرن العشرين

#### تشغيل هيلتون

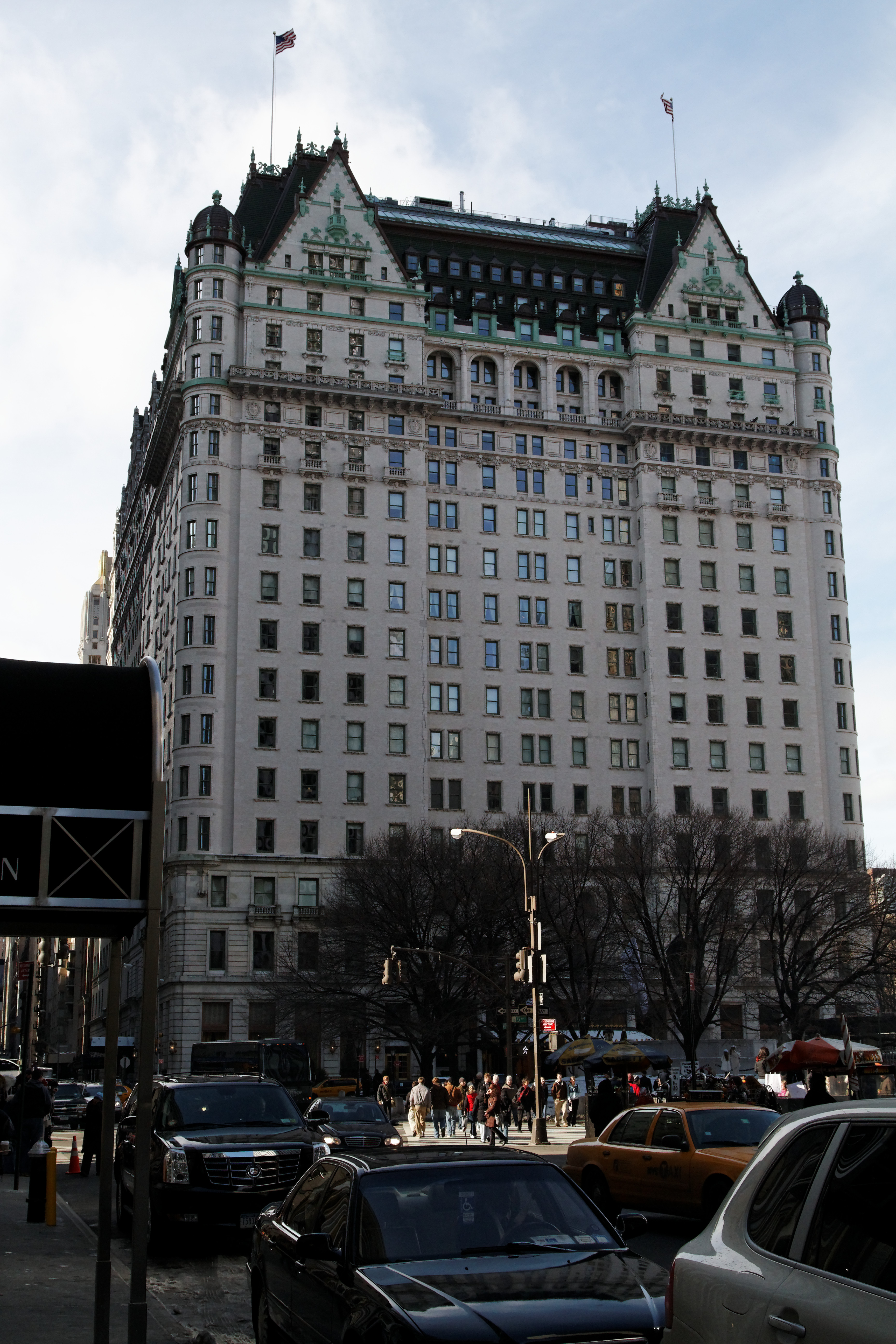
منظر من الشرق على شارع 58

استمرت U.S. Realty في خسارة الأموال خلال الثلاثينيات، وبدأت في بيع ممتلكاتها، بما في ذلك فندق بلازا. في أكتوبر 1943، اشترت Atlas Corporation، بالتعاون مع صاحب الفنادق كونراد هيلتون، فندق بلازا مقابل 7.4 مليون دولار. في ذلك الوقت، كانت نسبة إشغال الفندق 61 بالمئة، وكانت العديد من المناطق العامة مغلقة بسبب نقص الإمدادات الناجم عن الحرب العالمية الثانية. أنفق هيلتون بعد ذلك 6 ملايين دولار لتجديد الفندق. خلال منتصف عام 1944، تم تجديد بهو الجادة الخامسة وتم إغلاق الميزانين الخاص به. تمت إزالة سقف Palm Court الزجاجي، الذي كان في حالة سيئة، لتركيب معدات تكييف الهواء. تم أيضًا بناء ميزانين فوق الفناء السابق للفندق، وأصبحت الغرفة نفسها تُعرف باسم Court Lounge. تم تحويل مكتب الوساطة في الزاوية الشمالية الغربية من الطابق الأرضي إلى Oak Bar، الذي افتتح في يناير 1945؛ وتم نقل EF Hutton إلى ميزانين بهو الجادة الخامسة. قد يكون المقاول المسؤول عن التجديدات هو Frederick P. Platt & Brother، الذي كان المقاول الرئيسي لفندق بلازا في الأربعينيات.
تم دمج Plaza Hotel Corporation، المشغل للفندق، مع Hilton Hotels Corporation في عام 1946. في العام التالي، تم افتتاح Plaza Rendez-Vous في مساحة غرفة الشواء القديمة. بحلول أوائل الخمسينيات، سُمح للنساء بدخول Oak Room وBar خلال المساء وفي الصيف. ظل Oak Room وBar مكانًا مخصصًا للرجال فقط قبل الساعة 3 مساءً، بينما كانت البورصات مفتوحة.
باع هيلتون الفندق في عام 1953 إلى الصناعي البوسطوني A.M. "Sonny" Sonnabend مقابل 15 مليون دولار، واستأجره على الفور لمدة 2.5 سنة. أصبح Sonnabend رئيسًا لسلسلة مطاعم Childs Company الوطنية في عام 1955، واشترت Childs الفندق في نوفمبر من ذلك العام مقابل 6.2 مليون دولار في الأسهم. في نفس العام، تم تغيير اسم مطعم Plaza في الطابق الأرضي إلى Edwardian Room. قام James S. Graham Jr. بتجديد State Apartment في نفس الوقت، وتم تركيب تكييف الهواء في كل غرفة ضيوف. أصبحت Childs تُعرف باسم Hotel Corporation of America (HCA) في عام 1956، وتم تجديد عقد إيجار هيلتون بشكل غير محدد في ذلك العام. باعت HCA الفندق إلى Lawrence Wien في نوفمبر 1958 مقابل 21 مليون دولار واستأجرته على الفور لمدة 25 عامًا. تضمنت الصفقة تقليص عقد إيجار هيلتون إلى أبريل 1960، وفي ذلك الوقت تولت HCA عقد التشغيل.

#### تشغيل Sonnabend
واجه فندق بلازا صعوبات مالية خلال أوائل الستينيات؛ ولكن تحت إدارة Sonnabend، تحسن الوضع المالي للفندق بحلول عام 1964. تم تنظيف واجهة الفندق في أواخر عام 1960، وهي المرة الأولى التي يتم فيها تنظيف الواجهة بالكامل منذ بنائها. تبع ذلك، في عام 1962، تجديدات واسعة للواجهة والداخلية، مما أدى إلى إعادة تزيين العديد من الأجنحة والغرف العامة. تم استبدال أربعة من المصاعد الهيدروليكية للفندق بمصاعد كهربائية في عام 1964، بما في ذلك المصاعد الثلاثة في بهو شارع 58. تم الإعلان عن المرحلة الثانية من التجديدات في نفس العام، والتي تضمنت توسيع بعض الغرف العامة واستبدال محل الحلاقة في الطابق الأرضي ببار Trader Vic's. تم دمج بهو قاعة الاحتفالات وردهة السلالم خلال هذا التجديد، والذي اكتمل بحلول عام 1965، بتكلفة 9 ملايين دولار.
بعد وفاة Sonny Sonnabend في عام 1964، تولى ابنه روجر إدارة الفندق. حدثت تغييرات إضافية في ملكية الفندق في العام التالي، عندما اشترت شركة سول غولدمان وAlexander DiLorenzo، Wellington Associates، خيارًا للحصول على نصف الفائدة في الأرض الأساسية من هيلتون. تم إنهاء سياسة السماح للرجال فقط بتناول الغداء في Oak Room في عام 1969. في عام 1971، أعلنت HCA، التي أصبحت تُعرف باسم Sonesta Hotels، عن جولة أخرى من التجديدات. وشمل ذلك إعادة تزيين Grand Ballroom، بالإضافة إلى استبدال Edwardian Room بمطعم يُسمى Green Tulip، الذي كان تصميمه باللون الوردي والأخضر الزيتي والبني من قبل Sally Dryden وتلقى استقبالًا سلبيًا بشكل عام من الجمهور. تم أيضًا تجديد قاعة الاحتفالات في هذا الوقت.
تزامنت التجديدات مع تراجع في أموال Sonesta وفندق بلازا، حيث سجل الفندق صافي دخل سلبي في عام 1971. أعادت Sonesta شراء فندق بلازا من Wien في عام 1972. بعد ذلك بوقت قصير، سعت Sonesta لبيع حصتها في الفندق إلى Harry Helmsley، وحاولت Wellington الاستيلاء على Sonesta عن طريق شراء أسهمها. لم تنجح عملية البيع ولا محاولة الاستيلاء على Sonesta؛ وقد قدمت Wellington عرضًا لشراء حصة Sonesta في الفندق في أبريل 1974، ورفضت Sonesta العرض.

### أواخر القرن العشرين

#### ملكية Westin
في نوفمبر 1974، أعلنت Western International Hotels عن نيتها شراء فندق بلازا من Sonesta مقابل 25 مليون دولار. في نفس العام، تمت استعادة غرفة Edwardian Room بشكل كبير وفقًا لتصميمات Charles Winslow، وأعيدت تسميتها إلى Plaza Suite. بعد استحواذ Western International على الفندق، قامت بتجديد المساحات الداخلية، وتنظيف الواجهة الخارجية، واستعادة الكثير من الفندق وفقًا للتصميمات الأصلية، بتكلفة إجمالية بلغت 200 مليون دولار. تم استبدال المصاعد الهيدروليكية الأربعة التي تخدم بهو Central Park South، والتي كانت من آخر مصاعدها في المدينة، بمصاعد كهربائية في عام 1976. كما اشترت Westin لوحات Shinn في ذلك العام مقابل مليون دولار؛ حيث لم تكن جزءًا من الصفقة الأصلية. تم تعيين شركة Rambusch لاستعادة Oak Room وBar. في العام التالي، تم افتتاح مسرح سينمائي يتسع لـ 204 مقعدًا يُسمى Cinema 3 في الطابق السفلي. تم إغلاق غرفة Persian Room في عام 1978، وتم افتتاح متجر ملابس في مكانها. كانت Westin تخطط لاستعادة سقف Palm Court الزجاجي، لكن ذلك لم يحدث.
بحلول أواخر السبعينيات، كان فندق بلازا يحقق ربحًا صافيًا مرة أخرى. غيرت Western International اسمها إلى Westin Hotels في عام 1981؛ وتم تغيير اسم الفندق قريبًا ليصبح The Westin Plaza. ومع ذلك، بدأت Westin في خسارة الأموال في أواخر الثمانينيات. بحلول عام 1987، أعلنت الشركة الأم لـ Westin Allegis Corporation عن نيتها بيع الفندق، مما أثار اهتمام ما لا يقل عن 150 مستثمرًا. تم نقل الفندق، إلى جانب بقية سلسلة Westin، إلى Aoki Corporation وRobert M. Bass في يناير 1988. بعد ذلك بوقت قصير، أعرب Philip Pilevsky وآرثر جي. كوهن عن نيتهما شراء الفندق وتحويله إلى فندق تعاوني.

#### ملكية ترامب

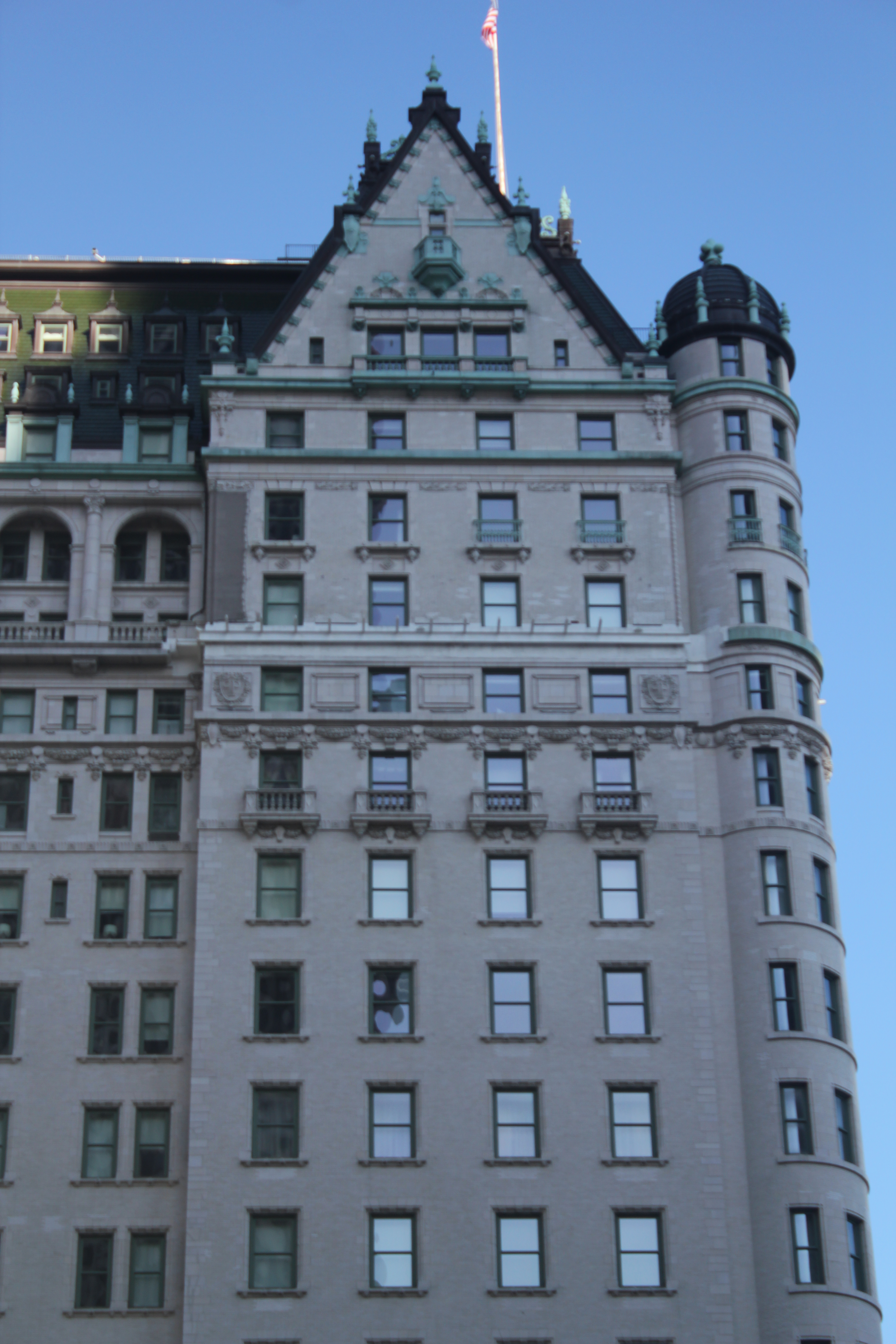
الجزء الشمالي من الواجهة الشرقية

في مارس 1988، اشترى مطور العقارات دونالد ترامب الفندق باستخدام قرض بقيمة 407 مليون دولار من عدة بنوك. بعد الحصول على ملكية الفندق في يوليو، وضع ترامب زوجته إيفانا مسؤولة عن تجديد وإدارة الفندق. أعلن الزوجان بعد ذلك عن برنامج تجديد كبير، والذي تضمن استعادة البهو وبعض العناصر الداخلية الأخرى. تضمن العمل أيضًا طلاء العديد من الأسطح بالذهب، واستبدال السجاد، وإعادة تنجيد الأثاث. قرر ترامب أيضًا إغلاق Trader Vic's في الطابق السفلي في عام 1989، قائلًا إنه أصبح "رخيصًا". حقق الفندق ربحًا متواضعًا لمدة عامين تقريبًا بعد شراء ترامب، وذلك بشكل رئيسي من زيادة الإشغال وأسعار الأجنحة وحجوزات الولائم.
كان ترامب قد اقترض بشكل كبير لشراء الفندق، لكن الدخل التشغيلي للفندق كان أقل بعدة ملايين من الدولارات عن نقطة التعادل. نتيجة لذلك، ارتفع دين الفندق في النهاية إلى 600 مليون دولار. بحلول عام 1991، كان ترامب يخطط لسداد ديون الفندق عن طريق بيع الغالبية العظمى من وحداته كوحدات كوندو. قدر ترامب أن التحويل سيحقق 750 مليون دولار، أي ما يقارب ضعف سعر الشراء. كما فكر ترامب في تحويل المكاتب تحت السقف المنحدر إلى بنتهاوس كوندو، وفقًا لتصميمات لي هاريس بوميروي. فشلت خطة التحويل لأنها كانت غير مربحة، بسبب انخفاض أسعار سوق العقارات في المدينة في ذلك الوقت. في مارس 1992، كملاذ أخير، توجه ترامب إلى دائني الفندق، مجموعة من سبعين بنكًا بقيادة سيتي بنك، الذين وافقوا على أخذ حصة 49% في الفندق مقابل إلغاء 250 مليون دولار من الديون وتخفيض سعر الفائدة. تم تقديم الاتفاقية كإفلاس مسبق في نوفمبر 1992 وتمت الموافقة عليها في الشهر التالي.

#### ملكية Kwek وAl-Waleed
بحلول عام 1994، كان ترامب يبحث عن بيع الفندق قبل أن يتمكن Citibank والدائنون الآخرون من العثور على مشترٍ، مما كان سيؤدي إلى محو استثماره. حدد أحد مسؤوليه شركة Sun Hung Kai Properties في هونغ كونغ كمشترٍ محتمل. فشلت الصفقة بعد أن علقت عائلة المدير التنفيذي لـ Sun Hung Kai والتر كوك خلف باب عالق أثناء جولة في الفندق. حاول ترامب، في محاولة للحفاظ على المظاهر، مقاضاة صحيفة New York Post في ديسمبر من ذلك العام لتقريرها أن سلطان بروناي، حسن البلقيه، قدم عرضًا لشراء الفندق. في الوقت نفسه، حدد الدائنون أيضًا المطور السنغافوري Kwek Leng Beng كمشترٍ محتمل. عرضت شركة Kwek، سلسلة الفنادق السنغافورية City Developments Limited (CDL)، الاستحواذ على حصة الدائنين. كان الأمير السعودي الوليد بن طلال مهتمًا أيضًا بشراء الفندق؛ وبحلول مارس 1995، جمع الوليد وCDL 325 مليون دولار للحصول على حصة مسيطرة. حاول ترامب دون جدوى إقناع Kwek بالشراكة معه بدلًا من الوليد.
باع ترامب الحصة المسيطرة إلى Kwek والوليد في أبريل 1995. كجزء من الصفقة، تم تخفيض ديون الفندق إلى 25 مليون دولار. اشترى Kwek والوليد كل منهما حصة 42 بالمئة، وحصل Citibank على الحصة المتبقية البالغة 16 بالمئة، وهي خطوة تهدف إلى منع ترامب من التدخل في الصفقة. كما اتفق الشركاء على أنه إذا تم إنشاء البنتهاوس في السقف المنحدر، سيتم مشاركة بعض الأرباح مع ترامب. في عام 1997، وافق المطور في هونغ كونغ Great Eagle Holdings على شراء نصف حصة الوليد في فندق بلازا. قامت شركة DiLorenzo International بتجديد قاعة الاحتفالات في منتصف التسعينيات، وقام Adam Tihany بتجديد غرفة Edwardian Room قبل عام 2001. كان الفندق مربحًا للغاية في أواخر التسعينيات، حيث بلغ الدخل التشغيلي ما يقرب من 46 مليون دولار في نهاية ذلك العقد.

### القرن الحادي والعشرين

#### ملكية El Ad

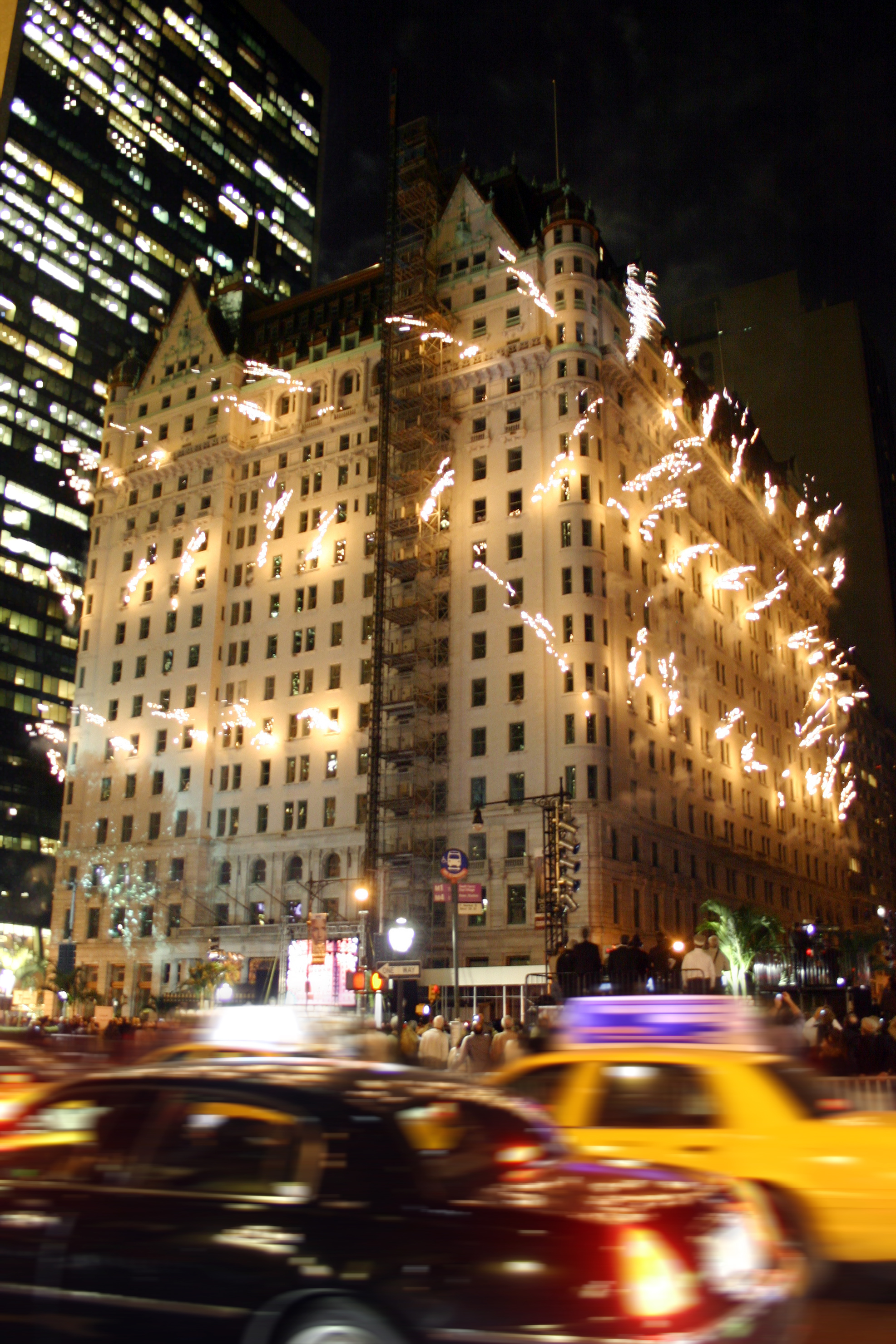
احتفل فندق بلازا بمرور 100 عام على تأسيسه في أكتوبر 2007، مع احتفالات وألعاب نارية.

أدت هجمات 11 سبتمبر عام 2001 إلى تراجع في صناعة السياحة في مدينة نيويورك. ونتيجة لذلك، انخفضت أرباح الفندق التشغيلية بشكل كبير، مما جعل Kwek والوليد غير قادرين على تجديد الفندق كما كانوا يخططون سابقًا. في عام 2004، باعوا فندق بلازا مقابل 675 مليون دولار لشركة El Ad Properties، التي يديرها المطور إسحاق تشوفا. كانت El Ad ترغب في إضافة وحدات سكنية وتجارية، لكنها واجهت في البداية مقاومة من نقابات الفنادق والمحافظين، الذين عارضوا خطة El Ad لإزالة معظم غرف الفندق وتحويل مساحات المطاعم إلى متاجر. على وجه الخصوص، عارض المحافظون تحويل قاعة الاحتفالات إلى مساحة تجارية، على الرغم من عدم التخطيط لإجراء أي تغييرات على هندسة القاعة، لأن جزءًا من القاعة كان يقع في موقع مخصص للاستخدام السكني فقط. بعد أكثر من ستين ساعة من المناقشات بين El Ad ونقابات الفنادق، توصلوا إلى اتفاق في 14 أبريل 2005، بموجبه ستقوم El Ad بتحويل عدد أقل من الوحدات إلى شقق، مع الحفاظ على المزيد من أجنحة الفندق.
تم إغلاق فندق بلازا مؤقتًا لإجراء تجديدات بقيمة 450 مليون دولار في 30 أبريل 2005، بعد أسبوعين من التوصل إلى الاتفاق. تولت فنادق ومنتجعات فيرمونت تشغيل الجزء الفندقي خلال أواخر عام 2005. تم بيع أثاث الفندق في مزاد على الموقع وفي مزاد كريستيز في عام 2006. خلال التجديدات، تم تحويل معظم غرف الفندق قصيرة الأجل إلى وحدات سكنية، وتم استعادة السقف الزجاجي الملون في Palm Court. بالإضافة إلى ذلك، تم توسيع الطابقين 18 و19 باتجاه الفناء الداخلي، بينما تم إنشاء طابق صغير 20 فوق السقف الحالي.
تم إعادة افتتاح الفندق في 1 مارس 2008. على الرغم من أن سوق العقارات بشكل عام كان قد تباطأ بسبب الأزمة المالية 2007-2008، إلا أن الشقق في فندق بلازا كانت تُباع بملايين الدولارات، مما أثر بشكل غير متناسب على متوسط أسعار الشقق في مانهاتن. كشف الفندق عن مجموعته التجارية، وهي مركز تسوق تحت الأرض يضم علامات تجارية فاخرة، في نوفمبر 2008. في البداية، سعى الفندق لجذب الشركات الأجنبية، حيث كانت العديد من العلامات التجارية الفاخرة الأمريكية تستأجر مساحات قريبة بالفعل أو تبيع البضائع في مبنى Bergdorf Goodman Building المجاور. تم افتتاح Plaza Food Hall في المركز التجاري تحت الأرض في عام 2010، بالتعاون مع الطاهي تود إنجلش. بحلول ذلك الوقت، كانت El Ad تكافح للعثور على مستأجرين للمركز التجاري، وخسر العديد من المقيمين أموالهم عند بيع شققهم. تم إغلاق مطعم Oak Room في يوليو 2011، بعد عامين من اكتمال التجديدات.

#### ملكية Sahara India
في منتصف عام 2012، وافقت Sahara India Pariwar على شراء حصة مسيطرة بنسبة 75 بالمئة مقابل 570 مليون دولار من El Ad Properties. تم إغلاق الصفقة في ديسمبر من ذلك العام. ومع ذلك، حتى وقت البيع، كانت Sahara تواجه مشاكل قانونية وكانت تبيع ممتلكات أخرى تمتلكها. كما أثر تطوير Billionaires' Row القريب، وهي منطقة تضم عدة ناطحات سحاب سكنية موجهة للأثرياء جدًا، سلبًا على مبيعات الفندق. انخفض صافي دخل الفندق من 3.67 مليون دولار في عام 2012 إلى سالب 1.2 مليون دولار في عام 2014، وهو رقم انخفض أكثر إلى سالب 10 ملايين دولار بحلول عام 2017. بعد عامين من شراء الفندق، أعلن Subrata Roy من Sahara أنه يبحث عن مشترٍ للحصة الأغلبية البالغة 4 مليارات دولار التي تمتلكها شركته. قدم سلطان بروناي عرضًا غير ناجح بقيمة 680 مليون دولار. في أغسطس 2017، بعد أن فشل في تأمين مشترٍ، قام Roy بتعيين وسيط لبيع الفندق، مما أثار اهتمام حوالي 50 مشترٍ محتمل.
في الوقت نفسه، قام الشريك السابق الوليد، الذي تمتلك شركته شركة المملكة القابضة حصة صغيرة في الفندق، بالشراكة مع Ashkenazy Acquisition Corporation. تضمنت شراكة Kingdom وAshkenazy حق الأولوية، الذي سمح للشركتين بمطابقة أي عرض من طرف ثالث لشراء الفندق. في مايو 2018، أعلنت مجموعة Sahara أنها أبرمت صفقة مع رجال الأعمال Shahal M. Khan وKamran Hakim لشراء حصة أغلبية في الفندق مقابل 600 مليون دولار. ومع ذلك، استخدمت Ashkenazy وKingdom حق الأولوية، ورفعتا دعوى قضائية ضد Sahara لمحاولتها بيع الفندق لطرف ثالث. حصلت Ashkenazy وKingdom على تمديد لإغلاق صفقة شراء الفندق، لكنهما اختارتا بدلًا من ذلك بيع حصتهما لشركة كتارا للضيافة المملوكة للدولة القطرية، التي شعرت الشركتان أنها في وضع أفضل لإغلاق الصفقة.

#### ملكية Katara Hospitality
في يوليو 2018، استحوذت Katara Hospitality على ملكية كاملة لفندق بلازا بعد شراء حصص Sahara وAskenazy وKingdom. تحت ملكية Katara، حققت وحدات الكوندو أسعارًا عالية: على سبيل المثال، تم إدراج وحدة من أربع غرف نوم مقابل 45 مليون دولار في أوائل عام 2020. في نفس الوقت تقريبًا، سعت هيئة الكوندو في الفندق لإجراء إصلاحات على الواجهة. بسبب جائحة COVID-19 في مدينة نيويورك، والتراجع المقابل في السياحة عالميًا، تم إغلاق غرف الفندق مؤقتًا في مارس 2020 لفترة غير محددة، وتم تسريح عدة مئات من الموظفين. عندما أعيد افتتاح الفندق رسميًا في مايو 2021، تم إعادة ترتيب المساحات العامة مثل Palm Court للسماح بالتباعد الاجتماعي. بحلول منتصف العقد الثاني من القرن الحادي والعشرين، انخفضت قيم العديد من وحدات الكوندو، وسط منافسة من التطورات الفاخرة الجديدة القريبة وشكاوى حول جودة المواد الرديئة.

## المقيمون والضيوف

### المقيمون
عندما افتتح فندق بلازا الحالي في عام 1907، كان أول ضيف يسجل في سجله هو ألفرد غوين فاندربلت. كما أقام في الفندق العديد من الأثرياء الآخرين، مثل جورج جاي قاولد الأول، بالإضافة إلى Oliver Harriman Jr. وزوجته غريس كارلي هاريمان. كان جون غيتس، الشريك في تطوير الفندق، يمتلك شقة مكونة من 16 غرفة في الطابق الثالث، وكان يستأجرها بمبلغ 15,000 دولار سنويًا. عاش هاري فرانك غاغنهايم في شقة State Apartment بالفندق، بينما عاشت الأميرة الروسية Vilma Lwoff-Parlaghy، وهي رسامة بورتريه بارزة في أوائل القرن العشرين، في جناح بالطابق الثالث مع أسدها. جاءت جاذبية الفندق للأثرياء من حقيقة أن الشقق في بلازا كانت بشكل عام أرخص من المباني السكنية الفاخرة في ذلك الوقت، وأن الفندق كان يواجه سنترال بارك، الذي كان يُعتبر مكانًا مفضلًا للأثرياء.
في وقت لاحق من القرن العشرين، أصبح فندق بلازا موطنًا لـ"الأرامل الثريات"، مثل الفنانة كاى تومبسون، التي كتبت سلسلة كتب الأطفال Eloise عن فتاة صغيرة تعيش في الفندق. خلال فترة الكساد الكبير، كانت "الأرامل الثريات" تُعتبر "جاذبة سياحية بحد ذاتها"، حيث كانت إيجاراتهن تحافظ على استقرار الفندق. ومن بين المقيمين الآخرين في الفندق الكاتب المسرحي فيرينك مولنار.
بعد تحويل العديد من الوحدات إلى شقق كوندو في عام 2008، أصبح فندق بلازا أكثر جذبًا للأثرياء. ومع ذلك، كان حوالي ثلث هؤلاء المشترين فقط مقيمين دائمين، بينما استخدم الباقون شققهم في بلازا كـمساكن ثانوية. ومن بين المقيمين رجال أعمال مثل مالك New England Patriots Robert Kraft، والرئيس التنفيذي لـخطوط جيت بلو الجوية David Barger، والرئيس التنفيذي لـBear Stearns James Cayne، والرئيس التنفيذي لـViacom Thomas E. Dooley، والرئيس التنفيذي لـSony Music Entertainment دوغ موريس، ومنتج سلسلة Idols Simon Fuller. ومن بين المقيمين البارزين الآخرين المطور Christian Candy ومصمم الأزياء تومي هيلفيغر.

### الضيوف
كما أقام في غرف الضيوف شخصيات بارزة، مثل مغني الأوبرا إنريكو كاروسو، والروائيين فرنسيس سكوت فيتسجيرالد وزيلدا فتزجيرالد. كان فرانك لويد رايت يقيم غالبًا في الفندق عندما كان يصمم متحف سولومون غاغينهايم على الجادة الخامسة، حيث كان يعتبر الفندق منزله. كما عاش تاجر الأعمال الفنية Joseph Duveen, 1st Baron Duveen، الذي ساعد في تجميع معرض فريك في منزل فريك [الإنجليزية] القريب، في الفندق وأقام مزادات مهمة في قاعة الاحتفالات. بالإضافة إلى ذلك، أقامت the Beatles في فندق بلازا خلال زيارتهم الأولى للولايات المتحدة في فبراير 1964.

## الحياة الاجتماعية
ارتبط فندق بلازا بالمشاهير والأثرياء منذ افتتاحه، متجاوزًا في ذلك فندق والدورف أستوريا نيويورك الأصلي. كانت قاعة Palm Court (التي كانت تُعرف آنذاك بقاعة الشاي)، والتي كانت تضم غالبية الضيوف من النساء، مكانًا مفضلًا. بعد أسابيع من افتتاح الفندق في عام 1907، حاولت الممثلة السيدة باتريك كامبل التدخين هناك، وأدى الجدل الناتج إلى تعزيز مكانة الفندق. في يناير 1908، تجمعت الحشود لمشاهدة الوريثة غلاديس فاندربيلت سيشيني وخطيبها الكونت المجري László Széchenyi، بينما وصلت Theodora Shonts مع خطيبها Emmanuel d'Albert de Luynes، دوق Chaulnes. في ذلك العام، أطلقت صحيفة New York World على الفندق لقب "المنزل للأثرياء بشكل دائم". بحلول عام 1909، كانت قاعة Palm Court تتجاوز باستمرار طاقتها الاستيعابية البالغة 350 شخصًا.
خلال عشرينيات القرن الماضي، كانت غرفة الشواء في الطابق السفلي مكانًا شعبيًا للقاء الشباب الذين ولدوا خلال الجيل الضائع. كانت قاعة Oak Room مكانًا مفضلًا للممثل جورج م. كوهان، وتم تركيب لوحة تذكارية لتكريمه في القاعة في الأربعينيات بعد وفاته. كانت قاعة Persian Room شائعة بين "مجتمع المقاهي"، حيث كانت تُقصد من قبل الشخصيات الاجتماعية ومحددي اتجاهات الموضة. كان Eddy Duchin وهيلديغارد من بين الفنانين الأوائل الذين قدموا عروضًا في Persian Room، وجذبت لاحقًا آخرين مثل إيرثا كيت وبيغي لي وليزا مينيلي. بحلول السبعينيات، استضافت Persian Room عروضًا لمغني البوب مثل روبرت جوليت وDusty Springfield.
كما كان الفندق شائعًا بين قادة العالم، وخاصة رؤساء الولايات المتحدة. كان أول هؤلاء ثيودور روزفلت، الرئيس السادس والعشرون للولايات المتحدة، الذي نقل فعاليات حزبه الجمهوري إلى فندق بلازا بعد إغلاق Fifth Avenue Hotel في عام 1908. أقيمت مأدبة عيد ميلاد الرئيس فرانكلين روزفلت، ابن عم Theodore Roosevelt البعيد، في Palm Court في عام 1935. ومن بين الرؤساء الأمريكيين الآخرين الذين أقاموا في غرف الضيوف أو تناولوا الطعام في مطاعم الفندق ويليام هوارد تافت وهاري ترومان وريتشارد نيكسون، بالإضافة إلى المالك السابق دونالد ترامب. بالنسبة لقادة العالم الآخرين، كان الفندق يحتفظ بمجموعة من الأعلام الوطنية، بحيث يتم عرض العلم المناسب عند زيارة أي رئيس دولة أجنبي. تعرض Chiang Ching-kuo، الذي كان آنذاك نائب رئيس مجلس الدولة لجمهورية الصين، لمحاولة اغتيال من قبل الطالب التايواني Peter Huang عند مدخل الفندق في 24 أبريل 1970.
استضاف فندق بلازا أحداثًا دبلوماسية، كما حدث في سبتمبر 1985، عندما وقع وزراء مالية عدة دول اتفاقية بلازا، التي تم بموجبها تخفيض قيمة الدولار الأمريكي مقابل العملات الأخرى. استضاف فندق بلازا مسودة الدوري الاميركي للمحترفين من 1962 حتى 1967، وكذلك في 1978 و1979.

### الاستقبالات

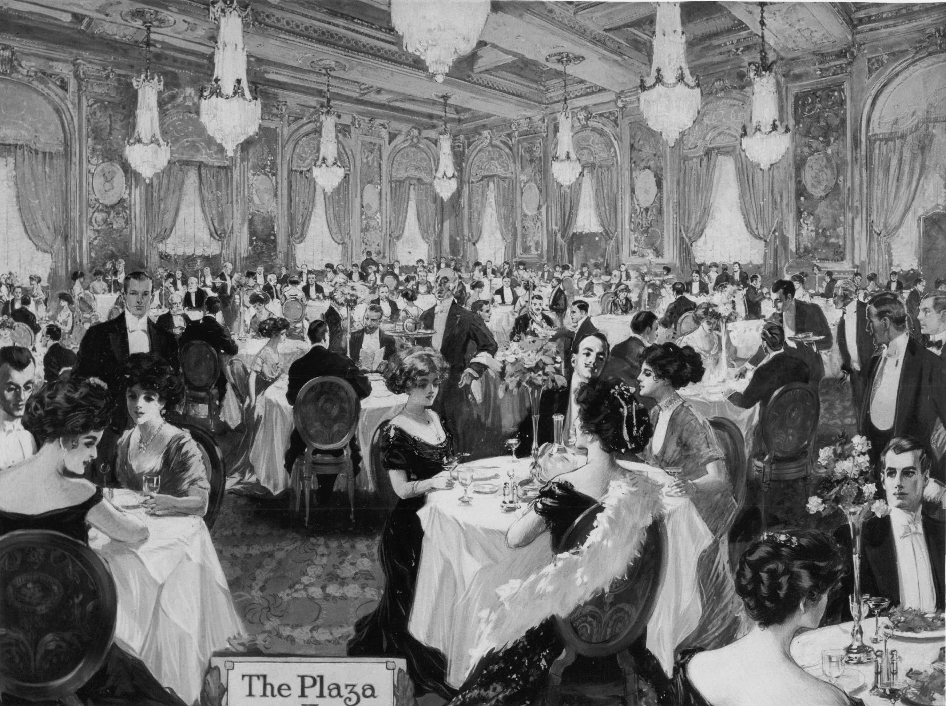
تصوير لعشاء في فندق بلازا عام 1908

تم استخدام Terrace Room بشكل متكرر لعقد المؤتمرات الصحفية والغداءات والاستقبالات. على سبيل المثال، استضافت مؤتمرًا صحفيًا في عام 1956 تحدث فيه لورنس أوليفيه ومارلين مونرو عن فيلمهم القادم The Prince and the Showgirl. في مؤتمر صحفي في Terrace Room في عام 1968، ناقش ريتشارد برتون وإليزابيث تايلور فيلمهما Dr. Faustus. خلال إقامة the Beatles في الفندق عام 1964، سُمح للزوار بالتقاط الصور مع الفرقة في Terrace Room.

### المناسبات الخيرية وحفلات الزفاف
عند افتتاح Grand Ballroom في عام 1921، أصبحت على الفور مكانًا شعبيًا لعقد حفلات التخرج، بما في ذلك تلك التي أقيمت على شرف Joan Whitney Payson وCathleen Vanderbilt. استضافت القاعة المُعاد بناؤها فعاليات خيرية، مثل عشاء تكريم عالمة الفيزياء ماري كوري في عام 1929، واجتماع Girls Service League في عام 1935 الذي حضرته السيدة الأولى للولايات المتحدة إليانور روزفلت. بعد الحرب العالمية الثانية، أصبحت Grand Ballroom مرة أخرى مكانًا شعبيًا لحفلات التخرج والفعاليات الخيرية، بما في ذلك فعالية خيرية لقدامى المحاربين المعاقين تُسمى December Ball، بالإضافة إلى فعالية لدعم مركز Kennedy Child Care Study Center في عام 1959. استضاف الكاتب ترومان كابوتي "Black and White Ball" هناك في عام 1966، على شرف الناشرة كاثرين غراهام. كما كانت Terrace Court مكانًا شعبيًا للفعاليات الخيرية، حيث استضافت أحداثًا مثل Mid-Winter Ball في عام 1949.
كما تم استخدام Grand Ballroom وTerrace Room لحفلات الزفاف واستقبالات الزفاف. على سبيل المثال، استضافت Terrace Room استقبال زفاف المتزلجة سونيا هيني مع Winthrop Gardiner Jr. في عام 1949. استضافت Grand Ballroom استقبال زفاف Peter Lawford وPatricia Kennedy Lawford في عام 1954، وكذلك استقبال زفاف ديفيد أيزنهاور وجولي نيكسون ايزنهاور في عام 1968. كما استضافت Grand Ballroom حفل زفاف دونالد ترامب ومارلا ميبلز في عام 1993. في عام 2000، تزوج الممثلان مايكل دوغلاس وكاثرين زيتا جونز في فندق بلازا.

## مكانة الفندق كرمز
أصبح فندق بلازا رمزًا لمدينة نيويورك. كتب باول غلدبيرغر في صحيفة The New York Times عام 1982 أن الفندق أصبح جزءًا مهمًا من تاريخ العمارة في المدينة، على غرار محطة غراند سنترال وNew York Public Library Main Branch. كما قال مؤرخ آخر: "كل سائح قابلته، وكل مجموعة سياحية قادتها، جميعهم يعرفون فندق بلازا". اعترف National Trust for Historic Preservation بفندق بلازا كـفندق تاريخي لأمريكا.

### الاستقبال النقدي
عند افتتاح المبنى الحالي، تلقت تصميمات الفندق، وخاصة التصميمات الداخلية، انتقادات إيجابية في الغالب. وصفت صحيفة The New York Times الواجهة الخارجية بأنها "مقدمة مناسبة للداخل"، مشيدة بالداخل لكونه متواضعًا نسبيًا مقارنة بفنادق أخرى. ومع ذلك، كتب H. W. Frohne أن Hardenbergh "فشل في جعل الغرف العامة ممتعة". كما أشاد نقاد مجلتين معماريين بالنقوش الخشبية في Oak Room والمساحات الخضراء التي كانت تزين Palm Court في الأصل. بالنسبة لـ Palm Court، أشادت صحيفة The Times بالتأثير "الشبيه بالحديقة" الذي تعززه السقف الزجاجي. كتب Frank Lloyd Wright أن التصميم الخارجي لـ Hardenbergh لفندق بلازا كان "ناطحة سحاب مبكرة" تتمتع بـ"إحساس إنساني"، على عكس ناطحات السحاب اللاحقة، التي وصفها Wright بأنها "أشياء وحشية".
في كتابها الصادر عام 1967 بعنوان The Plaza, Its Life and Times، كتبت Eve Brown أن "فندق بلازا تمكن دائمًا من أن يكون متناغمًا مع العصر، مع الحفاظ على كرامته وذوقه الرفيع". كتبت Ada Louise Huxtable في صحيفة The New York Times عام 1971 أن فندق بلازا كان "أكثر الرموز شهرة في المدينة للأناقة الحضرية والفخامة التي تعود إلى مطلع القرن"، معربة فقط عن انتقادها لمطعم Green Tulip قصير العمر. وصفت Judith Gura المساحات الداخلية بأنها "تندمج بسلاسة في مجموعة متناغمة"، على الرغم من أن كل مساحة كانت تتمتع بطابع مميز. قال Curtis Gathje، المؤرخ الرسمي لفندق بلازا والذي عمل في الفندق لمدة 25 عامًا، في عام 2007: "فندق بلازا هو تجسيد لنيويورك المتحضرة."
تم اعتبار الموقع، الذي يواجه سنترال بارك، بارزًا بشكل خاص. في وقت مبكر من عام 1892، وصفه Moses King بأنه "موقع ذو جمال لا مثيل له". تم وصف فندق بلازا المُعاد بناؤه في مقالة عام 1907 في Architectural Record بأنه يتمتع بموقع "الأكثر انفتاحًا وسحرًا والذي كان يمكن اختياره لفندق كبير في المدينة"، على الرغم من كونه أصغر من مواقع المنافسين مثل Waldorf Astoria. وفقًا لـ Goldberger، جعل موقع فندق بلازا على طول Grand Army Plaza وCentral Park منه مكانًا مهيبًا بشكل خاص، مع واجهتين رئيسيتين. صنفت دراسة المعهد الأمريكي للمهندسين المعماريين لعام 2007 بعنوان قائمة العمارة المفضلة في أمريكا [الإنجليزية] فندق بلازا من بين أفضل 150 مبنى في الولايات المتحدة. أكدت نسخة 2010 من AIA Guide to New York City على إطلالات الحديقة، واصفة الأجنحة في الطوابق من الثالث إلى الخامس على طول Central Park South بأنها تتمتع بـ"واحدة من أكثر الإطلالات إثارة في نيويورك".

### التصميمات المعمارية المميزة

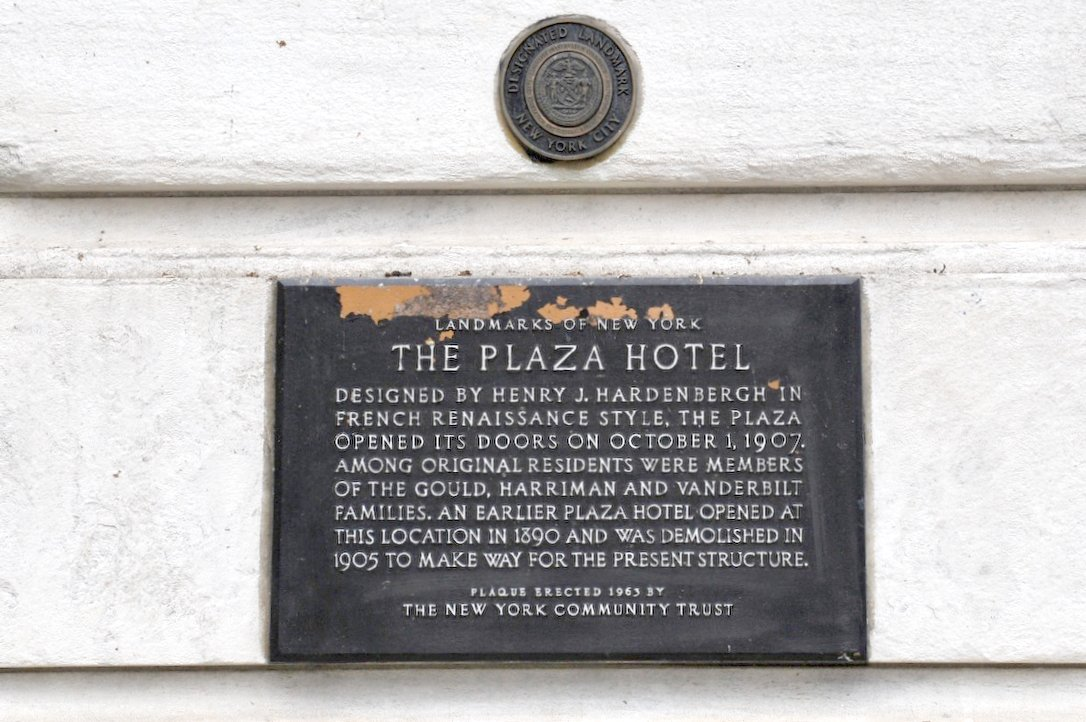
لوحة تذكارية لمدينة نيويورك المميزة

أدى هدم Savoy-Plaza القريب في عام 1964، واستبداله بمبنى General Motors، إلى حركة للحفاظ على فندق بلازا والمباني القريبة. مما دفع لجنة تخطيط مدينة نيويورك إلى إعادة تقسيم منطقة من ثلاثة أحياء حول Grand Army Plaza، بما في ذلك فندق بلازا، في عام 1968. تم تعيين الواجهة الخارجية لفندق بلازا كمعلم مدينة من قبل لجنة الحفاظ على معالم مدينة نيويورك في عام 1969. تم إضافة الفندق إلى السجل الوطني للأماكن التاريخية في عام 1978، وتم اعتباره معلمًا تاريخيًا وطنيًا في عام 1986.
تم تعيين جزء كبير من المساحة العامة الرئيسية في الداخل — بما في ذلك البهو، وقاعة الاحتفالات، ومساحات المطاعم — كمعلم مدينة في نيويورك في عام 2005. تم تعيين التصميم الداخلي كمعلم جزئيًا بسبب المعارضة لخطط El Ad الأصلية لتجديد الفندق خلال عام 2004. كانت مساحات المطاعم، التي تم الحفاظ عليها بموجب تعيين التصميم الداخلي كمعلم، ستتحول إلى مساحات تجارية. لم تكن غرفة Edwardian Room جزءًا من تعيين المعلم في الأصل، ولكن تم حمايتها في النهاية مع الغرف الأخرى.

### في الإعلام
تم استخدام فندق بلازا كموقع للعديد من الأعمال الأدبية عبر تاريخه. الأكثر شهرة، كان الموقع الرئيسي لسلسلة كتب Eloise، حيث أدى نجاح السلسلة إلى تعليق صورة الشخصية في البهو من قبل مالكي الفندق خلال الستينيات. كما ظهر الفندق في رواية F. Scott Fitzgerald لعام 1925 غاتسبي العظيم (رواية).
يعد الفندق أيضًا أحد أكثر مواقع التصوير شهرة في مدينة نيويورك. تشمل الأفلام التي تم تصويرها أو تدور أحداثها في الفندق شمالا إلى الشمال الغربي (1959)، Barefoot in the Park (1967)، Funny Girl (1968)، Plaza Suite (1971)، الطريق الذي كنا عليه (فيلم) (1973)، ووحيد في المنزل 2: ضائع في نيويورك (1992). تشمل الأفلام الأخرى التي تظهر الفندق Arthur (1981)،  التمساح دندي (1986)، Scent of a Woman (1992)، الساهر في سياتل (فيلم) (1993)، وIt Could Happen to You (1994).
كما رفض فندق بلازا أو وضع شروطًا غير عادية لبعض الإنتاجات التي أرادت التصوير فيه. على سبيل المثال، عندما رفض مديرو الفندق السماح لمنتجي فيلم Big Business (1988) بالتصوير فيه، قام المنتجون بإنشاء نسختهم الخاصة من فندق بلازا على مسرح تصوير. عندما كان يتم تصوير Home Alone 2، قال المخرج Chris Columbus إن دونالد ترامب طلب ظهورًا في الفيلم، مقابل السماح لطاقم التصوير بتصوير مشاهد في البهو. كانت مشهد البهو يتضمن انزلاق النجم على الأرض، لذلك تمت إزالة السجاد، مما كشف عن بعض البلاط القديم الذي يحمل شعار بلازا والذي كان مخفيًا لعدة عقود. قررت الإدارة عدم استبدال السجاد.

### الاقتباسات
1. ↑   https://www.skyscrapercenter.com/building/wd/11741. {{استشهاد ويب}}: |url= بحاجة لعنوان (مساعدة) والوسيط |title= غير موجود أو فارغ (من ويكي بيانات) (مساعدة)
2. 1 2 3  "768 5 Avenue, 10019". New York City Department of City Planning. مؤرشف من الأصل في 2025-05-06. اطلع عليه بتاريخ 2020-09-08.
3. 1 2 3 4 5 6 7  Landmarks Preservation Commission 1969، صفحة 1
4. 1 2  "NYCityMap". NYC.gov. New York City Department of Information Technology and Telecommunications. اطلع عليه بتاريخ 2020-03-20.
5. 1 2 3 4 5 6 7 8 9 10  National Park Service 1978، صفحة 2
6. 1 2 3 4  "Fuller Company Will Build the New Plaza Hotel". The Real Estate Record: Real Estate Record and Builders' Guide. ج. 75 رقم  1944. 17 يونيو 1905. ص. 1325. مؤرشف من الأصل في 2024-07-31 – عبر columbia.edu.
7. ↑  Stern, Gilmartin & Mellins 1987، صفحة 18
8. ↑  قالب:Cite NYC neighborhood map
9. ↑  "714 Fifth Avenue" (PDF). لجنة الحفاظ على معالم مدينة نيويورك. 29 يناير 1985. ص. 5. مؤرشف من الأصل (PDF) في 2025-04-04. اطلع عليه بتاريخ 2020-06-09.
10. ↑  "Mr. Edward Harriman..." (PDF). The Real Estate Record: Real Estate Record and Builders' Guide. ج. 79 رقم  2038. 6 أبريل 1907. ص. 296. مؤرشف من الأصل (PDF) في 2024-09-14 – عبر columbia.edu.
11. 1 2  Jackson 2010، صفحات 617–618
12. 1 2 3 4 5 6 7 8 9  Landmarks Preservation Commission 2005، صفحة 3
13. 1 2 3 4 5  Stern, Gilmartin & Massengale 1983، صفحة 261
14. ↑  Stern, Gilmartin & Mellins 1987، صفحة 217
15. ↑  Stern, Gilmartin & Massengale 1983، صفحة 254
16. 1 2 3  قالب:Cite nycland
17. 1 2 3  "The Plaza Residences". Emporis. مؤرشف من الأصل في 2015-05-14. اطلع عليه بتاريخ 2020-11-25.{{استشهاد ويب}}:  صيانة الاستشهاد: مسار غير صالح (link)
18. 1 2
19. ↑  انظر على سبيل المثال:   - "Behind Glamour At Plaza Hotel". The Real Deal. 1 يونيو 2019. مؤرشف من الأصل في 2024-12-27. اطلع عليه بتاريخ 2023-10-04.
  - Brown, Tina (31 May 2019). "Theater of Dreams: A Tale of Boom and Bust at the Plaza Hotel". The New York Times (بالإنجليزية الأمريكية). ISSN:0362-4331. Archived from the original on 2024-12-27. Retrieved 2023-10-04.
20. 1 2 3  Tzeses، Jennifer (14 مارس 2016). "The Plaza's Only Triplex Penthouse Is for Sale for $50 Million". Architectural Digest. مؤرشف من الأصل في 2025-06-12. اطلع عليه بتاريخ 2020-11-01.
21. 1 2 3 4  Friedlander، Paul J. C. (15 يونيو 1975). "The Plaza: 'That Great Old Lady of New York City Hostelries'". واشنطن بوست. ص. 171. ISSN:0190-8286. بروكويست 135320103. {{استشهاد بخبر}}: templatestyles stripmarker في |المعرف= في مكان 1 (مساعدة)
22. 1 2 3 4 5  قالب:Cite aia5
23. ↑  Architecture 1907، صفحة 187
24. 1 2 3 4 5 6 7 8 9  Reynolds 1994، صفحة 230
25. 1 2 3 4 5 6 7 8  Tauranac 1985، صفحة 152
26. 1 2 3 4 5 6 7 8  "Hotel Plaza Addition, New York". Architecture and Building. W.T. Comstock Company. ج. 54. 1922. ص. 16–17. مؤرشف من الأصل في 2023-04-16.
27. ↑  American Architect 1907، صفحة 134; Landmarks Preservation Commission 1969، صفحة 1; National Park Service 1978، صفحة 2
28. 1 2 3 4 5 6 7 8 9 10  American Architect 1907، صفحة 134
29. 1 2 3 4 5 6 7 8 9  Landmarks Preservation Commission 1969، صفحة 2
30. 1 2 3 4 5 6 7 8 9 10  National Park Service 1978، صفحة 5
31. 1 2 3 4 5 6 7 8 9 10  Horsley, Carter. "The Plaza, 1 Central Park South". City Realty (بالإنجليزية). Archived from the original on 2025-04-25. Retrieved 2020-11-30.
32. 1 2  Reynolds 1994، صفحة 231
33. 1 2  Architects' and Builders' Magazine 1907، صفحة 1
34. 1 2 3 4 5 6 7 8 9 10 11 12 13 14 15 16  "Another Fine Hotel Now on the City's List; Built During the Last Two Years on Site of Old Plaza Hotel Which Was Demolished to Make Place for New Structure". The New York Times (بالإنجليزية الأمريكية). 29 Sep 1907. ISSN:0362-4331. Archived from the original on 2023-06-13. Retrieved 2020-11-25.
35. ↑  Architects' and Builders' Magazine 1907، صفحة 1; Landmarks Preservation Commission 1969، صفحة 2; National Park Service 1978، صفحة 2
36. ↑  American Architect 1907، صفحة 134; Landmarks Preservation Commission 1969، صفحة 2; National Park Service 1978، صفحة 2
37. 1 2 3  American Architect 1907، صفحة 135
38. 1 2 3  American Architect 1907، صفحة 136
39. 1 2  Architects' and Builders' Magazine 1907، صفحة 2
40. 1 2 3 4  Tauranac 1985، صفحة 154
41. 1 2 3 4 5 6  Architecture 1907، صفحة 179
42. 1 2  Architects' and Builders' Magazine 1907، صفحة 16
43. 1 2 3 4 5 6 7 8  Goldberger, Paul (27 Sep 1982). "At 75, Plaza Hotel Seeks to Remain Forever Old; an Appraisal". The New York Times (بالإنجليزية الأمريكية). ISSN:0362-4331. Archived from the original on 2022-03-19. Retrieved 2020-11-25.
44. 1 2 3 4 5  Reynolds 1994، صفحة 232
45. 1 2 3 4 5 6  Landmarks Preservation Commission 2005، صفحة 10
46. 1 2  Hardenbergh, Henry Janeway (1902). "Hotel". In Sturgis, Russell (ed.). A dictionary of architecture and building: biographical, historical, and descriptive (بالإنجليزية). The Macmillan company; The Macmillan & company. Vol. 2. p. 411. OCLC:670096. Archived from the original on 2024-12-27.
47. 1 2  Hopkins، Walter (نوفمبر 1923). "Architectural Design for Hotel Interiors" (PDF). Architectural Forum. ص. 205, 208. مؤرشف من الأصل (PDF) في 2024-08-11.
48. ↑  Landmarks Preservation Commission 2005، صفحات 12–13
49. 1 2 3 4 5  Landmarks Preservation Commission 2005، صفحة 13
50. ↑  Architects' and Builders' Magazine 1907، صفحة 25
51. 1 2 3  Architects' and Builders' Magazine 1907، صفحة 8
52. ↑  Hotel Monthly 15, no. 176 (November 1907), cited in Satow 2019، chapter 1
53. 1 2 3  Satow 2019، chapter 11
54. 1 2  Frohne 1907، صفحة 352
55. 1 2 3  Landmarks Preservation Commission 2005، صفحة 9
56. 1 2 3 4  Landmarks Preservation Commission 2005، صفحة 44 (PDF p. 45)
57. 1 2 3 4  Gura 2015، صفحة 90
58. 1 2  Landmarks Preservation Commission 2005، صفحة 29 (PDF p. 30)
59. ↑  American Architect 1907، صفحات 134–135; Architects' and Builders' Magazine 1907، صفحة 1; Architecture 1907، صفحة 179; Landmarks Preservation Commission 2005، صفحة 29 (PDF p. 30)
60. ↑  Architects' and Builders' Magazine 1907، صفحة 8; Frohne 1907، صفحة 352; Harris 1981، صفحة 48
61. 1 2 3 4 5  Tauranac 1985، صفحة 153
62. ↑  Landmarks Preservation Commission 2005، صفحة 31 (PDF p. 32)
63. 1 2 3 4 5  "Newest Great Hotel". The Real Estate Record: Real Estate Record and Builders' Guide. ج. 80 رقم  2061. 14 سبتمبر 1907. ص. 398. مؤرشف من الأصل في 2024-07-31 – عبر columbia.edu.
64. 1 2 3  Landmarks Preservation Commission 2005، صفحات 21–22 (PDF pp. 22–23)
65. 1 2 3 4  National Park Service 1978، صفحة 11
66. ↑  Landmarks Preservation Commission 2005، صفحات 66–68 (PDF pp. 67–69)
67. ↑  Frohne 1907، صفحة 362
68. 1 2 3  Architects' and Builders' Magazine 1907، صفحة 14
69. 1 2 3 4  Landmarks Preservation Commission 2005، صفحة 21 (PDF p. 22)
70. 1 2  Landmarks Preservation Commission 2005، صفحة 53 (PDF p. 54)
71. ↑  Harris 1981، صفحة 48; Landmarks Preservation Commission 2005، صفحة 52 (PDF p. 53)
72. ↑  Tauranac 1985، صفحات 152–153
73. ↑  Landmarks Preservation Commission 2005، صفحة 52 (PDF p. 53)
74. 1 2 3 4 5 6  Landmarks Preservation Commission 2005، صفحة 14
75. ↑  Harris 1981، صفحة 51; Landmarks Preservation Commission 2005، صفحة 14; National Park Service 1978، صفحة 6
76. 1 2  Brown 1967، صفحة 188; Gura 2015، صفحة 95; Landmarks Preservation Commission 2005، صفحة 14
77. 1 2 3 4  Landmarks Preservation Commission 2005، صفحة 25
78. ↑  Architects' and Builders' Magazine 1907، صفحة 2 Landmarks Preservation Commission 2005، صفحات 25–26; National Park Service 1978، صفحة 5
79. 1 2  Landmarks Preservation Commission 2005، صفحة 26
80. ↑  Architects' and Builders' Magazine 1907، صفحة 2; Frohne 1907، صفحة 364; Landmarks Preservation Commission 2005، صفحة 25
81. ↑  Landmarks Preservation Commission 2005، صفحات 25–26
82. ↑  Confessore, Nicholas (30 Dec 2004). "Oak Room at the Plaza Is Going the Way of the Pince-Nez". The New York Times (بالإنجليزية الأمريكية). ISSN:0362-4331. Archived from the original on 2023-06-14. Retrieved 2020-11-29.
83. 1 2 3  Harris 1981، صفحة 34
84. 1 2 3 4 5  Landmarks Preservation Commission 2005، صفحة 57 (PDF p. 58)
85. 1 2  Architecture 1907، صفحة 179; Architects' and Builders' Magazine 1907، صفحة 4; Landmarks Preservation Commission 2005، صفحة 57 (PDF p. 58); National Park Service 1978، صفحة 5; Tauranac 1985، صفحة 152
86. 1 2  Architects' and Builders' Magazine 1907، صفحة 4
87. ↑  Landmarks Preservation Commission 2005، صفحة 57 (PDF p. 58); National Park Service 1978، صفحة 5; Reynolds 1994، صفحة 232
88. 1 2  Barron, James (12 Dec 2005). "A New Ceiling for the Plaza, but It Has Plenty of History". The New York Times (بالإنجليزية الأمريكية). ISSN:0362-4331. Archived from the original on 2024-02-14. Retrieved 2020-11-30.
89. 1 2 3 4 5  Associated Press (3 مارس 2008). "NYC's famed Plaza Hotel reopens". Los Angeles Times. مؤرشف من الأصل في 2025-05-18. اطلع عليه بتاريخ 2020-11-30.
90. ↑  Gura 2015، صفحة 92; Harris 1981، صفحة 38; Landmarks Preservation Commission 2005، صفحة 57 (PDF p. 58)
91. ↑  Stein, Joshua David (11 Mar 2015). "Cocktail Hours at the Plaza Hotel". The New York Times (بالإنجليزية الأمريكية). ISSN:0362-4331. Archived from the original on 2023-06-13. Retrieved 2022-07-07.
92. ↑  Ferst، Devra (29 أكتوبر 2014). "The Spruced Up Palm Court at the Plaza Hotel Has Less Gold But is as Grandiose as Ever". Eater NY. مؤرشف من الأصل في 2024-12-27. اطلع عليه بتاريخ 2022-07-07.
93. 1 2  Landmarks Preservation Commission 2005، صفحات 9–10
94. ↑  Landmarks Preservation Commission 2005، صفحة 62 (PDF p. 63)
95. 1 2  Landmarks Preservation Commission 2005، صفحات 62–63 (PDF pp. 63–64)
96. 1 2  Gura 2015، صفحة 92
97. 1 2  Landmarks Preservation Commission 2005، صفحة 63 (PDF p. 64)
98. 1 2 3  National Park Service 1978، صفحة 6
99. 1 2  Brown 1967، صفحة 76
100. 1 2 3 4 5 6  Satow 2019، chapter 6
101. 1 2 3 4 5 6 7  Satow 2019، chapter 10
102. 1 2  Landmarks Preservation Commission 2005، صفحة 21 (PDF p. 23)
103. 1 2 3 4  Landmarks Preservation Commission 2005، صفحة 35 (PDF p. 36)
104. ↑  Brown 1967، صفحة 73
105. 1 2 3 4 5  Landmarks Preservation Commission 2005، صفحة 36 (PDF p. 37)
106. ↑  "1,000 Hear Mary Garden.; With Ruth Breton She Gives First of "Artistic Mornings" at Plaza". The New York Times (بالإنجليزية الأمريكية). 8 Nov 1929. ISSN:0362-4331. Archived from the original on 2024-12-27. Retrieved 2020-11-27.
107. ↑  Landmarks Preservation Commission 2005، صفحة 39 (PDF p. 40)
108. 1 2  Landmarks Preservation Commission 2005، صفحة 40 (PDF p. 41)
109. 1 2 3  "Plaza Pressing Expansion Drive; Hotel Will Get Trader Vic's From Savoy-Plaza and Enlarge Banquet Room". The New York Times (بالإنجليزية الأمريكية). 17 Nov 1964. ISSN:0362-4331. Archived from the original on 2024-12-27. Retrieved 2020-11-28.
110. 1 2  Frohne 1907، صفحات 352–353
111. 1 2 3  Gathje 2000، صفحة 81
112. 1 2  Gathje 2000، صفحات 81–82
113. ↑  Harris 1981، صفحات 22–23
114. ↑  Architects' and Builders' Magazine 1907، صفحة 22
115. 1 2 3 4 5 6 7 8 9 10 11 12  Mashayekhi، Rey (18 يوليو 2018). "The Plaza Hotel - The Long and Winding Ownership History". Commercial Observer. مؤرشف من الأصل في 2025-04-26. اطلع عليه بتاريخ 2020-11-25.
116. ↑  Haughney, Christine (17 Feb 2008). "It's Lonely at the Plaza Hotel ..." The New York Times (بالإنجليزية الأمريكية). ISSN:0362-4331. Archived from the original on 2024-06-23. Retrieved 2020-11-30.
117. ↑  Frohne 1907، صفحة 356
118. ↑  American Architect 1907، صفحات 134–135
119. 1 2 3 4 5  Stern, Mellins & Fishman 1995، صفحة 1123
120. ↑  Ceallaigh, John O' (30 Apr 2013). "The New York Plaza hotel's new Great Gatsby suite". The Daily Telegraph (بالإنجليزية البريطانية). ISSN:0307-1235. Archived from the original on 2022-01-11. Retrieved 2020-06-05.
121. ↑  Kurutz, Steven (24 Apr 2013). "Check In Under 'Jay'". The New York Times (بالإنجليزية الأمريكية). ISSN:0362-4331. Archived from the original on 2023-06-13. Retrieved 2020-06-05.
122. ↑  Matthews, Lyndsey (10 Nov 2017). "At the Plaza, You Can Recreate Home Alone 2 This Christmas". Town & Country (بالإنجليزية الأمريكية). Archived from the original on 2025-04-27. Retrieved 2020-12-04.
123. ↑  Ferry، Shannan (23 فبراير 2022). "You can live like Midge Maisel at the Plaza Hotel". NY1. مؤرشف من الأصل في 2024-12-27. اطلع عليه بتاريخ 2022-05-28.
124. ↑  Gathje 2000، صفحات 2–3
125. 1 2  Harris 1981، صفحة 6
126. ↑  "John Anderson's Will Invalid". The New York Times. 5 يونيو 1887. ص. 10. ISSN:0362-4331. اطلع عليه بتاريخ 2020-11-24 – عبر newspapers.com.
127. ↑  "Out Among the Builders". The Real Estate Record: Real Estate Record and Builders' Guide. ج. 30 رقم  771. 23 ديسمبر 1882. ص. 140. مؤرشف من الأصل في 2024-07-31 – عبر columbia.edu.
128. ↑  Stern, Mellins & Fishman 1999، صفحات 530–531
129. 1 2  Stern, Gilmartin & Massengale 1983، صفحة 466
130. 1 2 3  Stern, Mellins & Fishman 1999، صفحات 529–530
131. ↑  "Sale of Fifth Avenue Plaza Lots". The New York Times (بالإنجليزية الأمريكية). 30 Oct 1883. ISSN:0362-4331. Archived from the original on 2023-06-13. Retrieved 2020-11-23.
132. ↑  "Out Among the Builders". The Real Estate Record: Real Estate Record and Builders' Guide. ج. 32 رقم  813. 13 أكتوبر 1883. ص. 785. مؤرشف من الأصل في 2024-07-31 – عبر columbia.edu.
133. 1 2 3 4  Gathje 2000، صفحة 4
134. ↑  "A Grand Family Hotel.; the Mammoth Structure to Be Erected on the Fifth-Avenue Plaza". The New York Times (بالإنجليزية الأمريكية). 4 Nov 1883. ISSN:0362-4331. Archived from the original on 2023-06-13. Retrieved 2020-11-23.
135. 1 2 3  "Prospect of a New Hotel.; the New Structure at Central Park May Be Finished". The New York Times (بالإنجليزية الأمريكية). 28 Feb 1888. ISSN:0362-4331. Archived from the original on 2024-02-14. Retrieved 2020-11-23.
136. 1 2 3  "The Plaza Hotel Case; How Beers Bought a White Elephant for His Company". The New York Times (بالإنجليزية الأمريكية). 26 Aug 1891. ISSN:0362-4331. Archived from the original on 2023-06-13. Retrieved 2020-11-25.
137. 1 2 3  Landmarks Preservation Commission 2005، صفحة 17
138. ↑  "Falling Seven Stories; a Workman Killed at the New Plaza Hotel in Fifty-ninth-street". The New York Times (بالإنجليزية الأمريكية). 23 Mar 1886. ISSN:0362-4331. Archived from the original on 2023-06-13. Retrieved 2020-11-27.
139. ↑  "The Plaza Hotel Property Sold". New-York Tribune. 5 ديسمبر 1888. ص. 2. اطلع عليه بتاريخ 2020-11-25 – عبر newspapers.com.
140. ↑  "Sale of the Plaza Hotel". The New York Times (بالإنجليزية الأمريكية). 19 Sep 1888. ISSN:0362-4331. Archived from the original on 2023-06-13. Retrieved 2020-11-23.
141. ↑  "Must Be Reconstructed.; the Interior of the Plaza Hotel of Inferior Workmanship". The New York Times (بالإنجليزية الأمريكية). 24 Nov 1888. ISSN:0362-4331. Archived from the original on 2024-12-27. Retrieved 2020-11-23.
142. ↑  "Plaza Hotel May Close; Said that Mr. Hammond Will Not Get a Renewal of His Lease". The New York Times (بالإنجليزية الأمريكية). 17 Apr 1899. ISSN:0362-4331. Archived from the original on 2024-02-25. Retrieved 2020-11-23.
143. ↑  Harris 1981، صفحة 9
144. ↑  "For Eight Hours of Work.; Letter Carriers' Mass Meeting in Cooper Union Indorses the Bill". The New York Times (بالإنجليزية الأمريكية). 30 Sep 1890. ISSN:0362-4331. Archived from the original on 2024-12-19. Retrieved 2020-11-24.
145. 1 2  "A Great Hotel Finished". New-York Tribune. 30 سبتمبر 1890. ص. 7. اطلع عليه بتاريخ 2020-11-27 – عبر newspapers.com.
146. 1 2 3 4  National Park Service 1978، صفحة 3
147. 1 2 3 4  King، Moses (1892). King's Handbook of New York City: An Outline History and Description of the American Metropolis. Moses King. ص. 208. OCLC:848600041. مؤرشف من الأصل في 2023-04-17.
148. ↑  Harris 1981، صفحات 8–9
149. ↑  Gathje 2000، صفحة 6
150. 1 2 3 4 5 6 7 8 9  Jackson 2010، صفحة 1003
151. 1 2  Landmarks Preservation Commission 2005، صفحة 6
152. ↑  "The Hotels of Manhattan". The Real Estate Record: Real Estate Record and Builders' Guide. ج. 75 رقم  1945. 24 يونيو 1905. ص. 1367. مؤرشف من الأصل في 2024-07-31 – عبر columbia.edu.
153. ↑  "In the Real Estate Field; Plaza Hotel Sale the Feature of Another Lively Week". The New York Times (بالإنجليزية الأمريكية). 4 May 1902. ISSN:0362-4331. Archived from the original on 2023-06-13. Retrieved 2020-11-23.
154. ↑  "The Real Estate Situation". The Real Estate Record: Real Estate Record and Builders' Guide. ج. 69 رقم  1781. 3 مايو 1902. ص. 788. مؤرشف من الأصل في 2024-07-31 – عبر columbia.edu.
155. 1 2  "Pay Cash for Plaza Hotel". New-York Tribune. 3 يونيو 1902. ص. 7. اطلع عليه بتاريخ 2020-11-25 – عبر newspapers.com.
156. ↑  "Plaza Hotel Property Fetches $3,000,000 Cash". Brooklyn Daily Eagle. 3 يونيو 1902. ص. 7. اطلع عليه بتاريخ 2020-11-25 – عبر newspapers.com.
157. ↑  "Plaza Hotel Reconstruction; Ten Millions of Dollars Involved in the New Enterprise. The Purchase by the Fuller Company One of the Largest in the Annals of City Real Estate Transactions". The New York Times (بالإنجليزية الأمريكية). 3 Jun 1902. ISSN:0362-4331. Archived from the original on 2024-12-27. Retrieved 2020-11-25.
158. ↑  Gathje 2000، صفحة 11; Harris 1981، صفحة 11; Landmarks Preservation Commission 2005، صفحة 6
159. ↑  "Real Estate Notes". The Real Estate Record: Real Estate Record and Builders' Guide. ج. 69 رقم  1787. 14 يونيو 1902. ص. 1097. مؤرشف من الأصل في 2024-07-31 – عبر columbia.edu.
160. ↑  قالب:Cite flatiron
161. ↑  Moody's Manual of Corporation Securities. John Moody & Company. 1903. مؤرشف من الأصل في 2023-06-13. اطلع عليه بتاريخ 2020-11-27.
162. ↑  New York Stock Exchange (1929). Listing Statements of the New York Stock Exchange. F. E. Fitch, Incorporated. مؤرشف من الأصل في 2023-06-13. اطلع عليه بتاريخ 2020-11-27.
163. 1 2  Gathje 2000، صفحة 11; Harris 1981، صفحة 15; Landmarks Preservation Commission 2005، صفحة 6
164. 1 2 3  Tauranac 1985، صفحة 150
165. ↑  "Plans for Plaza Hotel Annex". The Real Estate Record: Real Estate Record and Builders' Guide. ج. 75 رقم  1939. 13 مايو 1905. ص. 1057. مؤرشف من الأصل في 2024-07-31 – عبر columbia.edu.
166. ↑  Gathje 2000، صفحة 13
167. ↑  Morrison، William Alan (2014). Waldorf Astoria. Images of America. Arcadia Publishing. ص. 11, 26. ISBN:978-1-4671-2128-6. مؤرشف من الأصل في 2023-06-13.
168. ↑  American Architect 1907، صفحة 134; Gathje 2000، صفحة 11
169. 1 2 3 4 5  National Park Service 1978، صفحة 7
170. ↑  "Old Plaza Hotel to Make Way for New Structure". Buffalo Times. 10 يونيو 1905. ص. 9. اطلع عليه بتاريخ 2020-11-27 – عبر newspapers.com.
171. 1 2  "Won't Leave Plaza". New-York Tribune. 13 يونيو 1905. ص. 7. مؤرشف من الأصل في 2025-06-20. اطلع عليه بتاريخ 2020-11-27 – عبر newspapers.com.
172. 1 2 3 4  Harris 1981، صفحة 17
173. ↑  Tauranac 1985، صفحات 150–152
174. ↑  "The Vendome Changes Hands". New-York Tribune. 21 سبتمبر 1905. ص. 12. اطلع عليه بتاريخ 2020-11-27 – عبر newspapers.com.
175. ↑  "Framework Still Sound". The New York Times. 5 يونيو 1887. ص. 2. ISSN:0362-4331. اطلع عليه بتاريخ 2020-11-27 – عبر newspapers.com.
176. ↑  "A Few Facts Regarding the Plaza Hotel". Carpentry and Building. David Williams Company. ج. 29. 1 مايو 1907. ص. 159–160. مؤرشف من الأصل في 2023-03-24.
177. 1 2 3 4  Satow 2019، chapter 1
178. ↑  "Murder in Mid-air by Union Workers; Thirty Iron Erectors Attack Three Watchmen". The New York Times (بالإنجليزية الأمريكية). 12 Jul 1906. ISSN:0362-4331. Archived from the original on 2023-06-13. Retrieved 2020-11-27.
179. ↑  "Butler Killed by Fall". New-York Tribune. 27 يوليو 1906. ص. 1. اطلع عليه بتاريخ 2020-11-27 – عبر newspapers.com.
180. ↑  Harris 1981، صفحات 17–18
181. 1 2 3  Landmarks Preservation Commission 2005، صفحة 5
182. ↑  "New Plaza Hotel Cost $12,500,000; $4,000,000 More Than Original Estimate, but the Fund Was Easily Raised". The New York Times (بالإنجليزية الأمريكية). 12 Sep 1907. ISSN:0362-4331. Archived from the original on 2024-12-28. Retrieved 2020-07-09.
183. ↑  "In the Real Estate Field; Loan of $5,000,000 on the New Plaza Hotel -- West Side Apartments Sold -- Bulk of Trading Confined to Small Properties". The New York Times (بالإنجليزية الأمريكية). 29 Jun 1906. ISSN:0362-4331. Archived from the original on 2024-12-27. Retrieved 2020-11-25.
184. ↑  "A $5,000,000 Building Loan". New-York Tribune. 29 يونيو 1906. ص. 14. اطلع عليه بتاريخ 2020-11-27 – عبر newspapers.com.
185. ↑  "A $4,500,000 Mortgage". New-York Tribune. 8 نوفمبر 1907. ص. 14. اطلع عليه بتاريخ 2020-11-27 – عبر newspapers.com.
186. 1 2 3  "Dinner at the New Plaza Hotel". New-York Tribune. 1 أكتوبر 1907. ص. 9. اطلع عليه بتاريخ 2020-11-25 – عبر newspapers.com.
187. 1 2  Harris 1981، صفحة 29
188. ↑  Brown 1967، صفحة 35
189. 1 2  Frohne 1907، صفحة 349
190. 1 2 3 4 5  Satow, Julie (7 Jun 2019). "The Widows of the Plaza Hotel". The New York Times (بالإنجليزية الأمريكية). ISSN:0362-4331. Archived from the original on 2023-02-18. Retrieved 2020-11-30.
191. 1 2  Architects' and Builders' Magazine 1907، صفحات 16, 18
192. ↑  "Mourners Came From Many States". The Cincinnati Enquirer. 24 أغسطس 1911. ص. 4. مؤرشف من الأصل في 2019-08-08. اطلع عليه بتاريخ 2015-03-09 – عبر newspapers.com.
193. 1 2 3 4 5  Satow 2019، chapter 5
194. 1 2  Harris 1981، صفحة 40
195. ↑  Harris 1981، صفحات 47–48
196. ↑  Harris 1981، صفحة 33
197. 1 2 3  "Champagne Porch is No More". Buffalo Times. 8 يوليو 1921. ص. 6. اطلع عليه بتاريخ 2020-11-27 – عبر newspapers.com.
198. 1 2 3 4 5  Landmarks Preservation Commission 2005، صفحة 12
199. ↑  Frohne 1907، صفحة 358
200. ↑  "The Real Estate Field.; Allerton Realty Company Buys East Thirty-ninth Street Plot for Apartment House Site". The New York Times (بالإنجليزية الأمريكية). 15 Oct 1915. ISSN:0362-4331. Archived from the original on 2024-12-28. Retrieved 2020-11-26.
201. ↑  "Alterations". The Real Estate Record: Real Estate Record and Builders' Guide. ج. 104 رقم  6. 9 أغسطس 1919. ص. 120. مؤرشف من الأصل في 2024-07-31 – عبر columbia.edu.
202. ↑  "$2,500,000 To Be Spent Enlarging Plaza Hotel". New-York Tribune. 5 أغسطس 1919. ص. 17. اطلع عليه بتاريخ 2020-11-27 – عبر newspapers.com.
203. ↑  "Plaza Hotel Buys.; Finally Secures Dugro Property on Fifty-eighth Street". The New York Times (بالإنجليزية الأمريكية). 28 May 1920. ISSN:0362-4331. Archived from the original on 2024-12-27. Retrieved 2020-11-27.
204. ↑  "$2,275,000 in Loans.: $2,000,000 Additional Loan Placed on Plaza Hotel Property". The New York Times (بالإنجليزية الأمريكية). 14 Jul 1921. ISSN:0362-4331. Archived from the original on 2024-12-27. Retrieved 2020-11-27.
205. ↑  Harris 1981، صفحة 30
206. ↑  "Society Aids a Benefit.; Appears in 'The Garden of Youth' in New Ballroom of the Plaza". The New York Times (بالإنجليزية الأمريكية). 15 Oct 1921. ISSN:0362-4331. Archived from the original on 2023-06-13. Retrieved 2020-11-27.
207. ↑  Gathje 2000، صفحة 30; Harris 1981، صفحة 40; Landmarks Preservation Commission 2005، صفحة 54 (PDF p. 55)
208. ↑  "City Realty Value Jumps One Billion to $11,275,526,200; Total and $840,629,525 in Personalty Three-fourths of the State's Wealth". The New York Times (بالإنجليزية الأمريكية). 2 Oct 1923. ISSN:0362-4331. Archived from the original on 2024-12-27. Retrieved 2020-11-28.
209. ↑  "H.s. Black Ends Life by Bullet in Home". The New York Times (بالإنجليزية الأمريكية). 20 Jul 1930. ISSN:0362-4331. Archived from the original on 2024-12-27. Retrieved 2020-11-28.
210. ↑  "Bernhard Beinecke Dies; a Hotel Man". The New York Times (بالإنجليزية الأمريكية). 21 Dec 1932. ISSN:0362-4331. Archived from the original on 2023-06-13. Retrieved 2020-11-28.
211. ↑  "To Manage Hotel Plaza.; Henry A. Host Will Fill Position of the Late Frederic Sterry". The New York Times (بالإنجليزية الأمريكية). 15 Aug 1933. ISSN:0362-4331. Archived from the original on 2023-06-13. Retrieved 2020-11-26.
212. ↑  Brown 1967، صفحة 79; Harris 1981، صفحة 38; Landmarks Preservation Commission 2005، صفحة 15
213. 1 2 3 4 5 6 7  Landmarks Preservation Commission 2005، صفحة 15
214. ↑  Gathje 2000، صفحة 32
215. ↑  Harris 1981، صفحة 51
216. ↑  "Hotel Plaza Plans New Cocktail Room: Corner at 5th Av. And 58th St. Will Be Fitted Up at Cost of $50,000". The New York Times. 31 يناير 1934. ص. 34. ISSN:0362-4331. بروكويست 101079852. {{استشهاد بخبر}}: templatestyles stripmarker في |المعرف= في مكان 1 (مساعدة)
217. ↑  "Atlas in Control of Plaza Hotel; Corporation Buys All Stock of U.S. Realty in Fifth Avenue Property". The New York Times (بالإنجليزية الأمريكية). 8 Oct 1943. ISSN:0362-4331. Archived from the original on 2023-06-13. Retrieved 2020-11-27.
218. ↑  "Atlas Interests Buy Plaza Hotel In Security Deal: Large 5th Avenue Property Sold by General Realty to Floyd B. Odlum Group". New York Herald Tribune. 8 أكتوبر 1943. ص. 29. بروكويست 1268022005. {{استشهاد بخبر}}: templatestyles stripmarker في |المعرف= في مكان 1 (مساعدة)
219. ↑  Dabney، Thomas Ewing (1950). The Man who Bought the Waldorf: The Life of Conrad N. Hilton. Duell, Sloan and Pearce. ص. 173. مؤرشف من الأصل في 2023-06-13.
220. ↑  Satow 2019، chapter 7
221. ↑  Gathje 2000، صفحة 26
222. 1 2 3  Gura 2015، صفحة 95
223. 1 2 3 4  Landmarks Preservation Commission 2005، صفحة 58 (PDF p. 59)
224. ↑  "$60,000,000 Hilton Hotel Concern Formed as Four Companies Merge; Plaza, Stevens, Palmer House, Dayton-Biltmore Combined". The New York Times (بالإنجليزية الأمريكية). 7 Jun 1946. ISSN:0362-4331. Archived from the original on 2024-12-27. Retrieved 2020-11-27.
225. ↑  Harris 1981، صفحة 69
226. ↑  Gathje 2000، صفحة 142; Harris 1981، صفحات 55–56; Landmarks Preservation Commission 2005، صفحة 15
227. ↑  "$15,000,000 Paid for Plaza Hotel; Hilton Interests Take Lease Back From the Sonnabend Group of Boston, Mass". The New York Times (بالإنجليزية الأمريكية). 15 Oct 1953. ISSN:0362-4331. Archived from the original on 2023-06-13. Retrieved 2020-11-28.
228. ↑  Gathje 2000، صفحة 163
229. ↑  "Childs Approves Plaza Purchase; Holders Also Agree to Lease 3 Other Hotels, Change Corporate Name". The New York Times (بالإنجليزية الأمريكية). 18 Nov 1955. ISSN:0362-4331. Archived from the original on 2024-12-27. Retrieved 2020-07-09.
230. ↑  Brown 1967، صفحة 192; Gathje 2000، صفحة 30; Landmarks Preservation Commission 2005، صفحة 15
231. ↑  Grutzner, Charles (8 Jul 1956). "Year of the Air Conditioning; New York Hotels Putting Millions Into Cooling and Renovations". The New York Times (بالإنجليزية الأمريكية). ISSN:0362-4331. Archived from the original on 2023-06-13. Retrieved 2020-11-28.
232. ↑  "Childs Co. Changes Name". The New York Times (بالإنجليزية الأمريكية). 23 Feb 1956. ISSN:0362-4331. Archived from the original on 2023-06-13. Retrieved 2020-11-28.
233. ↑  "Hotel Corporation of America Buys 2 Hotels for $14,930,000". Daily Boston Globe. 1 مارس 1956. ص. 15. بروكويست 842256840. {{استشهاد بخبر}}: templatestyles stripmarker في |المعرف= في مكان 1 (مساعدة)
234. ↑  "Plaza Hotel Sold for 21 Millions; Wien Pays Record Sum for 5th Ave. Building -- Chain to Lease It Back". The New York Times (بالإنجليزية الأمريكية). 21 Nov 1958. ISSN:0362-4331. Archived from the original on 2023-06-13. Retrieved 2020-11-27.
235. ↑  "Plaza Hotel Title Passes". The New York Times (بالإنجليزية الأمريكية). 2 Jan 1959. ISSN:0362-4331. Archived from the original on 2024-12-27. Retrieved 2020-11-28.
236. ↑  "Plaza Hotel in Shift; Hotel Corporation to Take Over on Lease Today". The New York Times (بالإنجليزية الأمريكية). 1 Apr 1960. ISSN:0362-4331. Archived from the original on 2023-06-13. Retrieved 2020-11-27.
237. 1 2 3  Cuff, Daniel F. (30 Dec 1979). "The Plaza Hotel: A Moneymaking Fairyland". The New York Times (بالإنجليزية الأمريكية). ISSN:0362-4331. Archived from the original on 2024-12-03. Retrieved 2020-11-28.
238. 1 2 3  Satow 2019، chapter 9
239. ↑  "Sidewalk Foremen Watch Face-Lifting At the Plaza Hotel". The New York Times (بالإنجليزية الأمريكية). 25 Nov 1960. ISSN:0362-4331. Archived from the original on 2024-12-27. Retrieved 2020-11-28.
240. ↑  Ennis, Thomas W. (9 Sep 1962). "Hotels Spruce Up as Rivalry Rises". The New York Times (بالإنجليزية الأمريكية). ISSN:0362-4331. Archived from the original on 2023-06-13. Retrieved 2020-11-28.
241. 1 2  "The Grand Hotel: Aging but Still Elegant, Gotham's Storied Plaza Prospers on Nostalgia Edwardian Opulence, Service Enchant Jet-Age Patrons". وول ستريت جورنال. 23 أغسطس 1965. ص. 1. ISSN:0099-9660. بروكويست 132999458. {{استشهاد بخبر}}: templatestyles stripmarker في |المعرف= في مكان 1 (مساعدة)
242. ↑  "Plaza to Install New Elevators". The New York Times (بالإنجليزية الأمريكية). 6 Apr 1964. ISSN:0362-4331. Archived from the original on 2023-06-14. Retrieved 2020-11-28.
243. 1 2  McElheny, Victor K. (15 Apr 1976). "Plaza's Old Elevators Wheezing to a Halt". The New York Times (بالإنجليزية الأمريكية). ISSN:0362-4331. Archived from the original on 2023-04-03. Retrieved 2020-11-28.
244. ↑  "Wellington to Get Land Under Plaza". The New York Times (بالإنجليزية الأمريكية). 31 Aug 1965. ISSN:0362-4331. Archived from the original on 2024-12-27. Retrieved 2020-11-28.
245. ↑  Gathje 2000، صفحة 142; Harris 1981، صفحة 56; Landmarks Preservation Commission 2005، صفحة 15
246. ↑  "Hotel America To Change Name Nov. 10 to Sonesta". Hartford Courant. 23 أكتوبر 1969. ص. 64. بروكويست 550282274. {{استشهاد بخبر}}: templatestyles stripmarker في |المعرف= في مكان 1 (مساعدة)
247. ↑  Edwards, Russell (27 Aug 1971). "Plaza Plans 'Original Elegance' in 'World of Tomorrow'". The New York Times (بالإنجليزية الأمريكية). ISSN:0362-4331. Archived from the original on 2023-06-14. Retrieved 2020-11-28.
248. 1 2  Huxtable, Ada Louise (5 Nov 1971). "An Appraisal: An Edwardian Splendor Or Green Tulip Modern?". The New York Times (بالإنجليزية الأمريكية). ISSN:0362-4331. Archived from the original on 2023-06-13. Retrieved 2020-11-28.
249. 1 2  Landmarks Preservation Commission 2005، صفحات 26–27
250. ↑  Stern, Mellins & Fishman 1995، صفحة 1124
251. ↑  Reckert, Clare M. (6 Jul 1972). "Sonesta International Takes Title to Plaza Hotel". The New York Times (بالإنجليزية الأمريكية). ISSN:0362-4331. Archived from the original on 2024-12-27. Retrieved 2020-11-29.
252. ↑  Hammer, Alexander R. (10 May 1973). "Sonesta Shares Target in Deal". The New York Times (بالإنجليزية الأمريكية). ISSN:0362-4331. Archived from the original on 2023-06-13. Retrieved 2020-11-29.
253. ↑  Gallese، Liz Roman (10 مايو 1973). "Sonesta Sought by Wellington Associates, But Such a Take-Over May Prove Difficult". وول ستريت جورنال. ص. 16. ISSN:0099-9660. بروكويست 133819150. {{استشهاد بخبر}}: templatestyles stripmarker في |المعرف= في مكان 1 (مساعدة)
254. ↑  Meyer، Priscilla S. (2 أبريل 1974). "Sonesta's Plaza Hotel Is Sought by Partners In New York Concern: Wellington Associates, Which Tried Sonesta Take-Over in '73, Is Discussing Purchase". وول ستريت جورنال. ص. 16. ISSN:0099-9660. بروكويست 133919074. {{استشهاد بخبر}}: templatestyles stripmarker في |المعرف= في مكان 1 (مساعدة)
255. ↑  "Sonesta Won't Sell The Plaza, New York, To Wellington Group". وول ستريت جورنال. 3 مايو 1974. ص. 16. ISSN:0099-9660. بروكويست 133971802. {{استشهاد بخبر}}: templatestyles stripmarker في |المعرف= في مكان 1 (مساعدة)
256. ↑  "Western Hotels Co. Buying the Plaza For $25-Million". The New York Times (بالإنجليزية الأمريكية). 13 Nov 1974. ISSN:0362-4331. Archived from the original on 2024-11-27. Retrieved 2020-07-09.
257. ↑  Harris 1981، صفحة 43; Landmarks Preservation Commission 2005، صفحة 27; Stern, Mellins & Fishman 1995، صفحة 1125
258. ↑  Goldberger, Paul (12 Feb 1974). "Plaza Turning Back Clock to '1907-New' Look". The New York Times (بالإنجليزية الأمريكية). ISSN:0362-4331. Archived from the original on 2024-02-25. Retrieved 2020-11-28.
259. 1 2  Moss، Michael (28 مارس 1988). "5-Star Facelift; Trump to make over city's Plaza Hotel". Newsday. ص. 02. بروكويست 277975654. {{استشهاد بخبر}}: templatestyles stripmarker في |المعرف= في مكان 1 (مساعدة)
260. ↑  "Plaza Buys Murals By Everett Shinn From Old Owners". The New York Times (بالإنجليزية الأمريكية). 18 May 1976. ISSN:0362-4331. Archived from the original on 2024-12-27. Retrieved 2020-11-29.
261. ↑  Stern, Mellins & Fishman 1995، صفحة 1125
262. ↑  Goldberger, Paul (24 Mar 1977). "Design Notebook: Inglorious Urban Entries See a Movie In Style Order Carved Out of Openness". The New York Times (بالإنجليزية الأمريكية). ISSN:0362-4331. Archived from the original on 2023-06-13. Retrieved 2020-11-29.
263. 1 2 3  "Playing The Palm Court As a Trump Card Says Ivana Trump, 'We appreciate the old beauty". Newsday. 20 يوليو 1988. ص. 04. بروكويست 277975714. {{استشهاد بخبر}}: templatestyles stripmarker في |المعرف= في مكان 1 (مساعدة)
264. ↑  "In Hotels View, It's Better to Give". The New York Times (بالإنجليزية الأمريكية). 3 Aug 1985. ISSN:0362-4331. Archived from the original on 2023-06-13. Retrieved 2020-07-09.
265. ↑  Meyers, William H. (25 Sep 1988). "Stalking the Plaza". The New York Times (بالإنجليزية الأمريكية). ISSN:0362-4331. Archived from the original on 2024-08-24. Retrieved 2020-11-28.
266. ↑  "Allegis to Sell Its Westin Unit For $1.35 Billion --- Accord With Bass Group, Aoki Moves Firm Closer To Restructuring Goal". وول ستريت جورنال. 28 أكتوبر 1987. ص. 1. ISSN:0099-9660. بروكويست 398140080. {{استشهاد بخبر}}: templatestyles stripmarker في |المعرف= في مكان 1 (مساعدة)
267. ↑  "Trump Has Agreed To Purchase Plaza Hotel, Sources Say: Trump Agrees to Buy Famous Plaza Hotel From Bass and Aoki". وول ستريت جورنال. 18 مارس 1988. ص. 2. ISSN:0099-9660. بروكويست 135320103. {{استشهاد بخبر}}: templatestyles stripmarker في |المعرف= في مكان 1 (مساعدة)
268. ↑  Foderaro, Lisa W. (27 Feb 1988). "Plaza Hotel May Be Sold for Co-ops". The New York Times (بالإنجليزية الأمريكية). ISSN:0362-4331. Archived from the original on 2022-10-18. Retrieved 2020-11-28.
269. 1 2  Stout، David؛ Gilpin، Kenneth N. (12 أبريل 1995). "Trump Is Selling Plaza Hotel To Saudi and Asian Investors". نيويورك تايمز. مؤرشف من الأصل في 2024-12-22. اطلع عليه بتاريخ 2022-05-03.
270. 1 2  Segal، David (16 يناير 2016). "What Donald Trump's Plaza Deal Reveals About His White House Bid". نيويورك تايمز. مؤرشف من الأصل في 2024-12-22. اطلع عليه بتاريخ 2022-05-03.
271. ↑  Dunlap, David W. (20 Dec 1988). "Trumps Plan to Revamp The Plaza in a Big Way". The New York Times (بالإنجليزية الأمريكية). ISSN:0362-4331. Archived from the original on 2023-06-13. Retrieved 2020-12-01.
272. ↑  Revson، James A. (21 سبتمبر 1989). "Donald and Ivana Glitz the Plaza". Newsday. ص. 04. بروكويست 1943384125. {{استشهاد بخبر}}: templatestyles stripmarker في |المعرف= في مكان 1 (مساعدة)
273. ↑  "Trump to Close a 'Tacky' Trader Vic's". The New York Times (بالإنجليزية الأمريكية). 25 Jan 1989. ISSN:0362-4331. Archived from the original on 2023-06-13. Retrieved 2021-03-03.
274. ↑  Morabito, Greg (30 Oct 2013). "Remembering Trader Vic's, New York's Favorite Tiki Bar". Eater NY (بالإنجليزية). Archived from the original on 2025-04-27. Retrieved 2021-03-03.
275. ↑  Agovino، Theresa (29 يناير 1990). "Profit in Sight for a Rejuvenated Plaza". Crain's New York Business. ج. 6 رقم  5. ص. 1. بروكويست 219134786. {{استشهاد بمجلة}}: templatestyles stripmarker في |المعرف= في مكان 1 (مساعدة)
276. ↑  Norris, Floyd (5 Jun 1990). "A Haze of Debt Clouds The Plaza Hotel's Gleam". The New York Times (بالإنجليزية الأمريكية). ISSN:0362-4331. Archived from the original on 2023-04-04. Retrieved 2020-07-09.
277. 1 2 3  "Trump Relinquishing Half of Plaza Hotel Sale of Suites as Condos Fails to Raise Cash". Sun Sentinel. Reuters. 19 مارس 1992. ص. 2D. بروكويست 388941901. {{استشهاد بخبر}}: templatestyles stripmarker في |المعرف= في مكان 1 (مساعدة)
278. ↑  "Trump planning to convert posh Plaza Hotel into condos". Star-Gazette. Elmira, NY. 10 أبريل 1991. ص. 16. اطلع عليه بتاريخ 2020-11-29 – عبر newspapers.com.
279. ↑  Hylton, Richard D. (9 Apr 1991). "Trump Aims to Turn Most of Plaza Hotel Into Condominiums". The New York Times (بالإنجليزية الأمريكية). ISSN:0362-4331. Archived from the original on 2023-06-13. Retrieved 2020-11-29.
280. ↑  Hylton، Richard D. (9 أبريل 1991). "Trump expected to sell rooms in Plaza Hotel". Los Angeles Daily News. مؤرشف من الأصل في 2025-06-20 – عبر NewsBank.
281. ↑  Lueck, Thomas J. (3 Jun 1990). "Reaching for the Sky to Add a Room". The New York Times (بالإنجليزية الأمريكية). ISSN:0362-4331. Archived from the original on 2023-06-13. Retrieved 2020-11-30.
282. ↑  "Trump yields 49% of Plaza Hotel in N.Y." The Star-Ledger. Newark, NJ. 19 مارس 1992. مؤرشف من الأصل في 2025-06-20 – عبر NewsBank.
283. ↑  Lowenstein، Roger (19 مارس 1992). "Trump Agrees to Give Lenders 49% of Plaza Hotel". وول ستريت جورنال. ص. A5. ISSN:0099-9660. بروكويست 135320103. {{استشهاد بخبر}}: templatestyles stripmarker في |المعرف= في مكان 1 (مساعدة)
284. ↑  "Prepackaged Bankruptcy Is Filed for Plaza Hotel". وول ستريت جورنال. 4 نوفمبر 1992. ص. A6. ISSN:0099-9660. بروكويست 398326488. {{استشهاد بخبر}}: templatestyles stripmarker في |المعرف= في مكان 1 (مساعدة)
285. ↑  "Company News; Trump Revises Plaza Loan". The New York Times (بالإنجليزية الأمريكية). 4 Nov 1992. ISSN:0362-4331. Archived from the original on 2024-12-22. Retrieved 2020-11-30.
286. ↑  "Company News; Trump's Plaza Hotel Bankruptcy Plan Approved". The New York Times (بالإنجليزية الأمريكية). Reuters. 12 Dec 1992. ISSN:0362-4331. Archived from the original on 2024-12-26. Retrieved 2020-07-09.
287. 1 2 3 4 5 6  Satow 2019، chapter 12
288. ↑  Henry، David (22 ديسمبر 1994). "Trump Says He'll Sue Post for $500M". Newsday. ص. A53. بروكويست 278840199. {{استشهاد بخبر}}: templatestyles stripmarker في |المعرف= في مكان 1 (مساعدة)
289. 1 2  Satow، Julie (23 مايو 2019). "That Time Trump Sold the Plaza Hotel at an $83 Million Loss". Bloomberg. مؤرشف من الأصل في 2024-11-28. اطلع عليه بتاريخ 2020-11-25.
290. ↑  Barron, James (11 Jan 1995). "Company News; Singapore Chain Seeks Plaza Hotel Stake". The New York Times (بالإنجليزية الأمريكية). ISSN:0362-4331. Archived from the original on 2022-03-19. Retrieved 2020-11-29.
291. ↑  Sutton، Larry؛ Michelini، Alex (16 مارس 1995). "Looking to Trump two on Plaza deal". New York Daily News. ص. 1272. اطلع عليه بتاريخ 2020-11-26 – عبر newspapers.com.
292. 1 2  Pacelle، Mitchell (19 فبراير 1997). "Asian Investors Buy Up Hotels in U.S., Europe, But Move Cautiously". وول ستريت جورنال. ص. A1. ISSN:0099-9660. بروكويست 1619948359. {{استشهاد بخبر}}: templatestyles stripmarker في |المعرف= في مكان 1 (مساعدة)
293. ↑  "Trump selling controlling interest in Plaza Hotel". Journal News. 12 أبريل 1995. ص. 44. اطلع عليه بتاريخ 2020-11-29 – عبر newspapers.com.
294. ↑  Gilpin, David; Stout, Kenneth N. (12 Apr 1995). "Trump Is Selling Plaza Hotel To Saudi and Asian Investors". The New York Times (بالإنجليزية الأمريكية). ISSN:0362-4331. Archived from the original on 2024-12-22. Retrieved 2020-07-09.
295. ↑  "Metro Business; New Plaza Hotel Owner". The New York Times (بالإنجليزية الأمريكية). 30 Sep 1997. ISSN:0362-4331. Archived from the original on 2024-12-27. Retrieved 2020-11-29.
296. ↑  Landmarks Preservation Commission 2005، صفحة 27
297. ↑  Barron, James (14 Aug 2004). "Eloise Gets a New Landlord: Plaza Sells for $675 Million". The New York Times (بالإنجليزية الأمريكية). ISSN:0362-4331. Archived from the original on 2024-12-27. Retrieved 2020-07-09.
298. ↑  "Elad Properties: Plaza Hotel Will Change Hands In a $675 Million Transaction". وول ستريت جورنال. 16 أغسطس 2004. ص. A6. ISSN:0099-9660. بروكويست 398907334. {{استشهاد بخبر}}: templatestyles stripmarker في |المعرف= في مكان 1 (مساعدة)
299. 1 2 3 4 5  Satow 2019، chapter 13
300. ↑  "Council fights hotels-to-condos trend". Newsday. مؤرشف من الأصل في 2021-03-31. اطلع عليه بتاريخ 2020-11-30.
301. ↑  Barron, James (3 Apr 2005). "Bar Mitzvahs, Weddings, and, Now, a Zoning War". The New York Times (بالإنجليزية الأمريكية). ISSN:0362-4331. Archived from the original on 2023-12-28. Retrieved 2023-12-28.
302. ↑  "Mayor Announces Deal to Ease Job Cuts in Plaza Hotel Overhaul". The New York Times (بالإنجليزية الأمريكية). 14 Apr 2005. ISSN:0362-4331. Archived from the original on 2023-06-13. Retrieved 2020-11-30.
303. ↑  Steele، Lockhart (14 أبريل 2005). "Breaking: Plaza Hotel 'Saved,' Sort Of". Curbed NY. مؤرشف من الأصل في 2024-12-27. اطلع عليه بتاريخ 2020-11-30.
304. ↑  "The Plaza Says It'll Be History After April 30". The New York Times (بالإنجليزية الأمريكية). 5 Mar 2005. ISSN:0362-4331. Archived from the original on 2023-06-13. Retrieved 2020-07-09.
305. ↑  Danto، Ginger (25 أبريل 2005). "Suite Deal for the Plaza". Brandweek. ص. 30.
306. ↑  "Fairmont to manage New York City's Plaza Hotel". CBC (بالإنجليزية الأمريكية). 22 Nov 2005. Archived from the original on 2024-12-27. Retrieved 2020-11-23.
307. ↑  Baltic، Scott (3 مارس 2008). "New York's Plaza Hotel Reopens After $400M Renovation". Commercial Property News. مؤرشف من الأصل في 2021-01-24. اطلع عليه بتاريخ 2020-07-09.
308. ↑  Haughney, Christine (3 Jan 2008). "Apartment Prices in Manhattan Defy National Real Estate Slide". The New York Times (بالإنجليزية الأمريكية). ISSN:0362-4331. Archived from the original on 2024-06-25. Retrieved 2022-06-01.
309. ↑  Norton، Leslie P. (16 يونيو 2008). "Signs of Softness Appear in Manhattan Real Estate". Barron's. ج. 88 رقم  24. ص. 23–24. بروكويست 201074583. {{استشهاد بمجلة}}: templatestyles stripmarker في |المعرف= في مكان 1 (مساعدة)
310. ↑  Dworin, Caroline H. (6 Dec 2008). "For a Luxury Mall, an Ill-Timed Debut". The New York Times (بالإنجليزية الأمريكية). ISSN:0362-4331. Archived from the original on 2023-06-13. Retrieved 2020-11-30.
311. ↑  Edelson، Sharon (14 أبريل 2008). "The Plaza's New Platform: Niche Brands". WWD. مؤرشف من الأصل في 2024-07-08. اطلع عليه بتاريخ 2024-07-07.
312. ↑  Collins, Glenn (22 Nov 2011). "Plaza Food Hall Is Growing". The New York Times (بالإنجليزية الأمريكية). ISSN:0362-4331. Archived from the original on 2024-12-15. Retrieved 2020-07-09.
313. ↑  "Q & A with Miki Naftali". The Real Deal New York (بالإنجليزية الأمريكية). 24 May 2011. Archived from the original on 2022-12-12. Retrieved 2020-11-30.
314. ↑  Haughney, Christine (18 Jan 2010). "Dream for the Plaza Fades in a Not-So-Gilded Age". The New York Times (بالإنجليزية الأمريكية). ISSN:0362-4331. Archived from the original on 2023-06-13. Retrieved 2022-06-01.
315. ↑  Buckley, Cara (6 May 2011). "Oak Room Is Set to Close After Rent Fight With Plaza Hotel". The New York Times (بالإنجليزية الأمريكية). ISSN:0362-4331. Archived from the original on 2024-06-23. Retrieved 2020-11-30.
316. ↑  Kludt، Amanda (6 مايو 2011). "The Plaza Hotel's Oak Room is Set to Close in July". Eater NY. مؤرشف من الأصل في 2025-05-15. اطلع عليه بتاريخ 2020-11-30.
317. ↑  Thirani, Neha (1 Aug 2012). "Indian Conglomerate Buys New York's Plaza Hotel". India Ink (بالإنجليزية الأمريكية). Archived from the original on 2022-04-04. Retrieved 2020-12-01.
318. ↑  "Plaza Hotel in New York sold to Indian billionaire". BBC News (بالإنجليزية البريطانية). 28 Nov 2012. Archived from the original on 2023-06-13. Retrieved 2020-12-01.
319. ↑  "Sahara group takes over New York's iconic Plaza hotel". NDTV.com. مؤرشف من الأصل في 2025-05-22. اطلع عليه بتاريخ 2020-12-01.
320. 1 2  Satow 2019، chapter 15
321. ↑  Clarke، Katherine (25 أغسطس 2015). "The Plaza's Plight: Owners of apartments at the storied Central Park Hotel aren't making the profits they'd hoped for". New York Daily News. مؤرشف من الأصل في 2023-06-13. اطلع عليه بتاريخ 2020-11-30.
322. ↑  Bagli, Charles V. (22 Aug 2014). "Legal Woes of Owners Help Put the Plaza Back in Play". The New York Times (بالإنجليزية الأمريكية). ISSN:0362-4331. Archived from the original on 2023-06-13. Retrieved 2020-07-09.
323. ↑  Karmin, Craig; Chaturvedi, Saurabh; Wei, Lingling (16 Aug 2014). "Brunei Bids for New York's Plaza Hotel". وول ستريت جورنال (بالإنجليزية الأمريكية). ISSN:0099-9660. Archived from the original on 2014-10-10. Retrieved 2020-12-01.
324. ↑  "Sultan of Brunei Reportedly Aims to Acquire Plaza Hotel in New York". Yahoo! Sports. 16 أغسطس 2014. مؤرشف من الأصل في 2022-09-29. اطلع عليه بتاريخ 2022-09-06.
325. 1 2  Karmin, Craig (22 Aug 2017). "Famed Plaza Hotel Is On the Block". وول ستريت جورنال (بالإنجليزية الأمريكية). ISSN:0099-9660. Archived from the original on 2023-06-13. Retrieved 2020-11-27.
326. ↑  Bagli, Charles V. (23 Aug 2017). "The Plaza Is for Sale, but a Part-Owner Has Other Ideas". The New York Times (بالإنجليزية الأمريكية). ISSN:0362-4331. Archived from the original on 2023-06-13. Retrieved 2020-11-27.
327. ↑  Karmin, Craig (19 Sep 2017). "Dozens of Investors Show Interest in Plaza Hotel". وول ستريت جورنال (بالإنجليزية الأمريكية). ISSN:0099-9660. Archived from the original on 2023-06-13. Retrieved 2020-11-27.
328. ↑  Warerkar, Tanay (25 May 2017). "Beleaguered Plaza Hotel purchase may soon be finalized". Curbed NY (بالإنجليزية). Archived from the original on 2024-12-27. Retrieved 2020-11-25.
329. ↑  Satow, Julie (4 May 2018). "Deal Is Reached to Sell the Plaza Hotel". The New York Times (بالإنجليزية الأمريكية). ISSN:0362-4331. Archived from the original on 2024-03-06. Retrieved 2020-11-25.
330. ↑  Warerkar، Tanay (3 مايو 2018). "Legendary Plaza Hotel will sell for $600M to Saudi prince". Curbed NY. مؤرشف من الأصل في 2024-12-27. اطلع عليه بتاريخ 2020-11-25.
331. ↑  Hall، Miriam (21 مايو 2018). "Minority Owners Of The Plaza Hotel Sue Majority Owner For Trying To Sell To Third Party". Bisnow. مؤرشف من الأصل في 2024-12-27. اطلع عليه بتاريخ 2020-11-25.
332. ↑  Tan، Gillian (18 مايو 2018). "New York Plaza Hotel Buyers Ashkenazy, Alwaleed Sue Owner". Bloomberg. مؤرشف من الأصل في 2022-05-19. اطلع عليه بتاريخ 2020-11-25.
333. ↑  Parker، Will؛ Maurer، Mark (26 يونيو 2018). "Ashkenazy, Kingdom get extension to close on Plaza deal: sources". The Real Deal New York. مؤرشف من الأصل في 2023-01-14. اطلع عليه بتاريخ 2020-11-25.
334. 1 2  Parker, Will; Maurer, Mark (3 Jul 2018). "Qatari group closes on $600M purchase of Plaza Hotel". The Real Deal New York (بالإنجليزية الأمريكية). Archived from the original on 2023-01-13. Retrieved 2020-12-01.
335. ↑  Karmin, Craig; Morris, Keiko (3 Jul 2018). "New York's Iconic Plaza Hotel Sold to Qatar Fund for $600 Million". وول ستريت جورنال (بالإنجليزية الأمريكية). ISSN:0099-9660. Archived from the original on 2024-08-05. Retrieved 2020-12-01.
336. ↑  Tan، Gillian (5 يوليو 2018). "NYC's Historic Plaza Hotel Sold to Qatari State-Owned Company". Bloomberg. مؤرشف من الأصل في 2025-01-26. اطلع عليه بتاريخ 2020-11-25.
337. ↑  "Balcony Repair Ignites Civil War at Plaza Hotel Over Union Labor". The Real Deal New York (بالإنجليزية الأمريكية). 28 Aug 2020. Archived from the original on 2023-01-13. Retrieved 2020-11-30.
338. ↑  Engquist، Erik (27 مارس 2020). "Plaza Hotel in New York City Closes, Lays Off 251". The Real Deal New York. مؤرشف من الأصل في 2023-01-13. اطلع عليه بتاريخ 2020-11-26.
339. ↑  Yeginsu, Ceylan; Norman, Derek M. (9 Oct 2020). "'If No Tourists Come, I Have No Business': New York's Tourism Crisis". The New York Times (بالإنجليزية الأمريكية). ISSN:0362-4331. Archived from the original on 2023-11-10. Retrieved 2020-11-26.
340. ↑  "Road To Reopening: New York's Iconic Plaza Hotel Reopens After Year-Long COVID Closure". CBS New York. 20 مايو 2021. مؤرشف من الأصل في 2021-09-24. اطلع عليه بتاريخ 2021-08-15.
341. ↑  "Iconic Plaza Hotel Reopens as New York City Looks to Welcome More Tourists". NBC New York. 20 مايو 2021. مؤرشف من الأصل في 2025-05-24. اطلع عليه بتاريخ 2021-08-15.
342. ↑  "COVID NYC Update: Plaza Hotel offers tour ahead of Thursday reopening". ABC7 New York. 19 مايو 2021. مؤرشف من الأصل في 2021-08-15. اطلع عليه بتاريخ 2021-08-15.
343. ↑  Velsey، Kim (27 نوفمبر 2023). "Plaza Regret". Curbed. مؤرشف من الأصل في 2024-07-05. اطلع عليه بتاريخ 2024-07-05.
344. ↑  Gathje 2000، صفحة 82
345. ↑  Gathje 2000، صفحة 89
346. ↑  Frohne 1907، صفحة 354
347. ↑  Gathje 2000، صفحة 90
348. ↑  Satow, Julie (24 Oct 2014). "Pied-à-Neighborhood". The New York Times (بالإنجليزية الأمريكية). ISSN:0362-4331. Archived from the original on 2024-09-22. Retrieved 2020-12-01.
349. ↑  Abelson، Max (17 أكتوبر 2007). "Another Putin Pal—Patriots Owner Robert Kraft—Buys in The Plaza". Observer. مؤرشف من الأصل في 2024-05-23. اطلع عليه بتاريخ 2022-08-03.
350. ↑  Barbanel, Josh (30 Sep 2007). "Taking Refuge at the Plaza". The New York Times (بالإنجليزية الأمريكية). ISSN:0362-4331. Archived from the original on 2023-06-13. Retrieved 2020-11-30.
351. ↑  "Bear Stearns's Cayne Lists in New York". وول ستريت جورنال (بالإنجليزية الأمريكية). 15 Aug 2013. ISSN:0099-9660. Archived from the original on 2013-10-08. Retrieved 2020-11-30.
352. ↑  "When Is $7.8 M. Not A Lot? When It's A Condo at The Plaza". Observer (بالإنجليزية الأمريكية). 20 Nov 2007. Archived from the original on 2025-04-26. Retrieved 2020-11-30.
353. ↑  Stone، Madeline. "The CEO Of Sony Music Is Selling His Ritzy New York City Condo For $11.5 Million". Business Insider. مؤرشف من الأصل في 2025-05-30. اطلع عليه بتاريخ 2020-11-30.
354. ↑  Alberts، Hana R. (16 أكتوبر 2014). "Huxley Building Action; American Idol Creator Sells Plaza Pads". Curbed NY. مؤرشف من الأصل في 2025-05-26. اطلع عليه بتاريخ 2020-11-30.
355. ↑  Barbanel, Josh (6 Mar 2012). "Candy Gets Taste of the Plaza". وول ستريت جورنال (بالإنجليزية الأمريكية). ISSN:0099-9660. Archived from the original on 2013-08-28. Retrieved 2020-11-30.
356. ↑  Marino, Vivian (1 Nov 2019). "Tommy Hilfiger's Duplex Sells After 11 Years on the Market". The New York Times (بالإنجليزية الأمريكية). ISSN:0362-4331. Archived from the original on 2023-08-24. Retrieved 2020-11-30.
357. 1 2 3 4 5 6 7 8 9  Landmarks Preservation Commission 2005، صفحة 16
358. ↑  Gathje 2000، صفحات 82, 84; Stern, Mellins & Fishman 1995، صفحة 1124
359. 1 2  Gathje 2000، صفحات 124–125; Harris 1981، صفحات 94, 99
360. ↑  "4,000 Hail Beatles on Arrival in Miami". The New York Times (بالإنجليزية الأمريكية). 14 Feb 1964. ISSN:0362-4331. Archived from the original on 2024-12-27. Retrieved 2020-11-28.
361. ↑  Groth، Paul (1994). Living Downtown: The History of Residential Hotels in the United States. University of California Press. ص. 42. ISBN:978-0-520-06876-6. مؤرشف من الأصل في 2023-05-16.
362. ↑  Harris 1981، صفحات 66, 68
363. ↑  "Crush to See Brides Who'll Wear Titles; Throng of Women at the Plaza Jams Corridors, Men's Cafe, and Grill. Duke and Count on View With Miss Theodora Shonts and Miss Gladys Vanderbilt, Whom They Are Soon to Wed". The New York Times (بالإنجليزية الأمريكية). 12 Jan 1908. ISSN:0362-4331. Archived from the original on 2023-06-14. Retrieved 2020-11-27.
364. ↑  Brown 1967، صفحة 174
365. ↑  National Park Service 1978، صفحة 8
366. ↑  Harris 1981، صفحة 66
367. ↑  "Society's Latest Fad--Tearooms". The New York Times (بالإنجليزية الأمريكية). 25 Apr 1909. ISSN:0362-4331. Archived from the original on 2024-12-27. Retrieved 2020-11-28.
368. ↑  Harris 1981، صفحة 67
369. ↑  Gathje 2000، صفحة 78
370. ↑  "Plaque to Honor Cohan, Harris". The New York Times (بالإنجليزية الأمريكية). 11 Mar 1943. ISSN:0362-4331. Archived from the original on 2023-06-13. Retrieved 2020-11-28.
371. ↑  Harris 1981، صفحة 104
372. ↑  Harris 1981، صفحات 109–110
373. ↑  "Gay Pageant Here Honors President". The New York Times (بالإنجليزية الأمريكية). 31 Jan 1935. ISSN:0362-4331. Archived from the original on 2024-12-27. Retrieved 2020-11-30.
374. 1 2  Harris 1981، صفحة 110
375. ↑  Lelyveld, Joseph (25 Apr 1970). "Entrance to the Plaza Hotel Is the Scene of Assassination Attempt". The New York Times (بالإنجليزية الأمريكية). ISSN:0362-4331. Archived from the original on 2023-06-13. Retrieved 2022-07-20.
376. ↑  Funabashi، Yōichi (1989). Managing the Dollar: From the Plaza to the Louvre. Books / Institute for international economics. Institute for International Economics. ص. 261–271. ISBN:978-0-88132-097-8. مؤرشف من الأصل في 2023-06-14.
377. ↑  Bradley، Robert D. (2013). The Basketball Draft Fact Book: A History of Professional Basketball's College Drafts. Scarecrow Press. ص. 82, 87, 91, 96, 101, 112, 252, 260. ISBN:978-0-8108-9069-5. مؤرشف من الأصل في 2024-11-09.
378. ↑  Gathje 2000، صفحة 111
379. ↑  Gathje 2000، صفحة 137
380. 1 2  Brown 1967، صفحات 223–229
381. ↑  "Honor Mme. Curie Tonight; Cancer Society Members Hosts at Only Public Event for Her Here". The New York Times (بالإنجليزية الأمريكية). 31 Oct 1929. ISSN:0362-4331. Archived from the original on 2023-06-13. Retrieved 2020-11-29.
382. ↑  "President's Wife to Speak on Youth; Mrs. Roosevelt Will Address Girls Service League Here at Nov. 14 Meeting". The New York Times (بالإنجليزية الأمريكية). 3 Nov 1935. ISSN:0362-4331. Archived from the original on 2024-12-27. Retrieved 2020-11-29.
383. ↑  Gardner, Evelyn (20 Nov 1955). "Forthcoming Debutante Balls Here Recall Cotillions of Earlier Days". The New York Times (بالإنجليزية الأمريكية). ISSN:0362-4331. Archived from the original on 2024-12-27. Retrieved 2020-11-29.
384. ↑  Landmarks Preservation Commission 2005، صفحات 15–16
385. ↑  Gathje 2000، صفحة 84
386. ↑  Gathje 2000، صفحة 120
387. ↑  Curtis, Charlotte (29 Nov 1966). "Capote's Black and White Ball: 'The Most Exquisite of Spectator Sports'". The New York Times (بالإنجليزية الأمريكية). ISSN:0362-4331. Archived from the original on 2024-01-31. Retrieved 2020-11-28.
388. ↑  Gathje 2000، صفحات 130–133
389. ↑  Jackson 2010، صفحة 202
390. ↑  "Auction of Thoroughbred Filly on Thursday To Be Feature of Annual Midwinter Ball". The New York Times (بالإنجليزية الأمريكية). 16 Jan 1949. ISSN:0362-4331. Archived from the original on 2023-06-13. Retrieved 2020-11-30.
391. ↑  "Sonja Henie, Famous Skater, Weds Winthrop Gardiner Jr., Executive". The New York Times (بالإنجليزية الأمريكية). 16 Sep 1949. ISSN:0362-4331. Archived from the original on 2023-06-13. Retrieved 2020-11-30.
392. ↑  Gathje 2000، صفحات 108–109
393. ↑  "Patricia Kennedy Married to Actor". The New York Times (بالإنجليزية الأمريكية). 25 Apr 1954. ISSN:0362-4331. Archived from the original on 2023-06-14. Retrieved 2020-11-28.
394. ↑  Gathje 2000، صفحة 140
395. ↑  Capuzzo، Mike (21 ديسمبر 1993). "Marla finally becomes Mrs. Trump". Philadelphia Inquirer. مؤرشف من الأصل في 2016-01-19. اطلع عليه بتاريخ 2016-03-26.
396. ↑  Mackelden، Amy (29 مارس 2020). "Catherine Zeta-Jones & Michael Douglas' Wedding Photos 20 Years Later". Harper's BAZAAR. مؤرشف من الأصل في 2024-12-28. اطلع عليه بتاريخ 2020-11-25.
397. ↑  "The Plaza". Historic Hotels. Historic Hotels of America; National Trust for Historic Preservation. مؤرشف من الأصل في 2018-11-17. اطلع عليه بتاريخ 2018-11-16.
398. ↑  Frohne 1907، صفحة 364
399. 1 2  Landmarks Preservation Commission 2005، صفحة 11
400. ↑  Architects' and Builders' Magazine 1907، صفحات 4, 8
401. ↑  Frazier، George (يناير 1956). "Elegance Entrenched". Esquire. ص. 135. مؤرشف من الأصل في 2023-06-13.
402. ↑  The New York Times (26 سبتمبر 2007). "Answers About the Plaza Hotel". City Room. مؤرشف من الأصل في 2022-03-19. اطلع عليه بتاريخ 2020-11-28.
403. ↑  "List of America's Favorite Architecture". FavoriteArchitecture.org. AIA. 2007. مؤرشف من الأصل في 2011-05-10. اطلع عليه بتاريخ 2010-09-27.
404. ↑  Kugel, Seth (27 May 2007). "The List: 33 Architectural Favorites in New York". The New York Times (بالإنجليزية الأمريكية). ISSN:0362-4331. Archived from the original on 2023-01-20. Retrieved 2023-01-20.
405. ↑  Stern, Mellins & Fishman 1995، صفحات 1122–1123
406. ↑  "2 City Sites Designated Landmarks". The New York Times (بالإنجليزية الأمريكية). 18 Dec 1969. ISSN:0362-4331. Archived from the original on 2024-12-27. Retrieved 2020-11-28.
407. ↑  "Federal Register: 44 Fed. Reg. 7107 (Feb. 6, 1979)" (PDF). مكتبة الكونغرس. 6 فبراير 1979. ص. 7539 (PDF p. 339). مؤرشف من الأصل (PDF) في 2016-12-30. اطلع عليه بتاريخ 2020-03-08.
408. ↑  "List of NHLs by State". National Historic Landmarks (U.S. National Park Service). 4 مايو 1970. مؤرشف من الأصل في 2025-06-16. اطلع عليه بتاريخ 2020-11-30.
409. 1 2  Anderson، Lisa (14 مارس 2005). "Check it out: New York's fabled Plaza is going condo". Chicago Tribune. ص. 1.1. بروكويست 420437782. {{استشهاد بخبر}}: templatestyles stripmarker في |المعرف= في مكان 1 (مساعدة)
410. 1 2  Ulam، Alex (مارس 2005). "What does the future hold for the Plaza Hotel?" (PDF). Architectural Record. ج. 193 رقم  3. ص. 36. مؤرشف من الأصل (PDF) في 2023-06-14.
411. ↑  Jackson 2010، صفحة 411
412. ↑  "Plaza Hotel in Films". On the Set of New York. مؤرشف من الأصل في 2025-05-15. اطلع عليه بتاريخ 2020-11-30.
413. ↑  Gathje 2000، صفحة 116
414. ↑  Shelley، Peter (2015). Neil Simon on Screen: Adaptations and Original Scripts for Film and Television. McFarland, Incorporated, Publishers. ص. 23. ISBN:978-0-7864-7198-0. مؤرشف من الأصل في 2023-06-13. اطلع عليه بتاريخ 2020-11-29.
415. ↑  Alberts, Hana R. (7 Nov 2017). "The definitive guide to 'Home Alone 2' filming locations in NYC". Curbed NY (بالإنجليزية). Archived from the original on 2025-05-28. Retrieved 2020-07-22.
416. ↑  Robinson، Katie (3 مارس 2021). "The Plaza Hotel 110th Anniversary - Movies Filmed at The Plaza". Town & Country. مؤرشف من الأصل في 2023-06-24. اطلع عليه بتاريخ 2022-10-08.
417. 1 2  Spears، Steve (10 يونيو 2018). "30 years ago, 'Big Business' was really small potatoes". Tampa Bay Times. مؤرشف من الأصل في 2025-04-28. اطلع عليه بتاريخ 2020-11-30.
418. ↑  Niemietz، Brian (18 نوفمبر 2020). "Trump 'bullied' his way into 'Home Alone 2: Lost in New York': director". New York Daily News. مؤرشف من الأصل في 2023-06-13. اطلع عليه بتاريخ 2020-12-04.
419. ↑  Beresford، Jack (18 نوفمبر 2020). "Home Alone 2 director says Donald Trump 'bullied his way' into movie". The Irish Post. مؤرشف من الأصل في 2025-04-26. اطلع عليه بتاريخ 2020-12-04.

## روابط خارجية
1. ↑  يعادل استثمار نيويورك لايف خطأ في استخدام {{تضخم}}: |index=US-GDP (الوسيط 1) ليس مؤشرًا معترفًا به. مليون دولار، وإجمالي الاستثمار يعادل خطأ في استخدام {{تضخم}}: |index=US-GDP (الوسيط 1) ليس مؤشرًا معترفًا به. مليون دولار في Error: undefined index "US-GDP" when using {{تضخم-سنة}}..[a]
2. ↑  ما يعادل خطأ في استخدام {{تضخم}}: |index=US-GDP (الوسيط 1) ليس مؤشرًا معترفًا به. مليون دولار في Error: undefined index "US-GDP" when using {{تضخم-سنة}}.[a]
3. ↑  تعادل إيرادات الإيجار خطأ في استخدام {{تضخم}}: |index=US-GDP (الوسيط 1) ليس مؤشرًا معترفًا به. مليون دولار، وإجمالي الاستثمار يعادل خطأ في استخدام {{تضخم}}: |index=US-GDP (الوسيط 1) ليس مؤشرًا معترفًا به. مليون دولار في Error: undefined index "US-GDP" when using {{تضخم-سنة}}..[a]
4. ↑  ما يعادل خطأ في استخدام {{تضخم}}: |index=US-GDP (الوسيط 1) ليس مؤشرًا معترفًا به. مليون دولار في Error: undefined index "US-GDP" when using {{تضخم-سنة}}.[a]
5. ↑  ما يعادل خطأ في استخدام {{تضخم}}: |index=US-GDP (الوسيط 1) ليس مؤشرًا معترفًا به. مليون دولار في Error: undefined index "US-GDP" when using {{تضخم-سنة}}.[a]
6. ↑  ما يعادل خطأ في استخدام {{تضخم}}: |index=US-GDP (الوسيط 1) ليس مؤشرًا معترفًا به. مليون دولار في Error: undefined index "US-GDP" when using {{تضخم-سنة}}.[a]
7. ↑  ما يعادل 69.44 في 2020[a]
8. ↑  ما يعادل بين 1٬389 و13٬888 في 2020[a]
9. ↑  ما يعادل $خطأ في استخدام {{تضخم}}: |index=US-GDP (الوسيط 1) ليس مؤشرًا معترفًا به. مليون في Error: undefined index "US-GDP" when using {{تضخم-سنة}}.[a]
10. ↑  ما يعادل $خطأ في استخدام {{تضخم}}: |index=US-GDP (الوسيط 1) ليس مؤشرًا معترفًا به. مليون في Error: undefined index "US-GDP" when using {{تضخم-سنة}}.[a]
11. ↑  ما يعادل $خطأ في استخدام {{تضخم}}: |index=US-GDP (الوسيط 1) ليس مؤشرًا معترفًا به. مليون في Error: undefined index "US-GDP" when using {{تضخم-سنة}}.[a]
12. ↑  ما يعادل $خطأ في استخدام {{تضخم}}: |index=US-GDP (الوسيط 1) ليس مؤشرًا معترفًا به. مليون في Error: undefined index "US-GDP" when using {{تضخم-سنة}}.[a]
13. ↑  ما يعادل $خطأ في استخدام {{تضخم}}: |index=US-GDP (الوسيط 1) ليس مؤشرًا معترفًا به. مليون في Error: undefined index "US-GDP" when using {{تضخم-سنة}}.[a]
14. ↑  ما يعادل $خطأ في استخدام {{تضخم}}: |index=US-GDP (الوسيط 1) ليس مؤشرًا معترفًا به. مليون في Error: undefined index "US-GDP" when using {{تضخم-سنة}}.[a]
15. ↑  ما يعادل $خطأ في استخدام {{تضخم}}: |index=US-GDP (الوسيط 1) ليس مؤشرًا معترفًا به. مليون في Error: undefined index "US-GDP" when using {{تضخم-سنة}}.[a]
16. ↑  ما يعادل $خطأ في استخدام {{تضخم}}: |index=US-GDP (الوسيط 1) ليس مؤشرًا معترفًا به. مليون في Error: undefined index "US-GDP" when using {{تضخم-سنة}}.[a]
17. ↑  ما يعادل $444000 في Error: undefined index "US-GDP" when using {{تضخم-سنة}}.[a]

1. 1 2 3 4 5 6 7 8 9 10 11 12 13 14 15 16 17  Inflated values قالب:Inflation.
2. ↑  Satow 2019، chapter 1, يشير إلى أن عمال النقابات تم توظيفهم للوظائف عالية المهارة، ولكنهم طالبوا بأجور أعلى. تم توظيف عمال غير نقابيين للوظائف منخفضة المهارة ويمكن دفع أجور أقل لهم.